# VW Golf II
Der Volkswagen Golf II (VW-interne Bezeichnung: Typ 19E bzw. 1G1 ab 1989, 19EL für Nutzfahrzeugversion) ist ein Fahrzeugtyp der Marke Volkswagen, der zwischen August 1983 und Dezember 1992 über 6,3 Millionen Mal gebaut wurde. Er löste in der Kompaktklasse den 1974 vorgestellten Golf I ab. Nachfolger des Golf II wurde der ab Herbst 1991 produzierte Golf III.
Der Golf II setzte das technische Konzept des ersten Golf fort, wuchs jedoch bei den Außenabmessungen und der Leistung. Wie der Vorgänger war der Golf II als drei- und fünftürige Schräghecklimousine erhältlich. Die auf dem Golf II basierende Stufenhecklimousine Jetta wurde ab Februar 1984 angeboten. Das noch von der ersten Generation abgeleitete Golf Cabriolet blieb dagegen unverändert bis August 1993 in der Produktion; auf Golf II-Basis wurde kein Cabrio-Ableger entwickelt (allerdings gab es von einigen Herstellern Umbausätze für den Golf II, z. B. von Bieber Cabriolet).
Der Golf II war der erste VW, der auf eine automatische Fertigung mit Industrierobotern ausgelegt wurde. Der Golf II konnte an den großen Verkaufserfolg des Vorgängermodells nahtlos anknüpfen und wurde eines der am häufigsten gefertigten Automobile der 1980er und frühen 1990er Jahre.

## Modellgeschichte

### Allgemeines

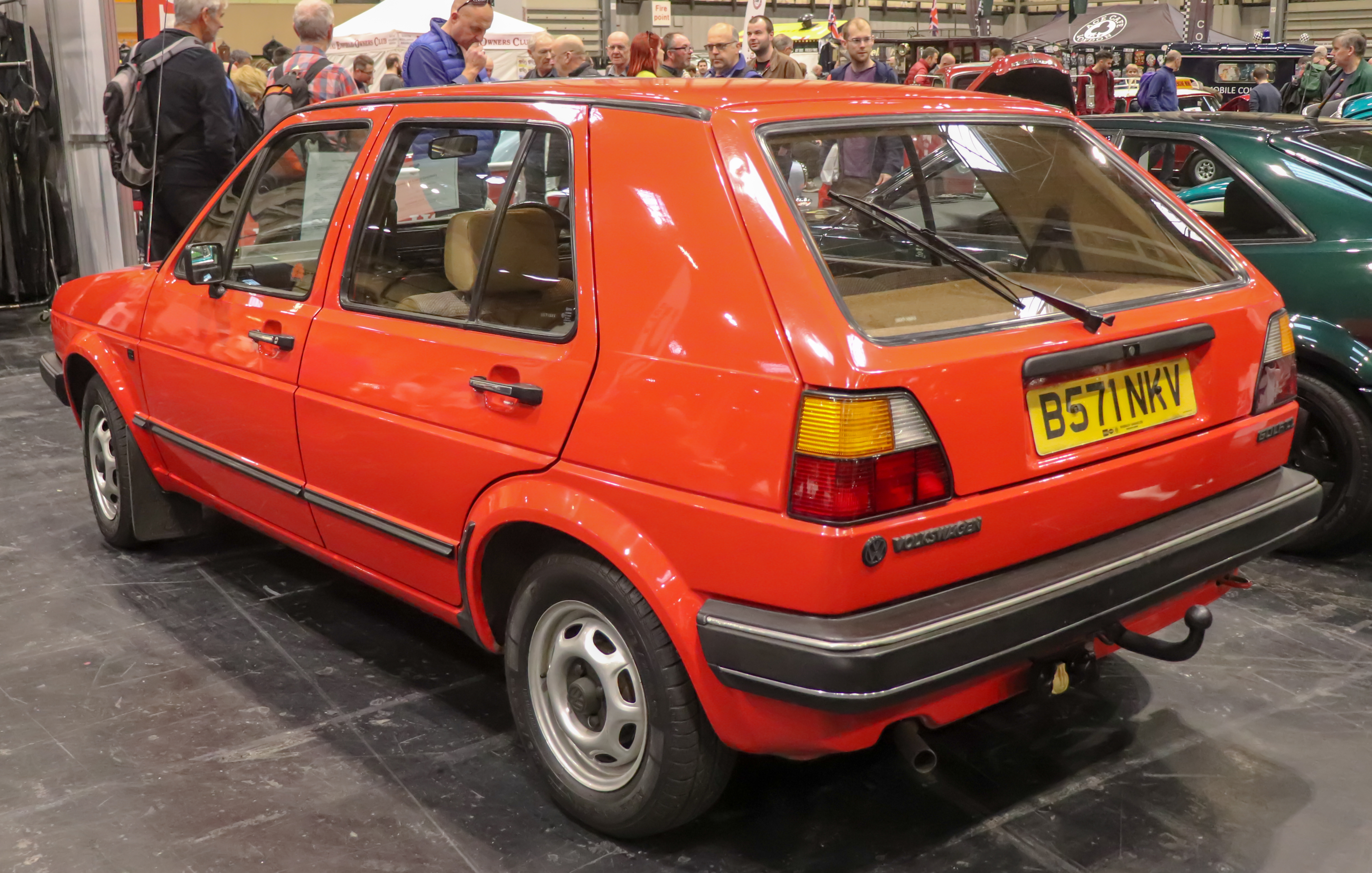
Heckansicht

Bereits um 1979 wurde das Design festgelegt und ab 1980 befanden sich handgefertigte Prototypen in der Erprobung. Im August 1983 erfolgte die Vorstellung des Golf II (Typ 19E), zunächst in den Ausstattungsvarianten C, CL, GL und GLX (später als Carat bezeichnet).
Als Nachfolgemodell des Golf I verfolgte auch die zweite Auflage weiterhin das Schrägheck-Grundkonzept des Vorgängers. Gegenüber dem Vorgänger wurde der Wagen um 17 cm länger, der Radstand nahm um 7,5 cm zu und das Leergewicht in der kleinsten Motorisierung stieg um 95 kg. Um den Luftwiderstandsbeiwert (Cw-Wert) niedrig zu halten, wurde der Wagen rundlicher gestaltet. Bei gleichem Erscheinungsbild mit charakteristischen Rundscheinwerfern und breiter C-Säule war der Cw-Wert deutlich geringer (0,34 statt 0,42) und die Querschnittsfläche etwas größer als beim Vorgänger.
Ein bereits im letzten Modelljahr 1983 des Golf I verbesserter Korrosionsschutz wurde perfektioniert. Besonders bei bis 1978 produzierten Fahrzeugen hatte der Vorgänger noch nach wenigen Jahren erhebliche Rostprobleme gezeigt. Im Unterschied zum Vorgänger sind bei allen Ausstattungsversionen einschließlich des Basismodells Golf C sämtliche Blechteile im Innenraum verkleidet. Standardmäßig wurde der Golf II statt eines normalgroßen Ersatzrades mit einem schmalen Notrad im Kofferraumboden ausgeliefert, was Gewichts- und Raumvorteile hat. Gegen Aufpreis war auch ein vollwertiges Reserverad erhältlich. Die Kofferraumbodenmatte ragt dann mit einer entsprechenden Wölbung in den Kofferraum hinein.
Ab Modelljahr 1989 erhielten alle Modelle ab 51 kW (69 PS) Leistung serienmäßig ein Fünfganggetriebe. Viele heute selbstverständliche Ausstattungen wie Servolenkung, ABS (ab Februar 1987), elektrische Fensterheber, Zentralverriegelung und Pollenfilter wurden bei diesem Golf-Modell erstmals angeboten, wenn auch teilweise zu hohen Aufpreisen (1990: Servolenkung 795 DM, ABS 1800 DM, elektrische Fensterheber vorn 595 DM (vorn und hinten: 995 DM), Zentralverriegelung Fünftürer 490 DM (Dreitürer: 460 DM), Pollenfilter 146 DM). Einen Airbag gab es erst ab 1992 mit dem Nachfolger Golf III.

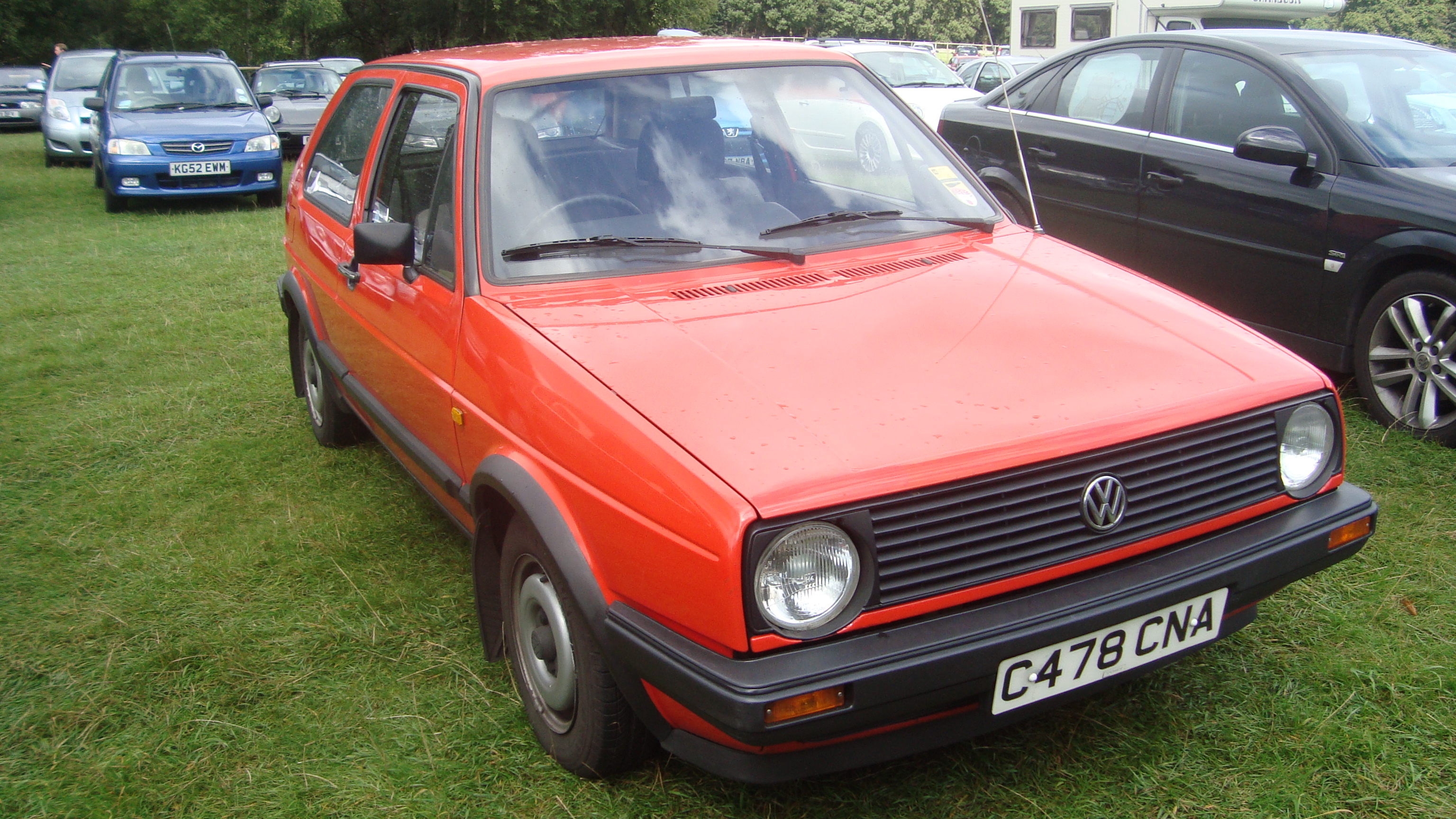
VW Golf C
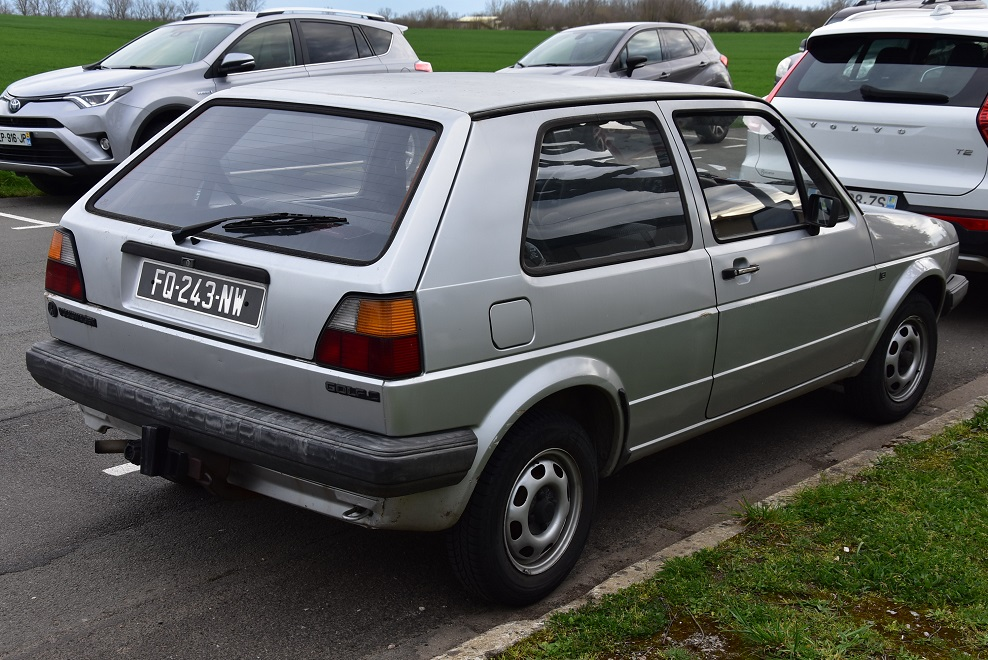
VW Golf C
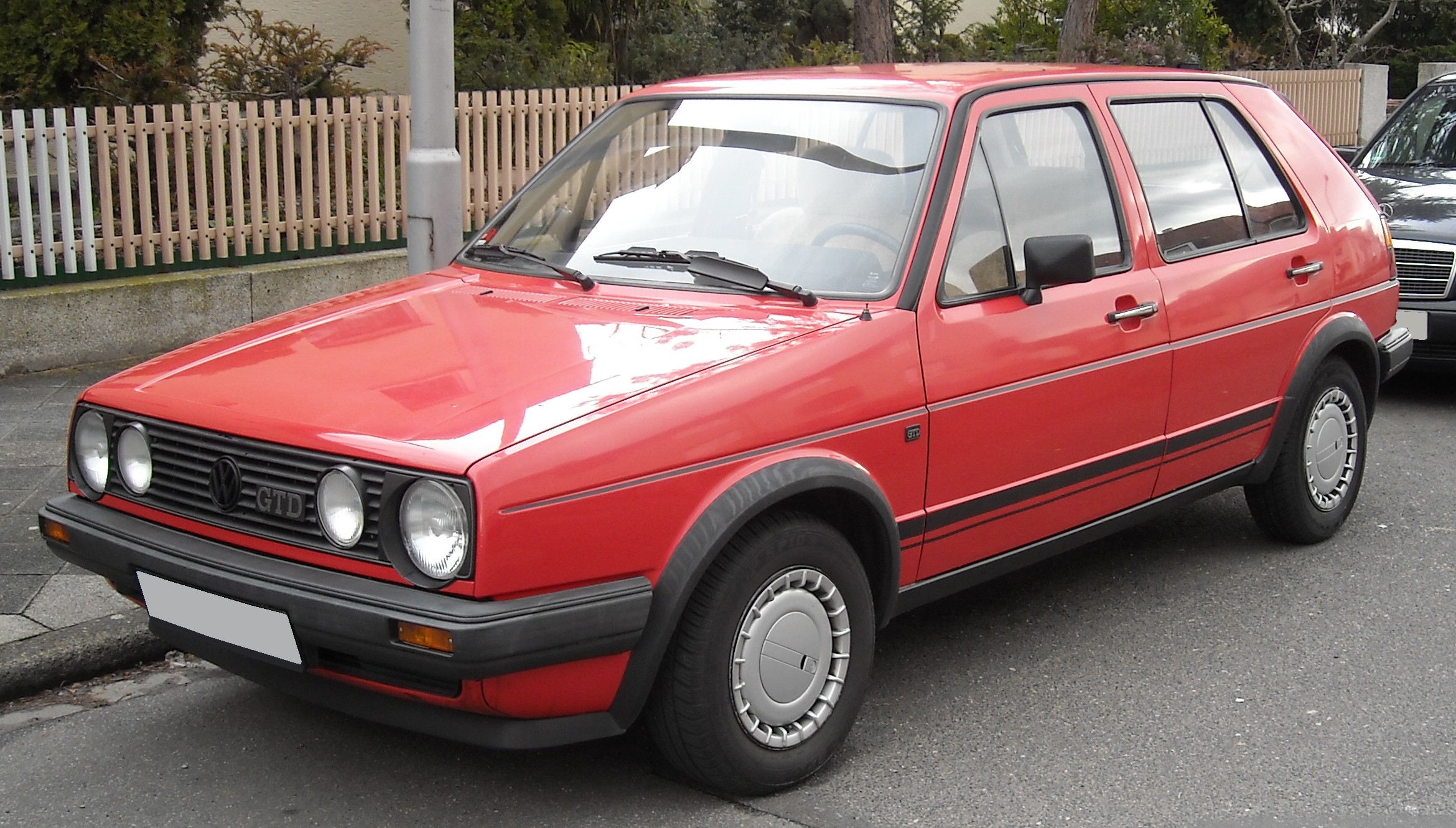
VW Golf GTD
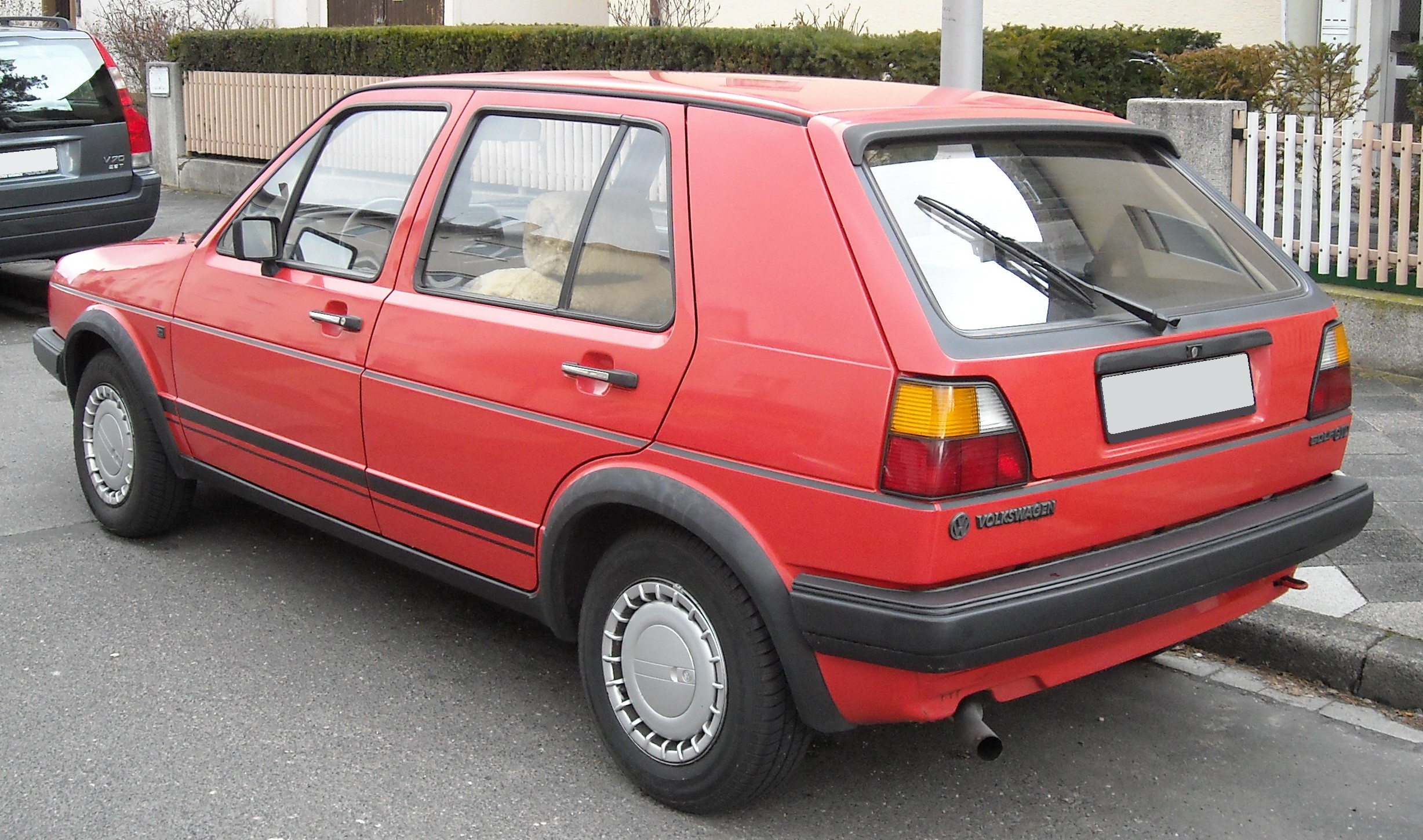
VW Golf GTD
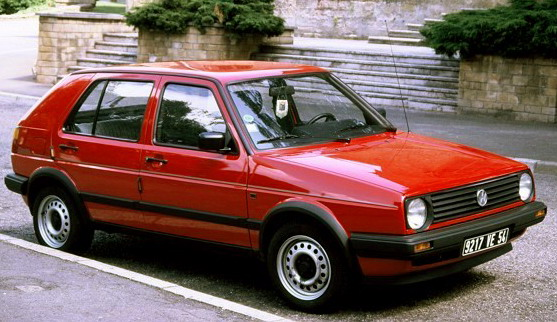
VW Golf II (1990)
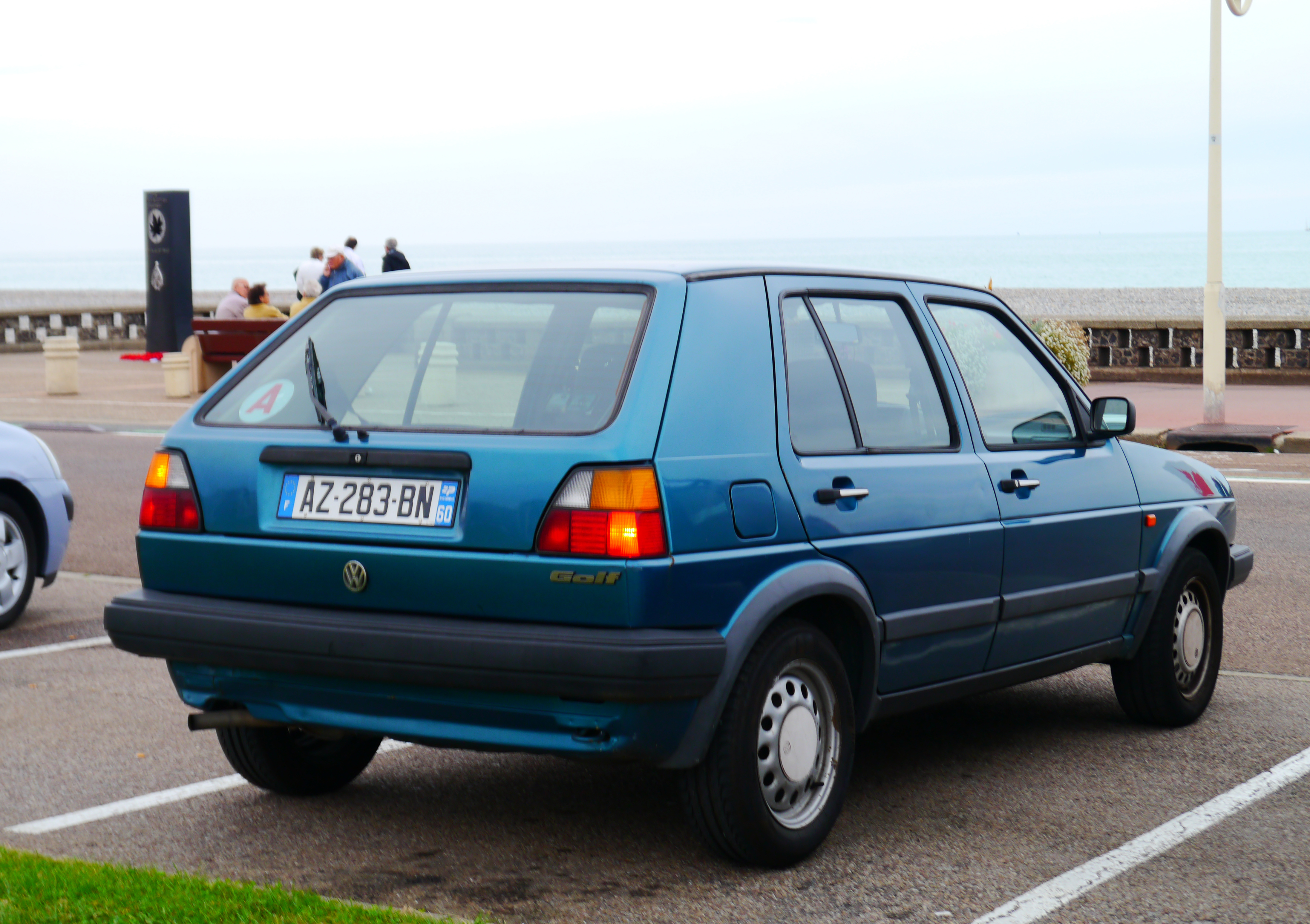
Heckansicht
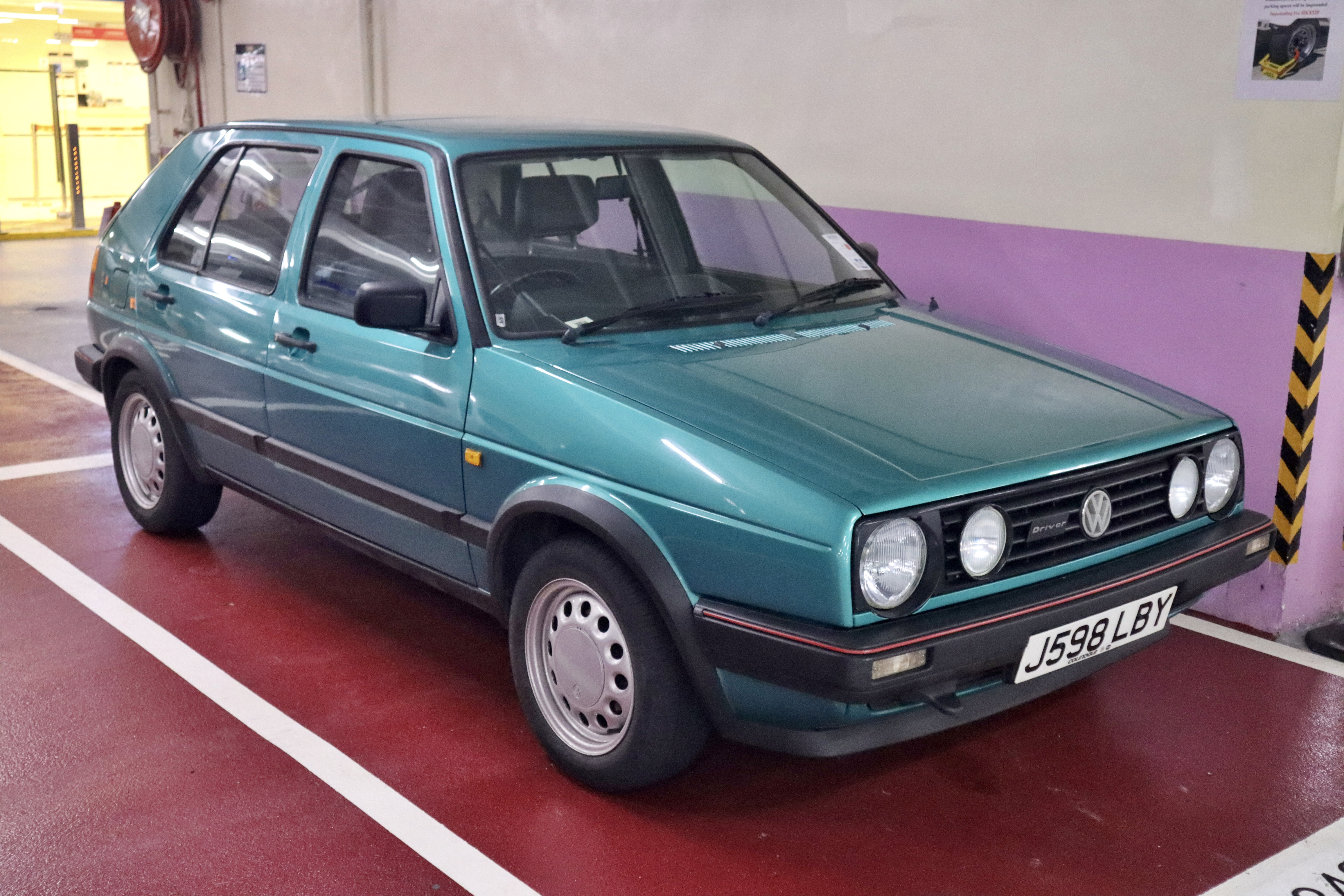
VW Golf Driver
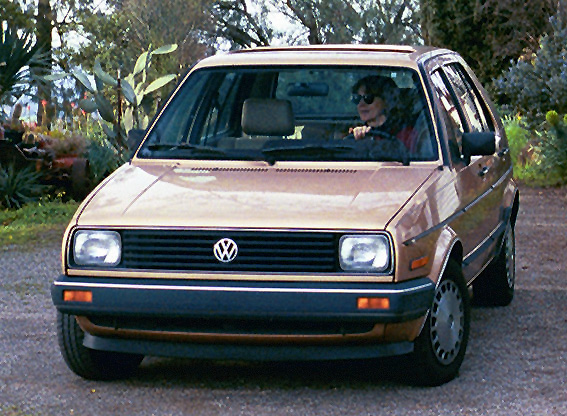
VW Golf (1985–1987; US-Version)
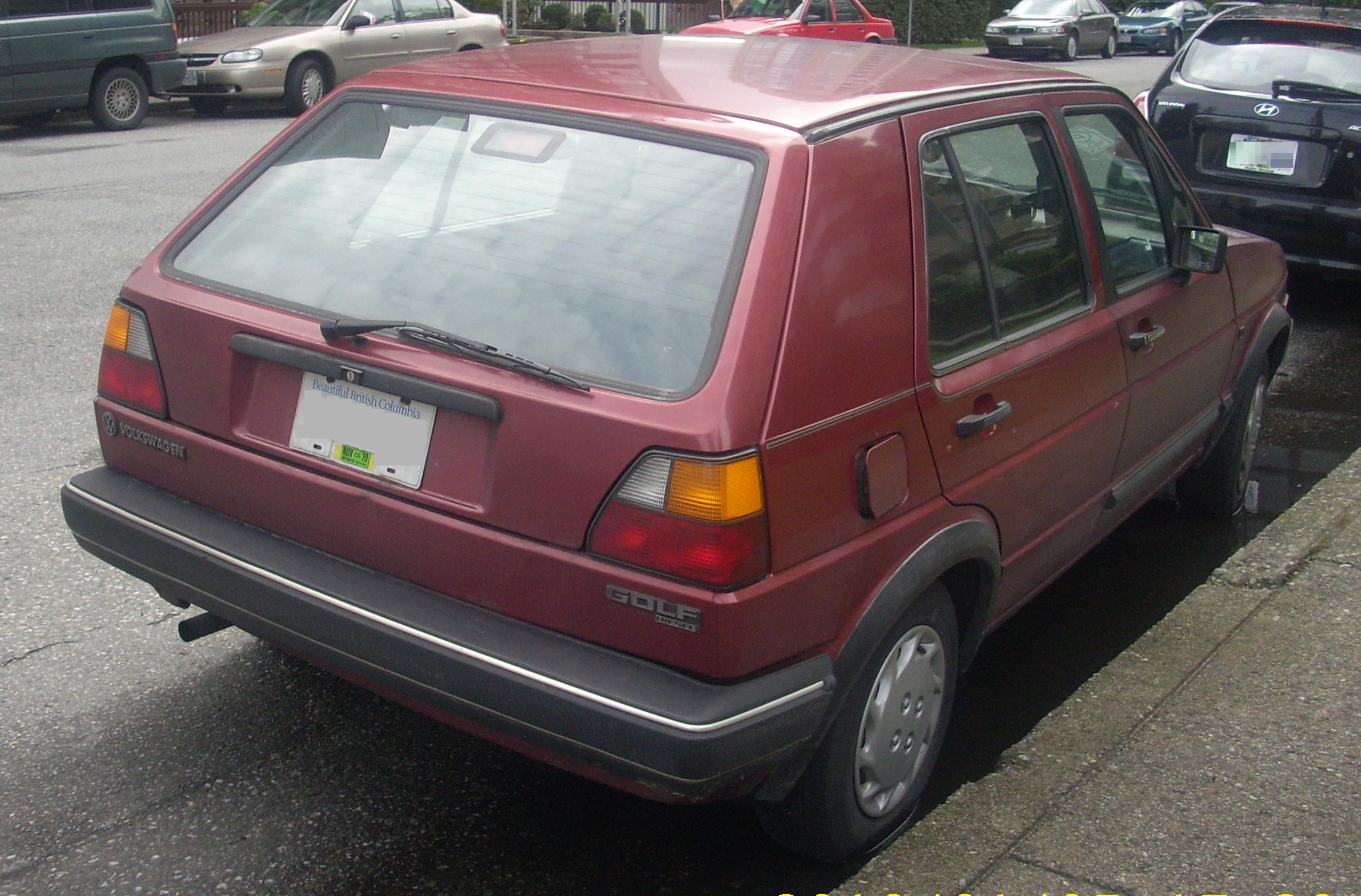
VW Golf (1985–1987; US-Version)
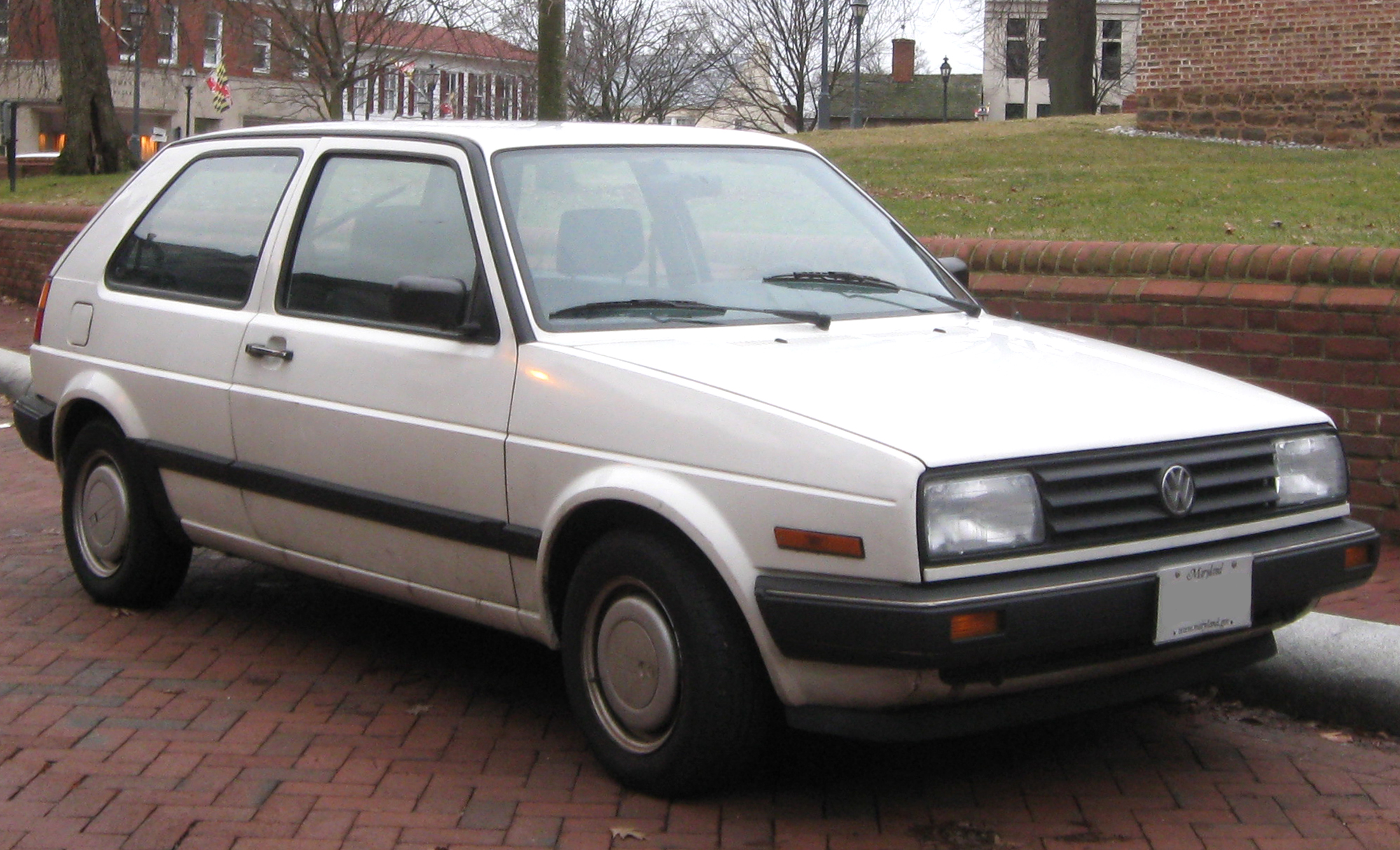
VW Golf (1987–1991; US-Version)

### Technik
Neue Ottomotoren mit Vierventiltechnik erweiterten das Angebot nach oben hin und sparsamere Turbodieselmotoren wurden eingeführt. Darüber hinaus waren erstmals gegen Aufpreis vielfältige Komfortausstattungen lieferbar wie Zentralverriegelung, Servolenkung, Sitzheizung und Allradantrieb (Golf syncro, Anfang 1986).
Airbags waren nicht lieferbar und ABS erst ab Anfang 1987 gegen hohen Aufpreis und nur für ausgewählte Motorisierungen erhältlich. Nach großen Stückzahlen bei neuartigen, lange werterhaltenden Maßnahmen (Wachsflutung der gesamten Rohkarosse, Radhausschalen, Nahtabdichtung und nicht zu aufwändiger Mechanik) sind auch über 24 Jahre nach Produktionseinstellung noch zahlreiche Golf II in Deutschland in Gebrauch. Am 1. Januar 2013 waren in Deutschland trotz hoher Besteuerung laut Kraftfahrt-Bundesamt noch gut 126.000 VW Golf II zugelassen.
Ab 1985 war beim 40-kW-(54-PS)-Motor ein ungeregelter Katalysator für 720 DM und beim 66-kW-(90-PS)-Motor ein G-Kat mit Lambdaregelung für 1880 DM Aufpreis erhältlich.
Hinweis für die folgenden Ausführungen: Jahreszahlen bezeichnen, soweit nicht anders angegeben, immer das Modelljahr (MJ), das jeweils nach den Werksferien des Vorjahres beginnt und im genannten Jahr vor den Werksferien endet.

### Überblick
- 1983: Der Golf II (Typ 19E) wird im August vorgestellt
- 1984: GTI und der im Golf neuartige Katalysator
- 1986: Syncro (Typ 19E-299 mit Allradantrieb), GTI 16V, Antiblockiersystem (ABS) für die Modelle GT, GTI und GTI 16V gegen Mehrpreis. Ausstattungsversion Carat wird zum Ende des Modelljahrs eingestellt, Aufwertung des GL.
- 1987: Facelift im August für das Modelljahr 1988. Zu den Neuerungen gehören die entfallenen Dreieckfenster in den vorderen Türen, weiter vorn nahe der A-Säule angebrachte Außenspiegel und ein Kühlergrill mit nur noch fünf Rippen und größerem VW-Logo. Am Heck entfallen der Schriftzug „VOLKSWAGEN“ und das VW-Emblem auf der linken Seite; letzteres befindet sich nun – deutlich größer – mittig unter der Heckklappe, die Modellbezeichnung am Heck rechts wird in neuer schräg gestellter Schriftart ausgeführt. Im Innenraum gibt es neue Lenkräder, neue Sitze, dickere Lenkstockschalter und bessere Serienausstattungen.
- 1987: GT/GTD/GTI Special
- 1988: 10 Millionen Golf
- 1988: neuer Handbremshebel
- 1989: Facelift im August für das Modelljahr 1990, zugleich neue VW-interne Typ-Bezeichnung 1G1 (statt 19E): Neue Zentralelektrik, Lenksäulenverkleidung, Warnblinkschalter nun auf der Lenksäule, neue große Stoßfängerverkleidungen (teilweise in Wagenfarbe lackiert, optional darin integrierte Nebelscheinwerfer in DE-Technik) für GL und GTI sowie neue Vordersitze mit größeren Kunststoffverkleidungen und stabilerem Innenleben der Rückenlehne.
- 1989: Sondermodell Golf Limited im Januar, mit 16V-G60-Motor mit 154 kW (210 PS) und Allradantrieb (Syncro), limitiert auf 71 Stück, Preis 1989: 68.500 DM
- 1989: Sondermodell Rallye Golf mit G60-Motor mit 160 PS, verbreiteter Karosserie und permanentem Allradantrieb (Syncro), limitiert auf 5000 Stück
- 1990: der geregelte Katalysator wird in Deutschland Serienausstattung (in Österreich bereits ab 1988), G60-Motor nun für (leicht modifizierte) GTI-Serienkarosserie lieferbar
- 1990: Golf Country (allradgetriebener Golf mit Offroad-Optik, höher gelegt für mehr Bodenfreiheit)
- 1991: G60 auch mit Syncro erhältlich
- 1992: Beginn der Kleinserienfertigung des Golf CityStromer mit Elektroantrieb und Bleiakkumulatoren speziell für Energieversorger
- 1992: Ende der Produktion von Auslauf-Sondermodellen im Dezember im Volkswagenwerk Mosel bei Zwickau, nachdem in Wolfsburg schon seit Mitte 1991 der Nachfolger Golf III vom Band lief

## Ausstattungsvarianten

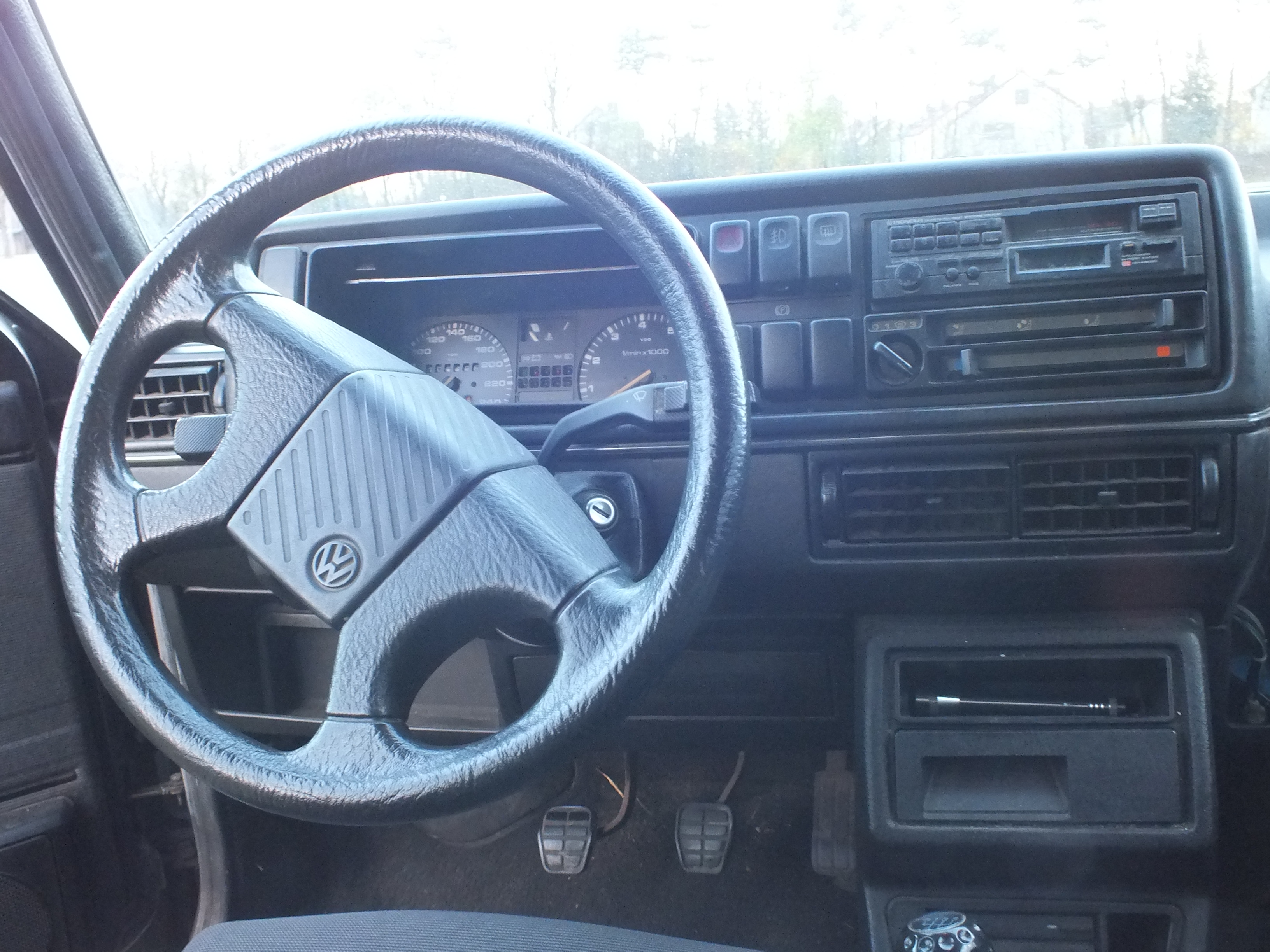
Armaturenbrett VW Golf II 16V (1987–1989) – Ausstattungen C und CL hatten ein Zweispeichen-Lenkrad

Die häufigsten Varianten des Golf II trugen die Bezeichnungen C, CL und GL in der Reihenfolge zunehmender Ausstattung. Spitzenmodell war zunächst der GLX, der sehr bald in Carat umbenannt wurde. Die sportlichen GTI-Varianten waren die Topmodelle in jeder Hinsicht, dazwischen lagen die GT- und GTD-Varianten, die GTI-Optik mit weniger leistungsstarken Motoren verbanden.
- C (bis Modelljahr 1987)
- CL
- GL
- GLX (August bis Oktober 1983), danach Carat (bis August 1986)
- GT (ab 1986)
- GTD
- GTI (ab Januar 1984)

### GolfC
Das C-Modell (Comfort) war am einfachsten ausgestattet. Einfachste (aber langlebige) Sitzstoffe, minimale technische Ausstattung inklusive Heckscheibenwischer, selbst die Mittelkonsole vorn, Türablagen und eine Uhr fehlten. Ottomotoren gab es bis 66 kW (90 PS), Dieselmotoren mit 40 kW (54 PS) und 51 kW (70 PS). Ab dem ersten Facelift im Modelljahr 1988 hieß diese Variante nur noch „Golf“, ab Modelljahr 1990 (zweites Facelift) entfiel sie ganz.

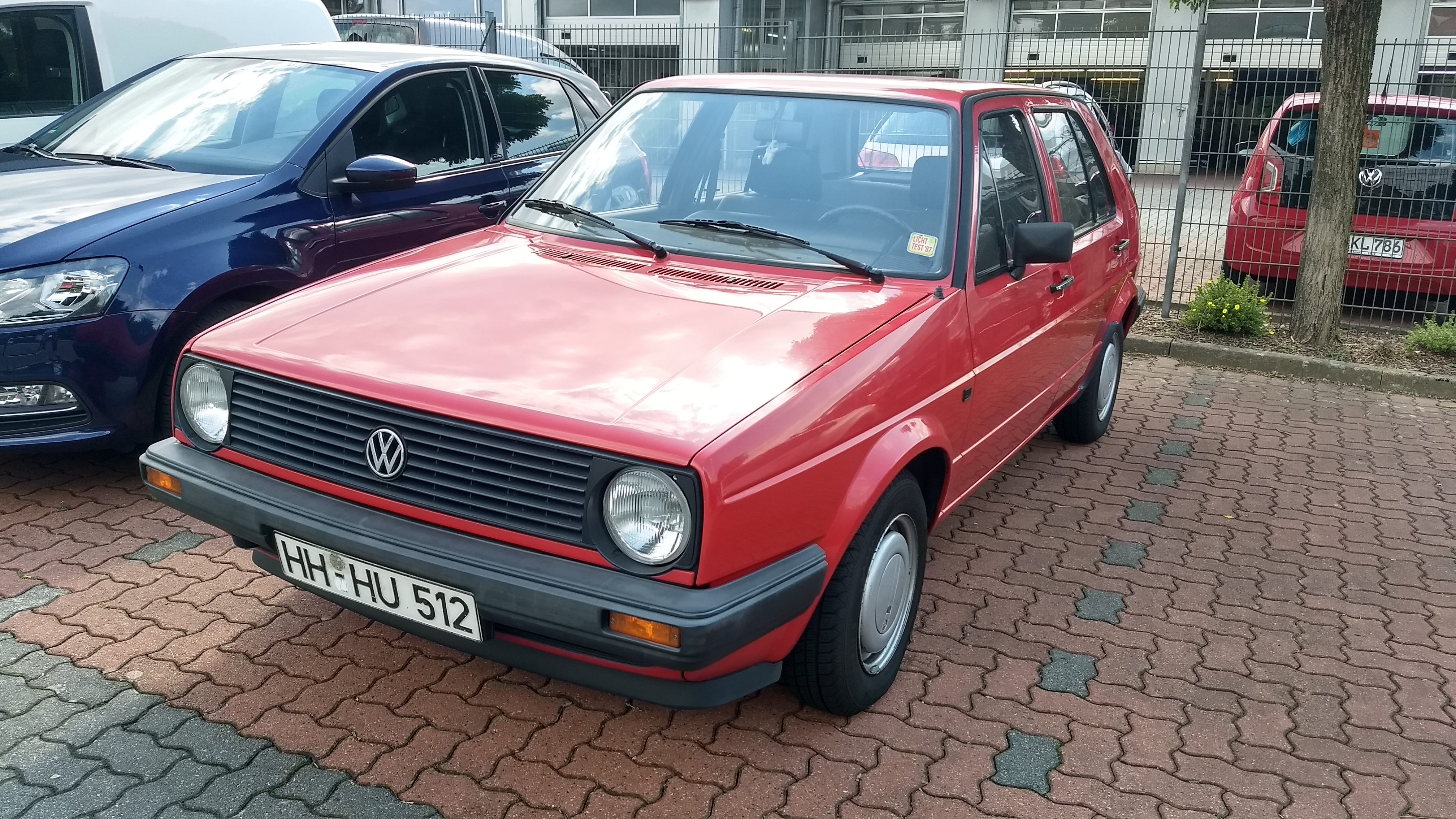
VW Golf C (1987)
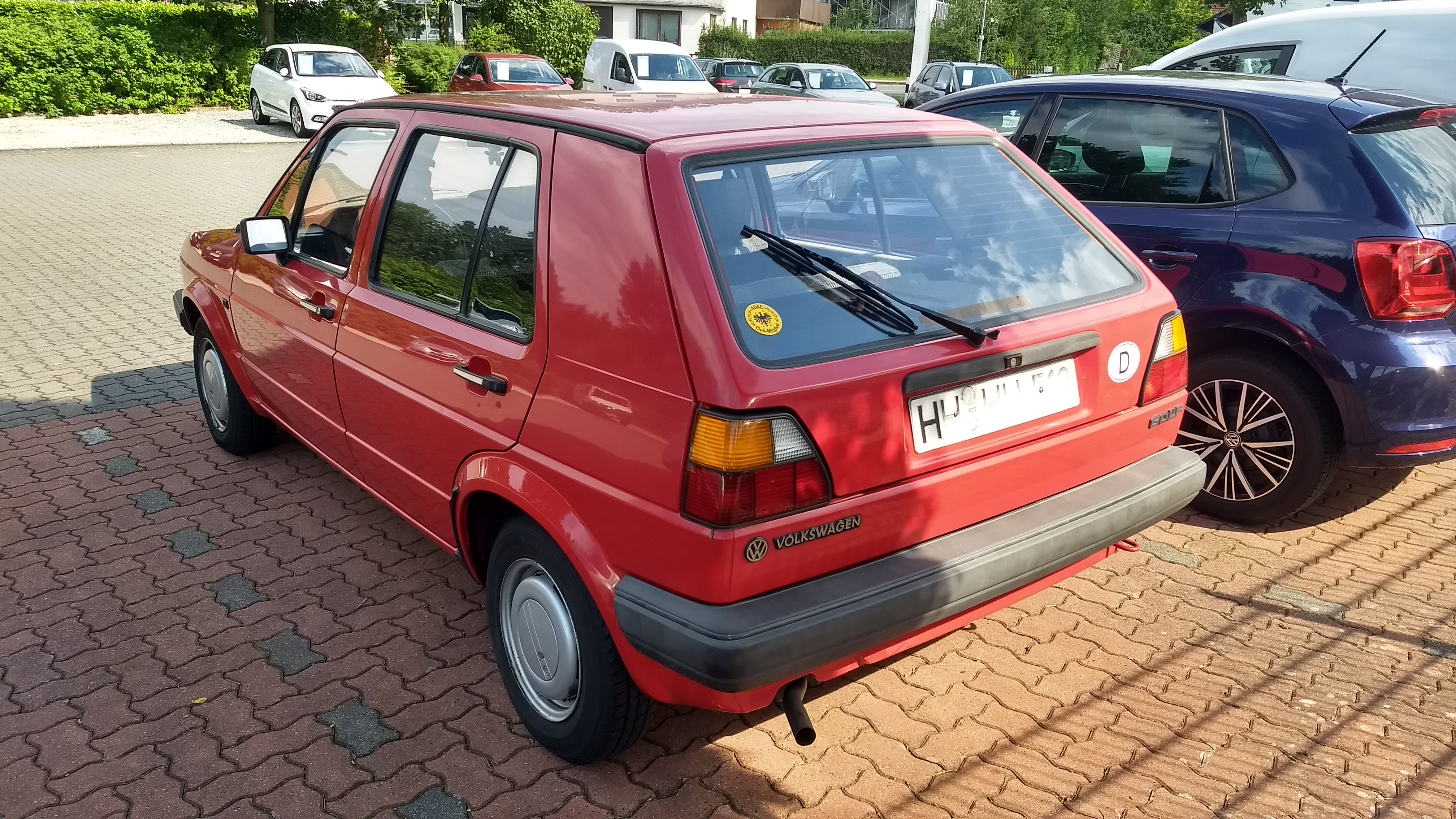
Heckansicht
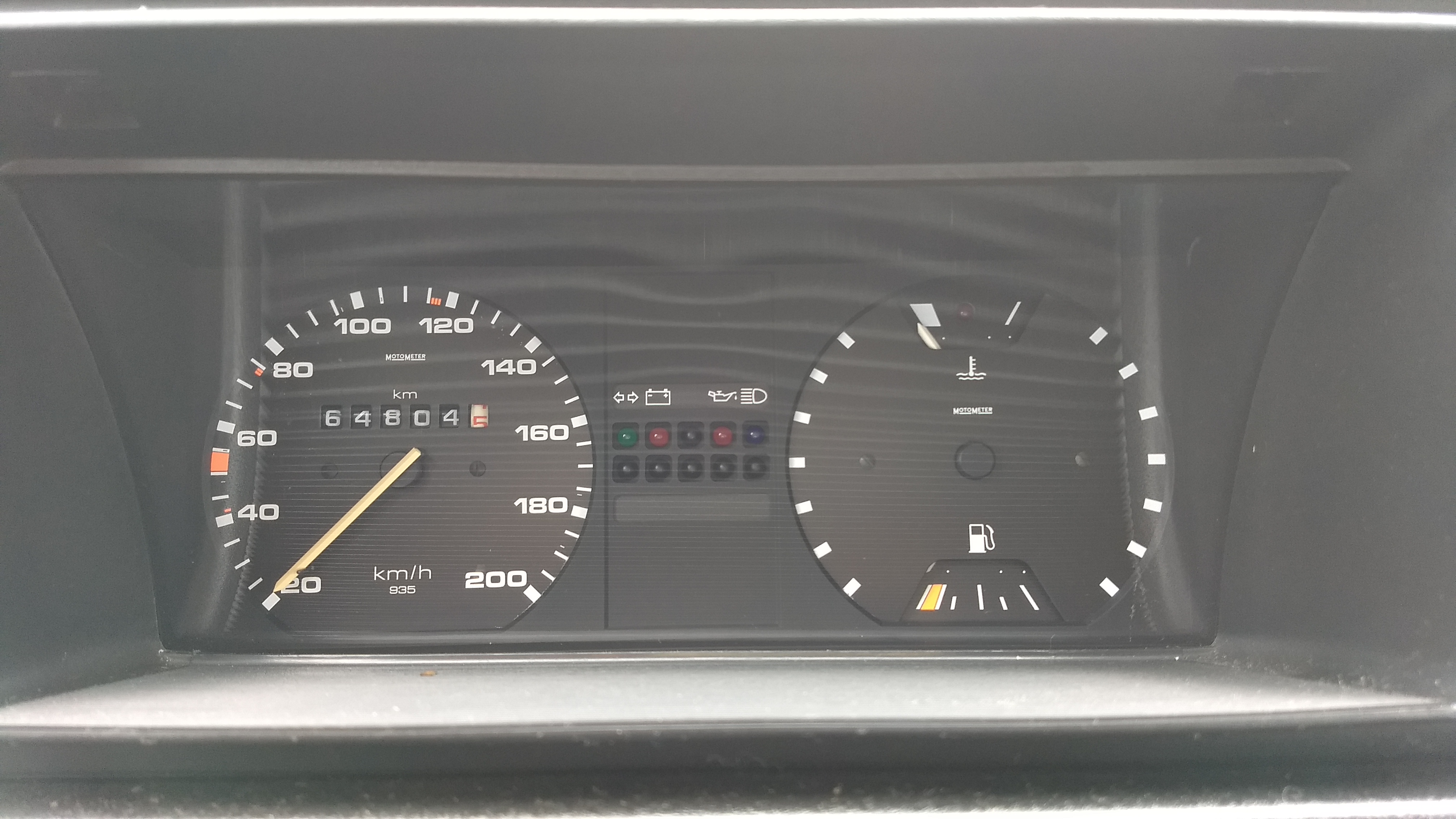
Tachoeinheit des C, gut zu sehen die fehlende Uhr sowie der fehlende Tageskilometerzähler

### GolfCL

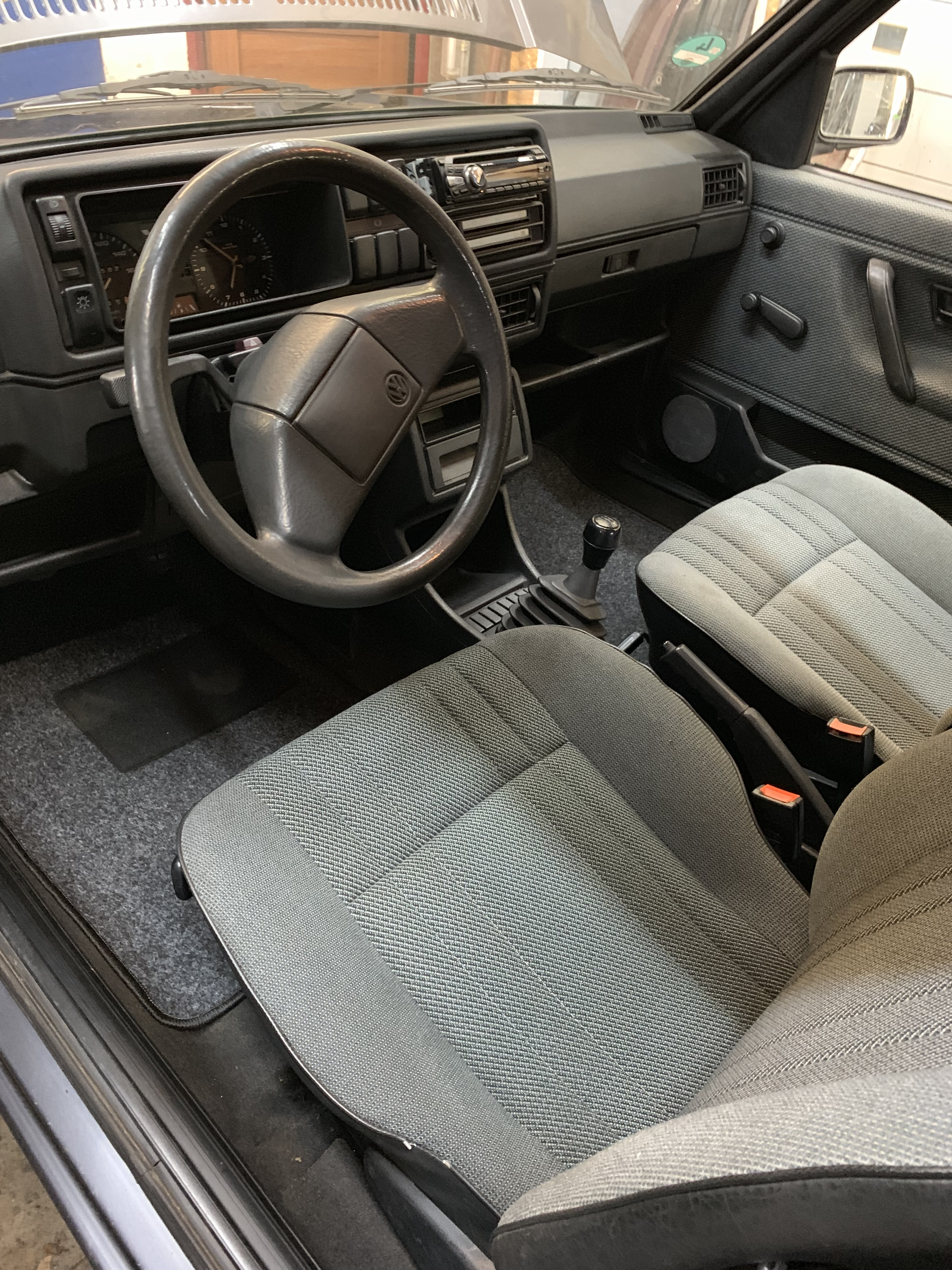
Golf II CL (innen, vorn)

Der Golf CL (Classic Luxe) war mit Uhr, Innenverstellung für den fahrerseitigen Außenspiegel und einer Mittelkonsole (ab Modelljahr 1988) sowie Stoffeinsatz in den Türseitenverkleidungen ausgestattet. Ab Modelljahr 1988 wurden neue Stahlräder eingeführt, die ab Modelljahr 1990 eine silberne Radnabenabdeckung hatten (vorher schwarz). Motoren wie beim Golf C. Den Golf CL gab es gegen einen Mehrpreis von 5700 DM auch mit dem Allradantrieb Syncro, dann war er mit dem 1,8-l-Motor mit zunächst 66 kW (90 PS), später 72 kW (98 PS) ausgerüstet. Preise 1990: 18.820 DM (40 kW (55 PS) mit 4-Gang-Schaltgetriebe) bis 22.635 DM (66 kW (90 PS) mit Automatikgetriebe), jeweils ohne Sonderausstattungen. Golf CL Syncro: 27.850 DM.

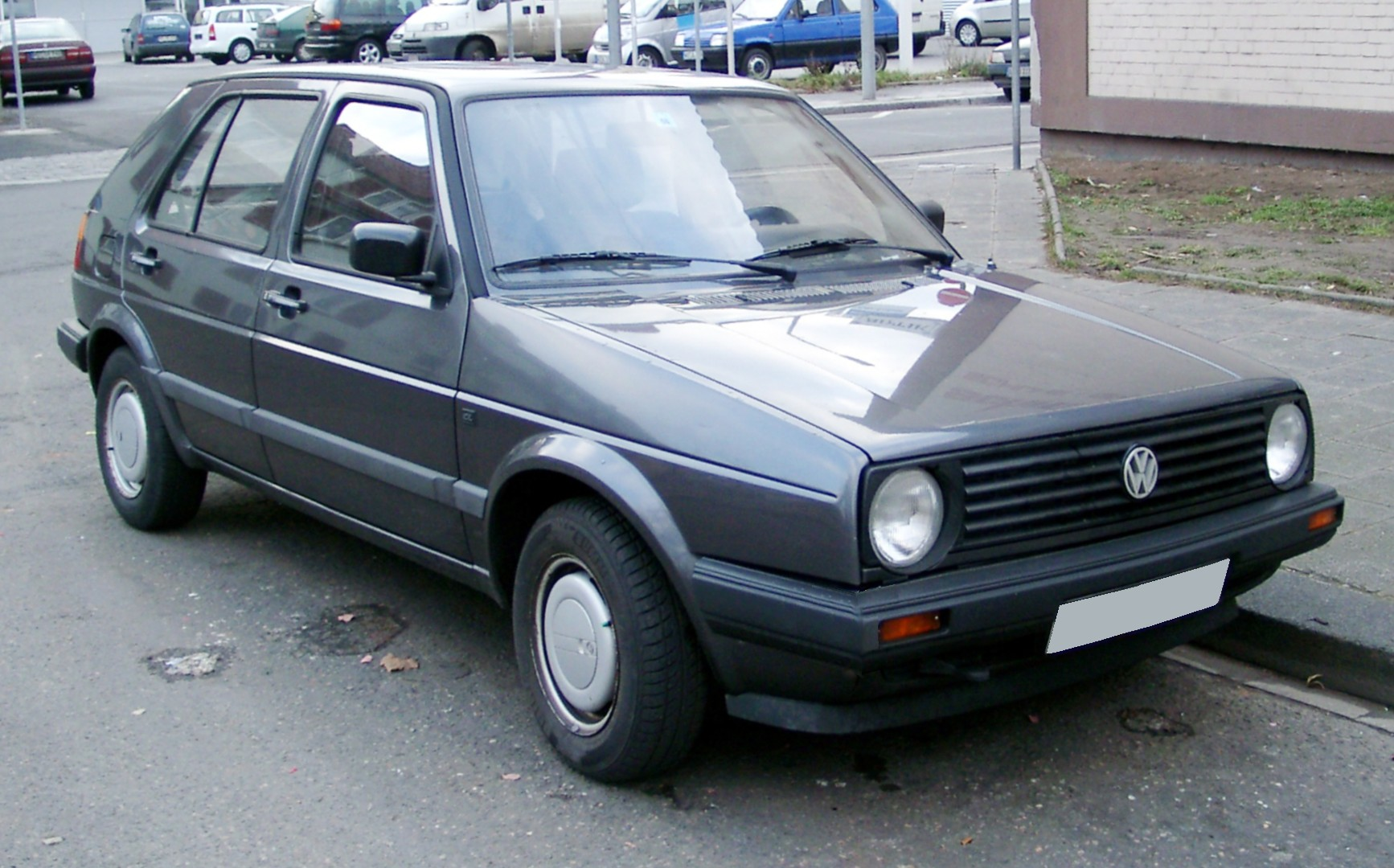
VW Golf CL (Fünftürer, 1987–1989)
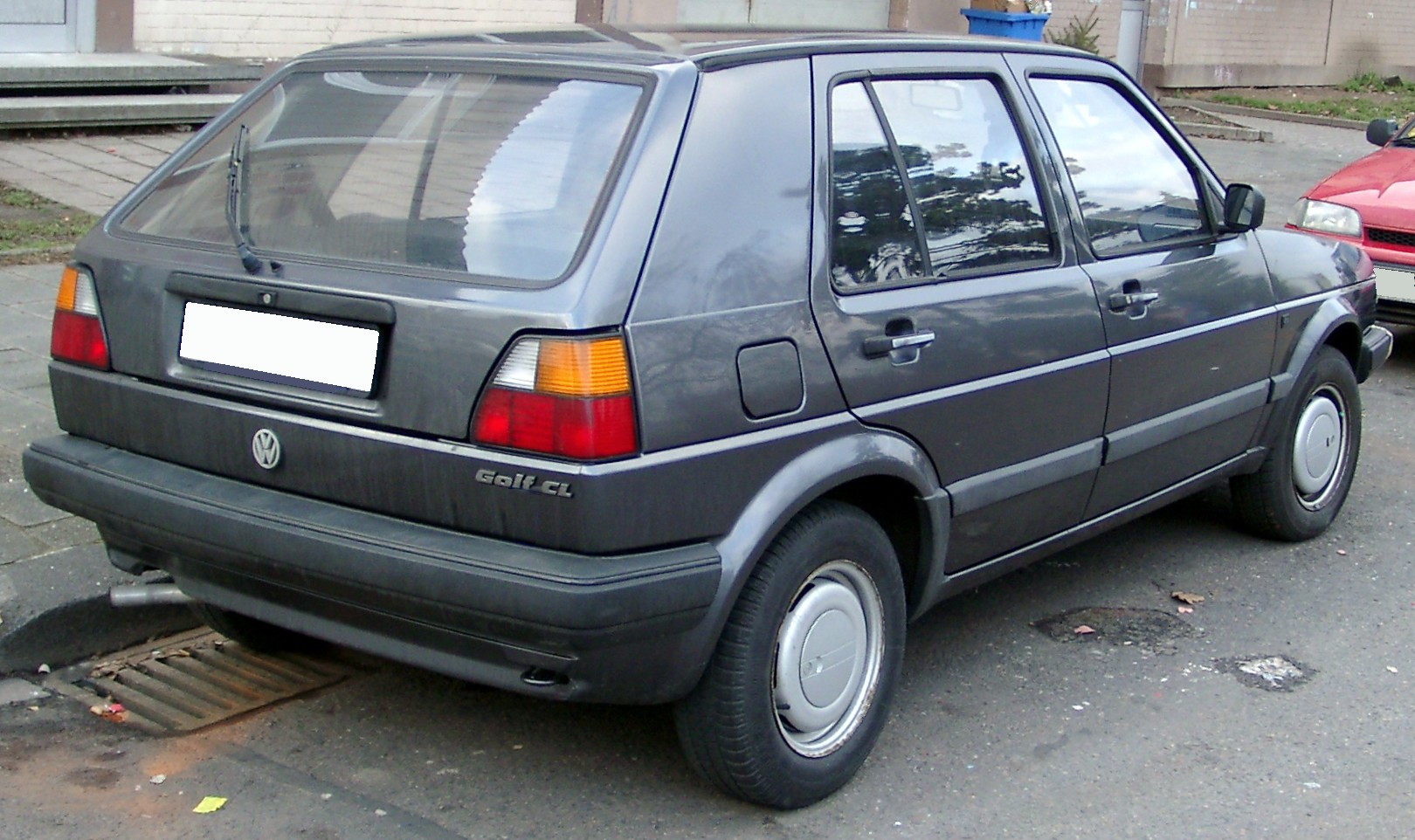
VW Golf CL (Fünftürer, 1987–1989)
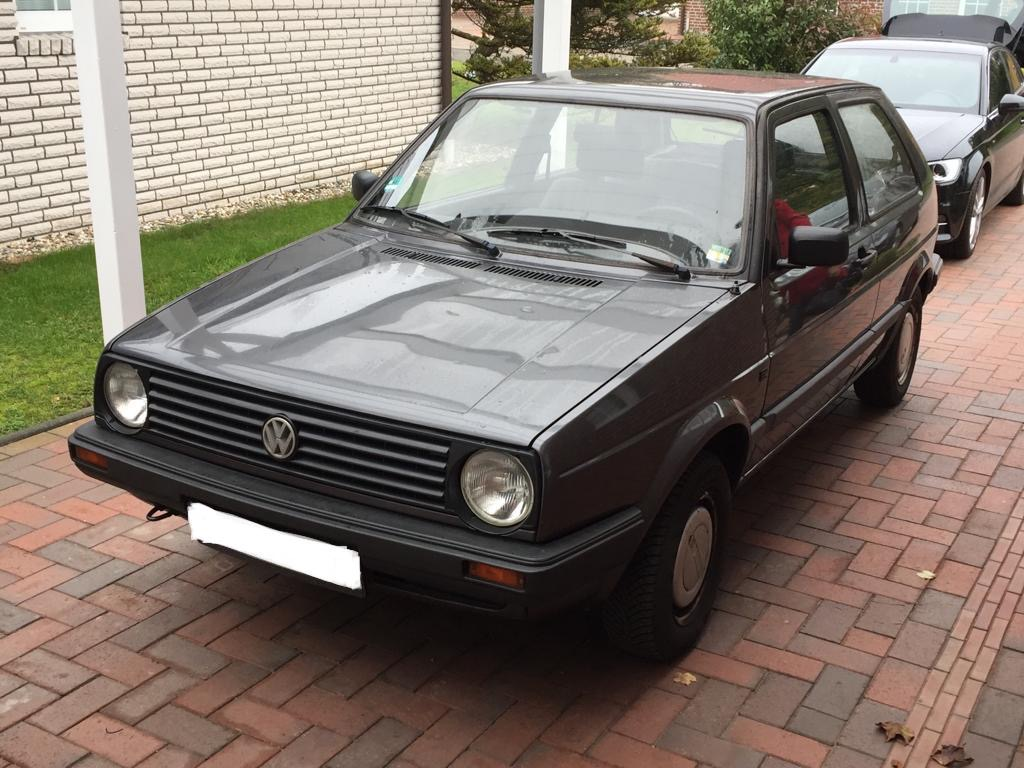
VW Golf CL (Dreitürer, 1987–1989)
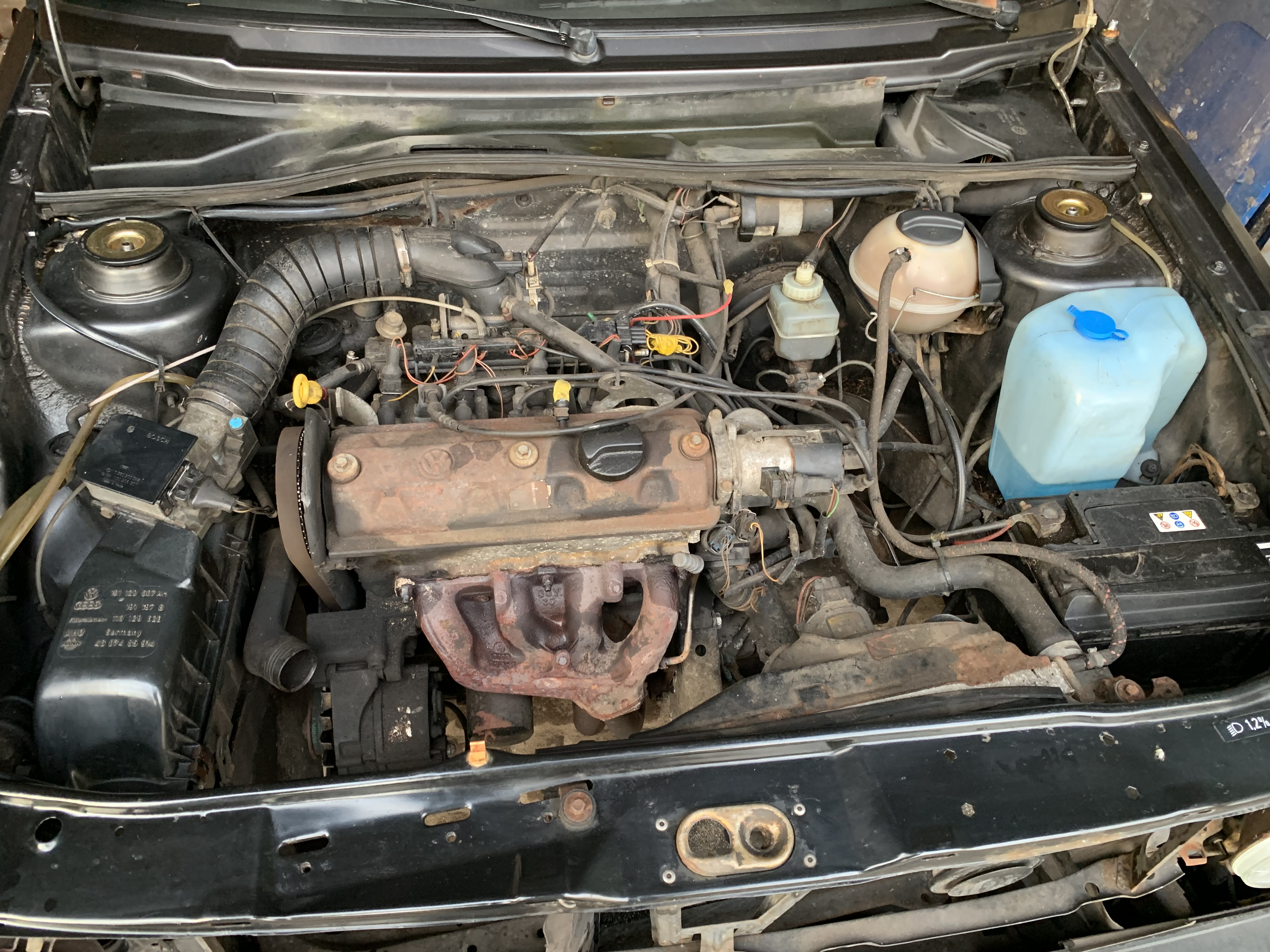
Motor (1.3 Liter Benziner, Kennung "NZ")

### GolfGL
Der Golf GL (Grand Luxe) zeichnete sich bis Modelljahr 1987 außen durch Chrom-Zierkeder an den Fensterdichtungen, Chromeinlagen am Kühlergrill und in den Stoßstangen sowie verchromten Radnabenabdeckungen aus. Zum gleichen Zeitpunkt wurde der GL durch Einstellung des Carat die bestausgestattete Normalversion. Je nach Modelljahr ergänzten Wärmeschutzverglasung, hochwertige Bezugsstoffe, Brüstungen der (Tür-)Seitenverkleidungen mit schwarzem Kunstlederbezug, Radhausverkleidungen im Kofferraum, Fußboden und Heckablage mit schwarzem Tufting-Velours verkleidet und verchromter Zierlinie, Innenleuchte mit Abschaltverzögerung, ein besonderes Lenkrad (geschäumt), eine Schalthebelverkleidung aus Kunstleder (statt Gummi-Faltenbalg) und Radzierringe die Serienausstattung. Ab Modelljahr 1990 bekam der GL voluminöse, teilweise in Wagenfarbe lackierte Stoßfängerverkleidungen, die auch am GTI montiert wurden. Alle Motoren bis 66 kW (90 PS) waren verfügbar. Preise 1990: 20.720 DM (40 kW/55 PS mit 4-Gang-Schaltgetriebe) bis 24.535 DM (66 kW/90 PS mit Automatikgetriebe), jeweils ohne Sonderausstattungen.

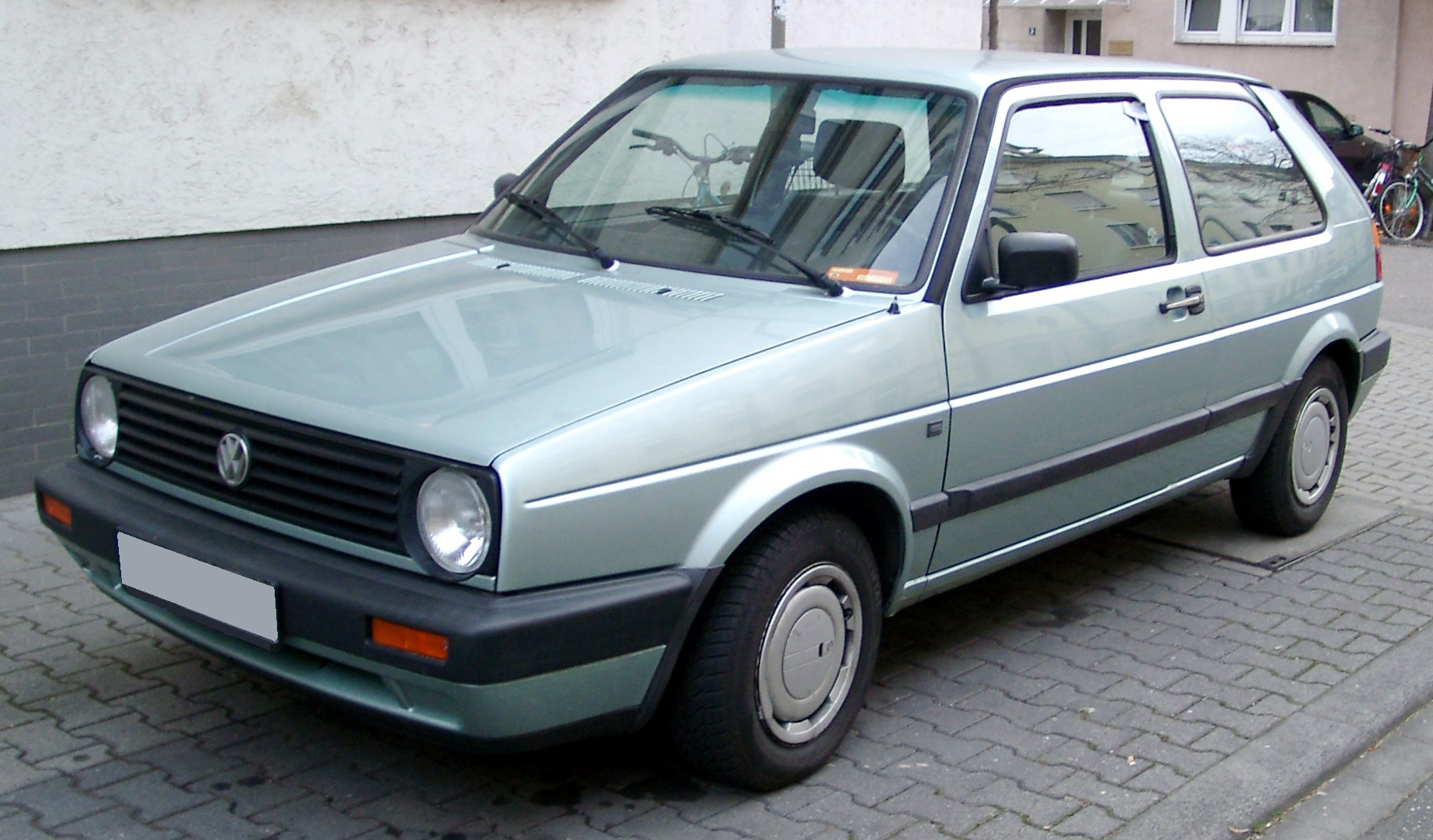
VW Golf GL (1989–1992)
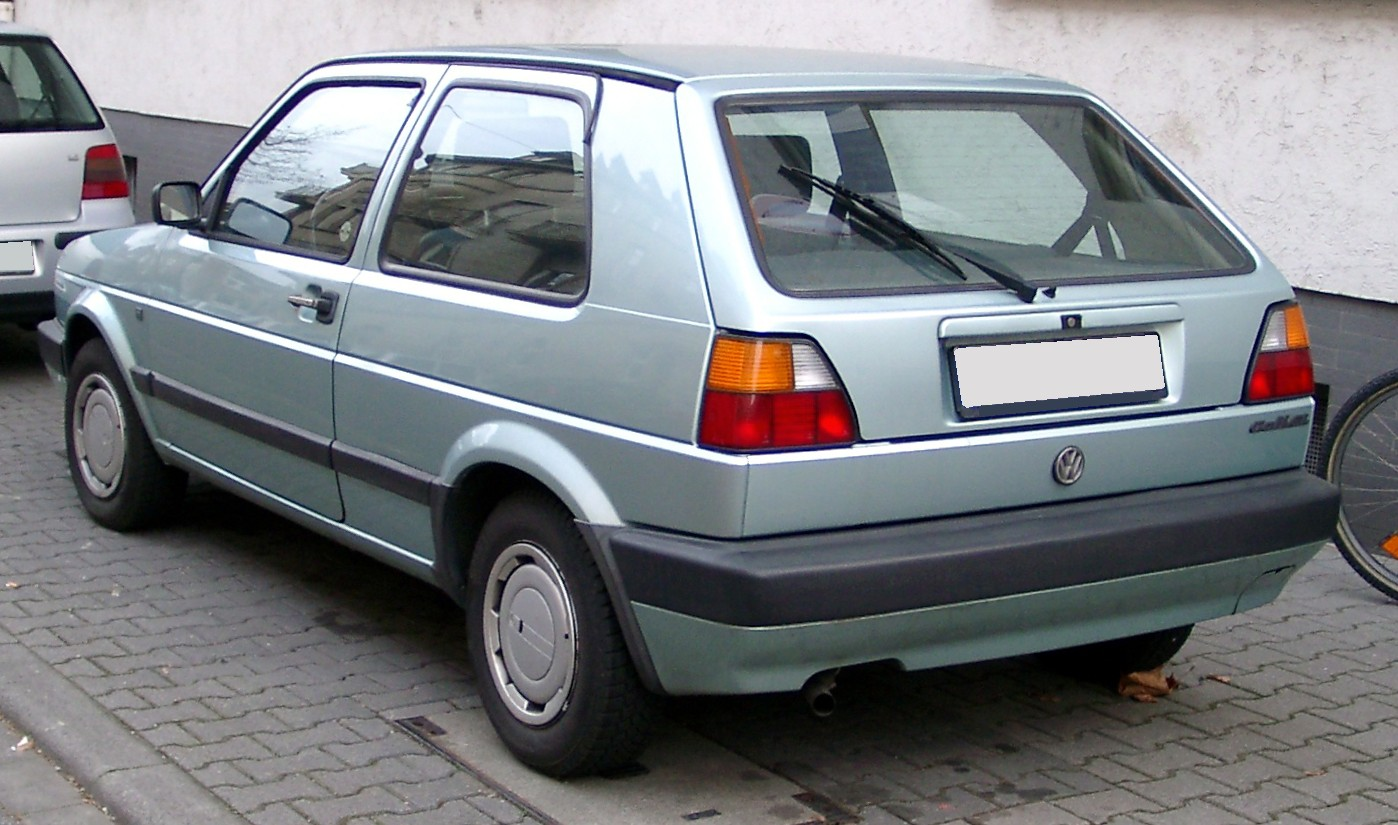
Heckansicht

### GolfGLX
Der GLX war als gediegene Top-Ausstattungsvariante mit nahezu allen lieferbaren Sonderausstattungen ab Werk versehen und wies damit unter anderem teillackierte Stoßfänger, 4-Speichen-Sportlenkrad mit Lederkranz, einen lederbezogenen Schaltknauf, Velourspolsterung, eine geteilte Rückbank mit Kopfstützen, elektrisch verstell- und beheizbare Außenspiegel, Servolenkung, Zentralverriegelung, ein Kombiinstrument mit dem Bordcomputer MFA und Drehzahlmesser sowie elektrische Fensterheber auf. Auch war er nur viertürig lieferbar. Den Golf GLX gab es nur mit dem 1,8-l-Ottomotor mit 66 kW (90 PS) und nur von August bis Oktober 1983. Aufgrund des hohen Preises fand diese Version nur eine geringe Verbreitung.

### GolfCarat
Der Carat ersetzte bereits ab November 1983 den fast gleich ausgestatteten GLX, wurde aber mit Ende des Modelljahres 1986 wieder eingestellt, zumal sich auch diese neue Luxus-Variante nur selten verkaufte. Nach der Einstellung des Carat konnten Kunden durch das Auswählen zahlreicher teurer Mehrausstattungen mit dem GL wieder ein ähnliches Ambiente wie beim GLX bzw. Carat erhalten.
Einen indirekten Nachfolger fand der Carat erst Jahre später in der Highline-Variante des Golf III (hier allerdings nur in Verbindung mit dem VR6-Motor).

### GolfGT
Hierbei handelt es sich sozusagen um den „GTI des armen Mannes“, da das Modell viele GTI-spezifische Optionen bot, allerdings ohne dessen Motorleistung. Zur Serienausstattung dieses Modells gehörten eine leichte Tieferlegung um 20 mm, schwarze Kunststoff-Kotflügelverbreiterungen, mit schwarzer Kunststofffolie beklebten Schwellern, schwarze oder hellgraue (je nach Lackierung) Zierstreifen in der seitlichen Sicke im Karosserieblech, eine schwarze Klebefolie rund um das Heckfenster, ein Heckspoiler an der Oberkante der Heckklappe, der 1,8-l-Benzinmotor mit 66 kW (90 PS), ein Drehzahlmesser, ein Bordcomputer (Multifunktionsanzeige „MFA“ mit Verbrauchs-, Fahrstrecken- und Öltemperaturanzeige) und zuerst Reifen der Größe 175/70 R 13 mit Zierringen. Dazu die Hinterachse vom GTI mit Stabilisator und Scheibenbremsen. Ab Modelljahr 1987 dann 14"-Stahlräder mit schwarzer Kunststoff-Mittelabdeckung und Breitreifen der Größe 185/60 R 14. Ab Modelljahr 1990 waren überarbeitete Stahlräder mit silberner Mittelabdeckung und Entfall der seitlichen und hinteren Zierstreifen in der Sicke Teile der Ausstattung. Den Golf GT gab es nur mit 5-Gang-Schaltgetriebe. Nach Einführung des Sondermodells GT Special 1987 und dessen späterer Übernahme in den regulären Verkaufsprospekt spielte der Standard-GT kaum noch eine Rolle, wurde aber bis zum Produktionsende 1991 beibehalten. Sowohl der Golf CL als auch der Golf GT wurden mit Allradantrieb („Syncro“) angeboten; er war dann mit dem 1,8-l-Ottomotor mit 72 kW (98 PS) ausgerüstet.

### GolfGTD
Den Golf GT gab es mit Turbodieselmotoren und wurde wie beim Vorgänger als GTD (Grand Tourismo Diesel) bezeichnet: zuerst mit 51 kW (70 PS), ab 1989 dann auch als Golf Turbodiesel LLK (Ladeluftkühler) mit 59 kW (80 PS). Die Ausstattung war – bis auf fehlende Tieferlegung, Bordcomputer (MFA) und Trommelbremsen an der Hinterachse – gleich der des GT. Im Gegensatz zum GT wurde der Standard-GTD deutlich häufiger gewählt als die Special-Variante, die eher selten anzutreffen war. Preis 1990: 24.945 DM (59 kW (80 PS): 25.695 DM) ohne Sonderausstattungen.

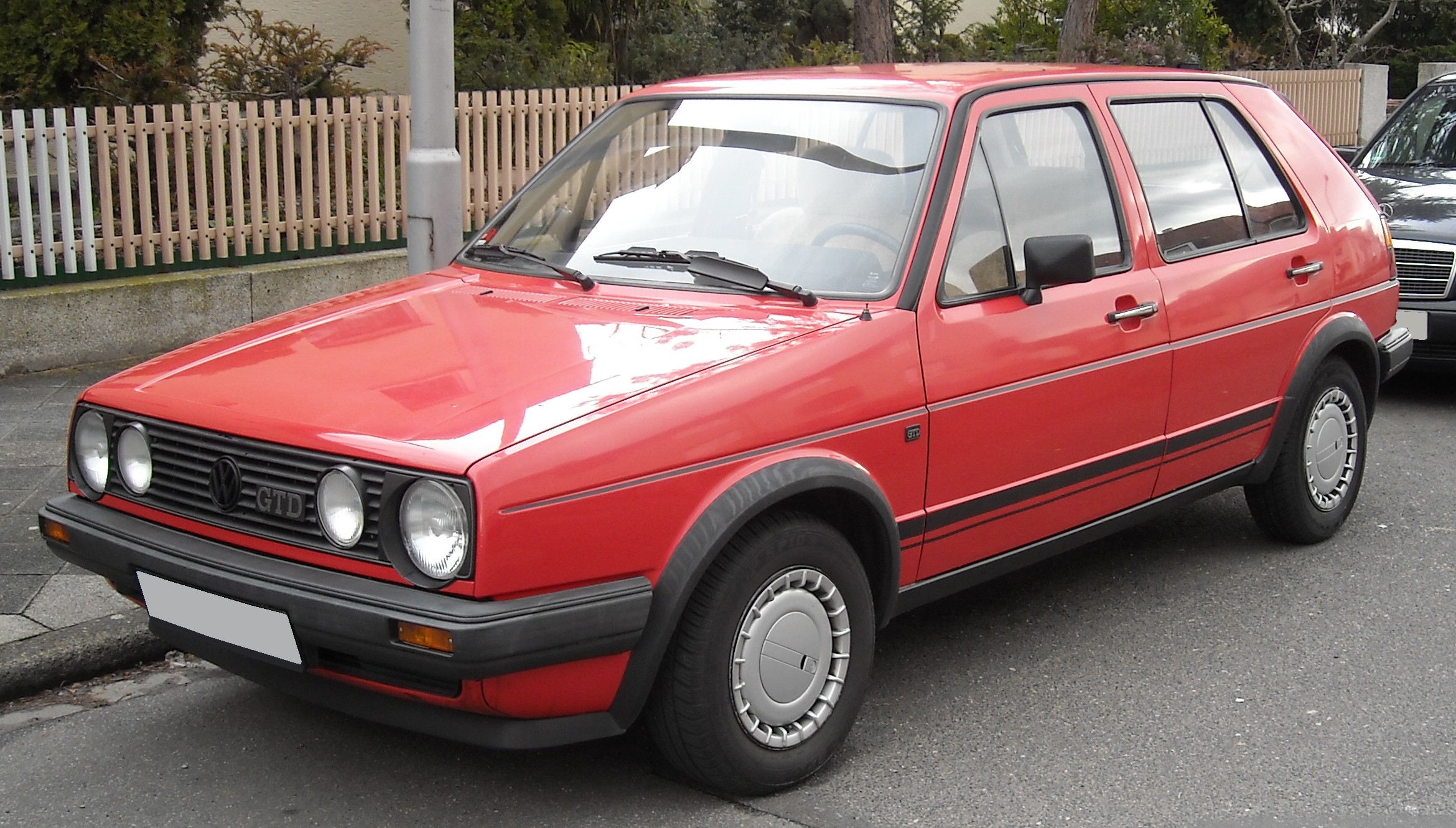
VW Golf GTD (1983–1987)
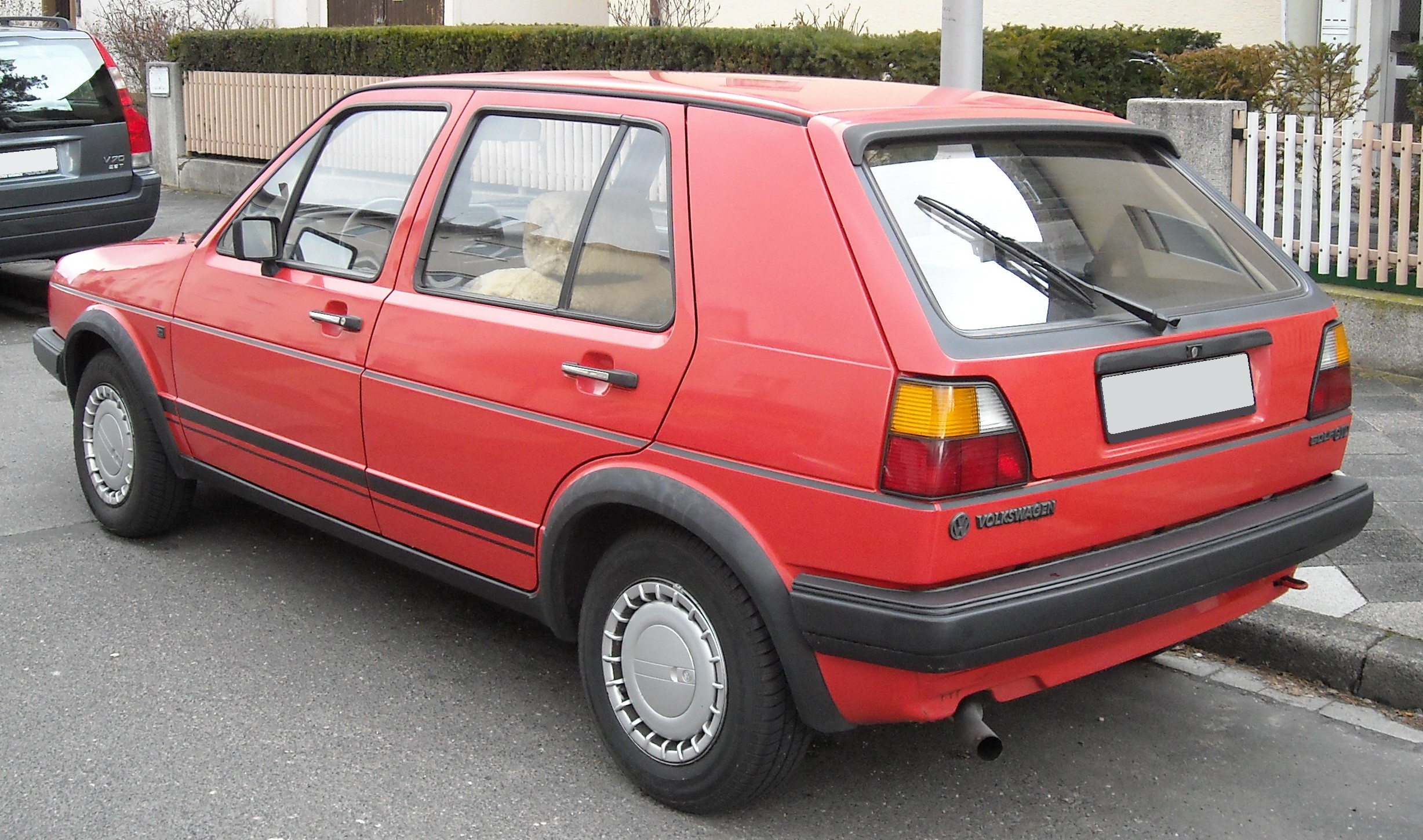
Heckansicht

### GolfGTI

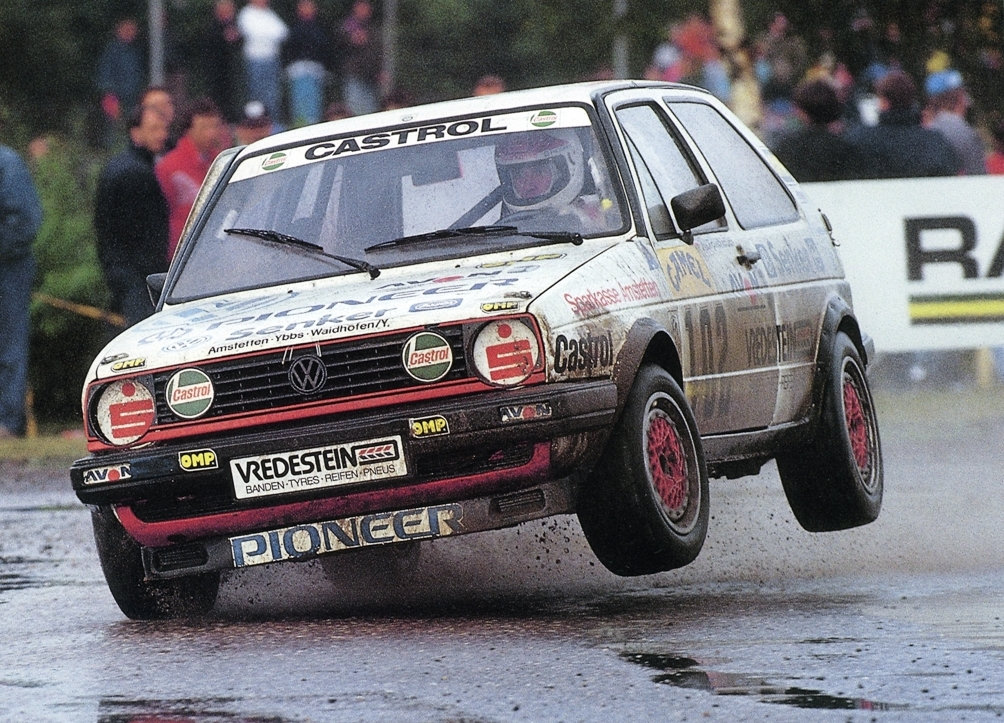
Golf GTI 16V im Motorsport

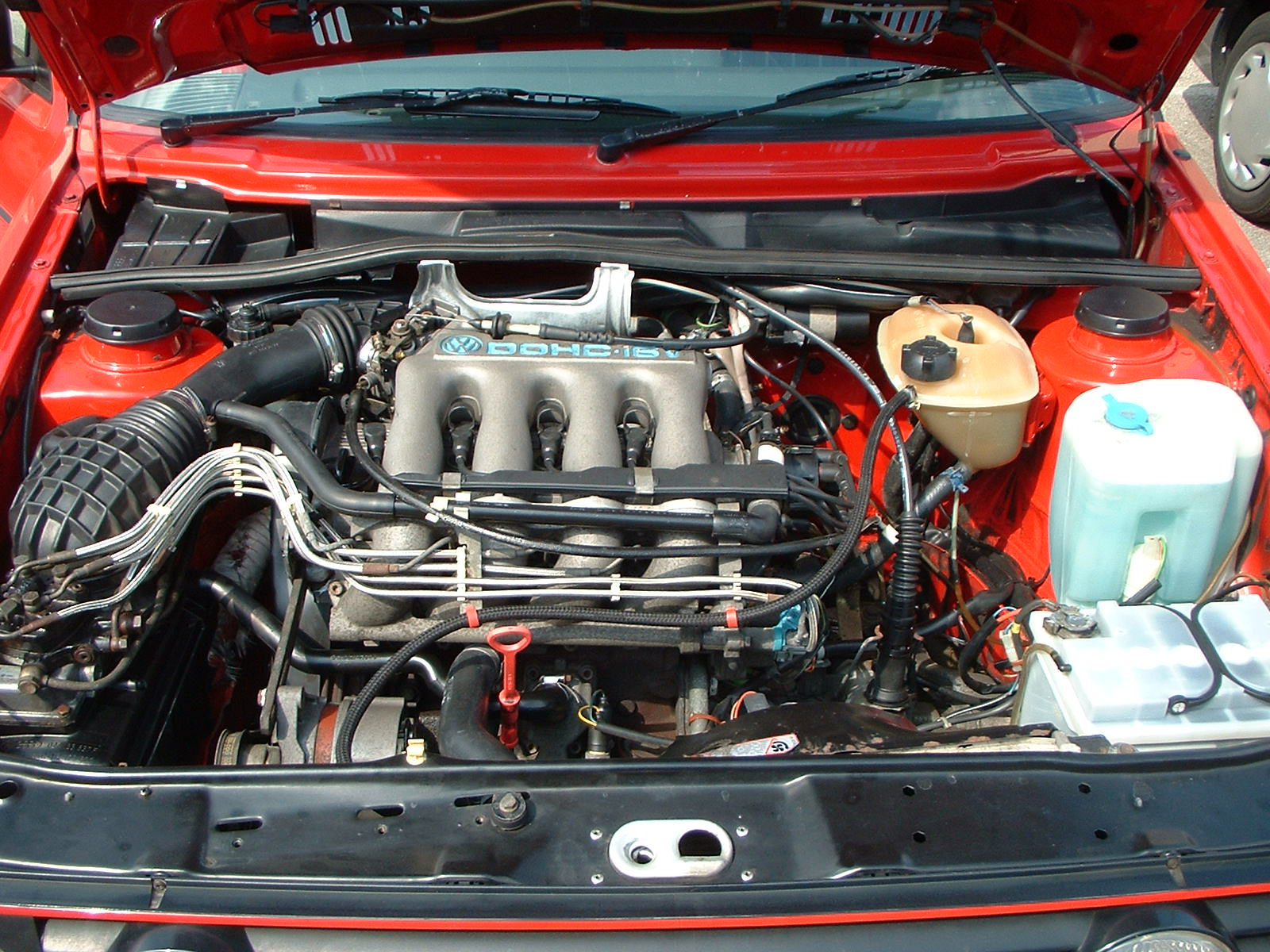
16V-Motor in einem Rechtslenker-Wagen (u. a. erkennbar an den rechts angeschlagenen Scheibenwischern)

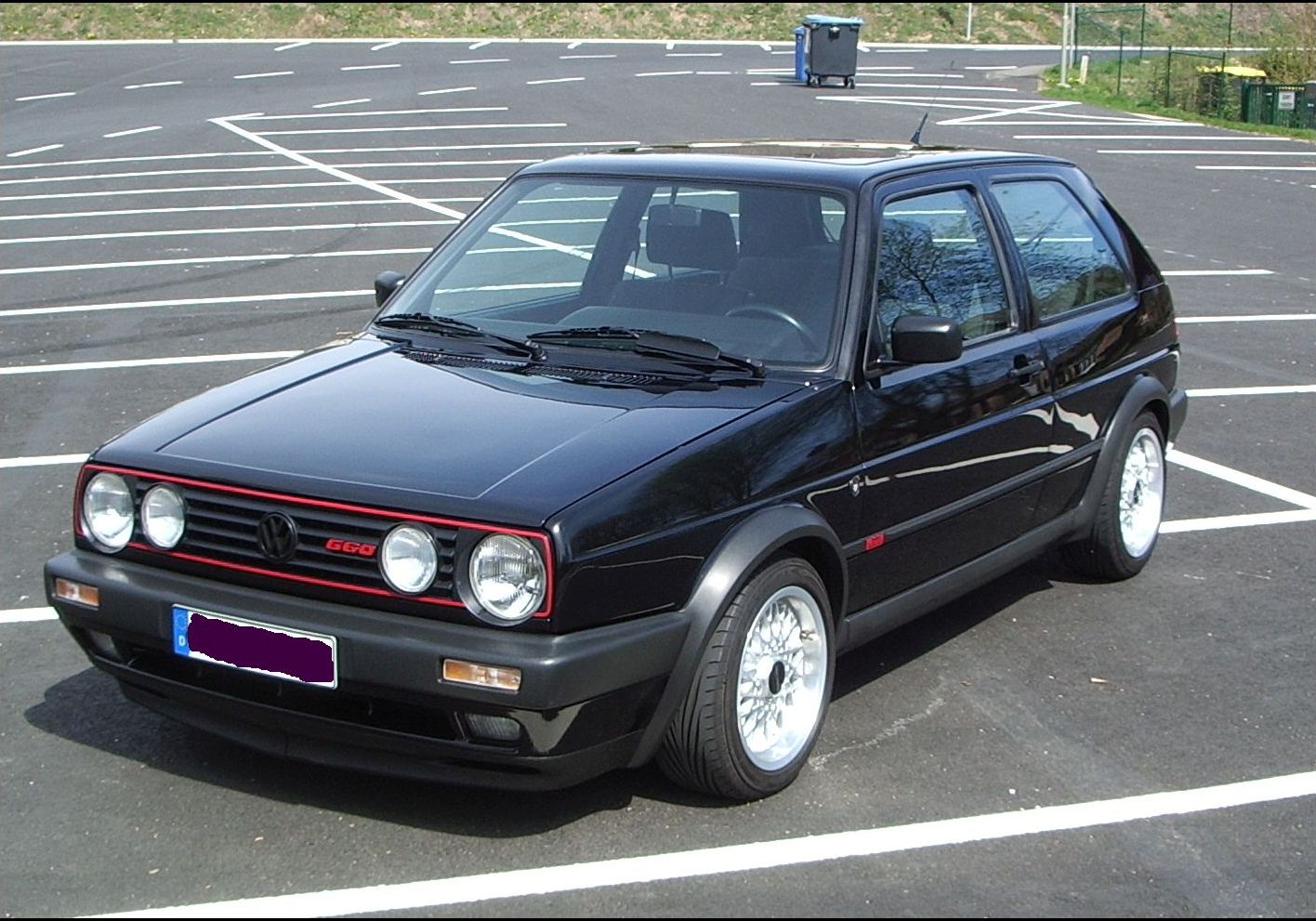
VW Golf G60

Ab Januar 1984 wurde der Golf GTI der zweiten Generation angeboten, mit der auch erstmals eine größere Auswahl an Motoren einherging. Anfangs war nur der aus dem alten Modell bekannte 82 kW (112 PS) starke 1,8-Liter-Motor mit acht Ventilen im GTI lieferbar. Ab März 1986 zusätzlich der neue 1,8-Liter-16V-Motor mit Vierventiltechnik und 102 kW (139 PS) Leistung sowie 168 Nm Drehmoment. Im Februar 1987 wurde der 16V-Motor mit Katalysator und 95 kW (129 PS) vorgestellt; eine Katalysatorversion des 82-kW-(112-PS)-Motors kam im Januar 1987 mit nun 79 kW (107 PS) auf den Markt.
Ab 1990 war im GTI G60 mit 118 kW (160 PS) der bereits aus dem Rallye Golf bekannte Motor mit mechanischem G-Lader regulär erhältlich. Der G60 war unter anderem mit einem seilzuggeschalteten Getriebe und der 15"-Bremsanlage aus dem Passat ausgestattet und hatte zur Erhöhung der Torsionssteifigkeit der Karosserie eine eingeklebte Windschutzscheibe. Er war als einzige GTI-Variante auch mit dem Allradantrieb syncro verfügbar. Die stärkste Motorisierung hatte der 1989 von der VW-Motorsport-Abteilung nur 71-mal gebaute Golf Limited, der Vierventiltechnik mit der Aufladung des G-Laders verband und so 155 kW (210 PS) leistete. Er enthielt serienmäßig nahezu jede mögliche Sonderausstattung, was sich auch deutlich im Preis von 68.500 DM niederschlug. Äußerlich zeigte er sich sehr unauffällig – lediglich der hellblaue Zierrahmen am Kühlergrill (mit Einfach-Scheinwerfern), die „VW-Motorsport“-Plaketten an Front und Heck sowie die zweiteiligen 15"-Aluminiumräder von BBS waren mehr oder weniger eindeutige Erkennungsmerkmale.
Das GTI-spezifische Aussehen, wie zum Beispiel vergrößerte Frontlippe am Stoßfänger, Heckspoiler oben an der Heckklappe, roter Zierrahmen am Doppelscheinwerfergrill etc., wurde mit den Facelifts zum Modelljahr 1988 bzw. 1990 des Golf II teilweise beibehalten und durch zum Beispiel großvolumige Stoßfängerverkleidungen mit eingelassenen Nebelscheinwerfern in DE-Technik vorn und hinten ergänzt. In den USA wurde ab Modelljahr 1990 der 2,0-l-16V aus dem Passat im GTI eingebaut, da dieser auch mit Normalbenzin betrieben werden konnte, um der schlechteren Benzinqualität dort Rechnung zu tragen. Hier war der GTI immer als eigenständiges Modell geführt, nicht als Ausstattungsvariante des Golf.
Der GTI war im Modelljahr 1989 auch als Sondermodell Special bestellbar, seit demselben Jahr gab es auch das Sondermodell Edition One, das mit reichhaltiger Ausstattung und leichten optischen Änderungen bis zum Produktionsende im Oktober 1991 ausgeliefert wurde, dazu gesellte sich 1991 zum Abschluss der Baureihe das Sondermodell Edition Blue.
Während der GTI mit seinen zahlreichen Varianten in Deutschland nur etwa 2 % Anteil an der Golf-II-Gesamtproduktion hatte, war in Großbritannien jeder sechste Golf II ein GTI (etwa 16 %), wobei nur die katalysatorlosen Motorvarianten mit 82 kW / 112 PS und 102 kW / 139 PS (16V) angeboten wurden. In den letzten Modelljahren 1990 bis 1992 wurde die 16V-Variante und ab 1991 auch die 8V-Version zusätzlich zur deutschen Serienausstattung mit Elementen des Sondermodells GT Special aufgewertet: dessen 15"-BBS-Aluminiumräder mit Reifen der Größe 195/50 R 15 und auch die Innenausstattung wurden übernommen (sogenanntes rainbow interior). Ferner waren serienmäßig Servolenkung, elektrische Fensterheber und Außenspiegel, ein Panasonic-Autoradio sowie ein Stahlschiebedach vorhanden. Wählbar waren nur noch Anzahl der Türen und die Lackierung. ABS war beim Golf II in Großbritannien nicht verfügbar, da für den Regelblock am hier rechts hinter dem Motor angebrachten Hauptbremszylinder kein Platz vorhanden war.
Die Varianten Rallye Golf und Limited sind keine GTIs im eigentlichen Sinne (sie tragen das Kürzel auch nicht im Namen), ähnlich wie der VR6 beim Golf III.
Für den 16V und den G60 gab es, heute sehr gesuchte, spezielle Zündschlüssel mit Abdeckkappen für den Schlüsselbart und Emblemen, die auf die Motorisierung hinwiesen.
Preise 1990 (jeweils ohne Sonderausstattungen):
- GTI mit 79 kW (107 PS): 28.545 DM
- GTI 16V mit 95 kW (129 PS): 31.100 DM
- GTI G60 mit 118 kW (160 PS): 37.125 DM.

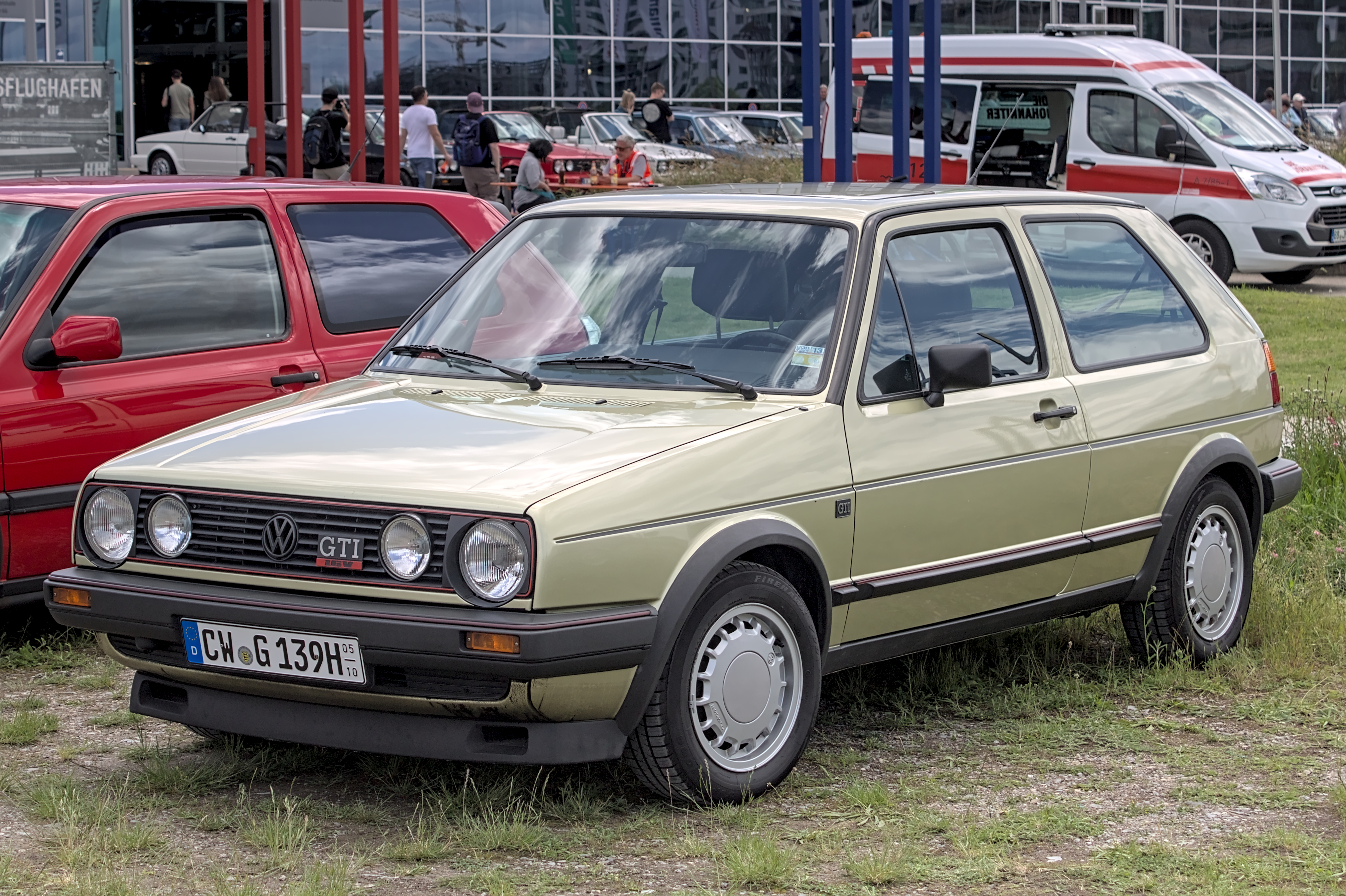
VW Golf GTI 16V (1986/1987)
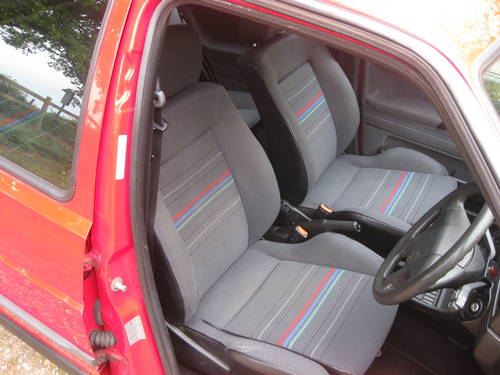
Innenraum

## Sondermodelle (Deutschland)
- 1985: Hit; Match
- 1986: Fun; Flair; Pikes Peak (Rallyefahrzeug, bis 1987)
- 1987: Bistro; Memphis; Sky; GT/GTD/GTI Special (bis 1991); Berlin Golf; Brigitte
- 1988: Tour; Manhattan; Champion; 10 Millionen
- 1989: Öko Golf (Erprobungsfahrzeug, bis 1992); Atlanta; Boston; City Stromer; GTI Edition One (bis 1991); Limited (VW Motorsport, 71 Stk.); Rallye Golf
- 1990: Black Line – Red Line; Country; Country Allround; Country Chrompaket; Country GTI (nur werksintern); Fire and Ice (bis 1991); Madison; Moda; Quadriga
- 1991: Pasadena; Function; GTI Edition Blue; Barcelona; Dynamite (Kamei)

### Sondermodelle: Logos

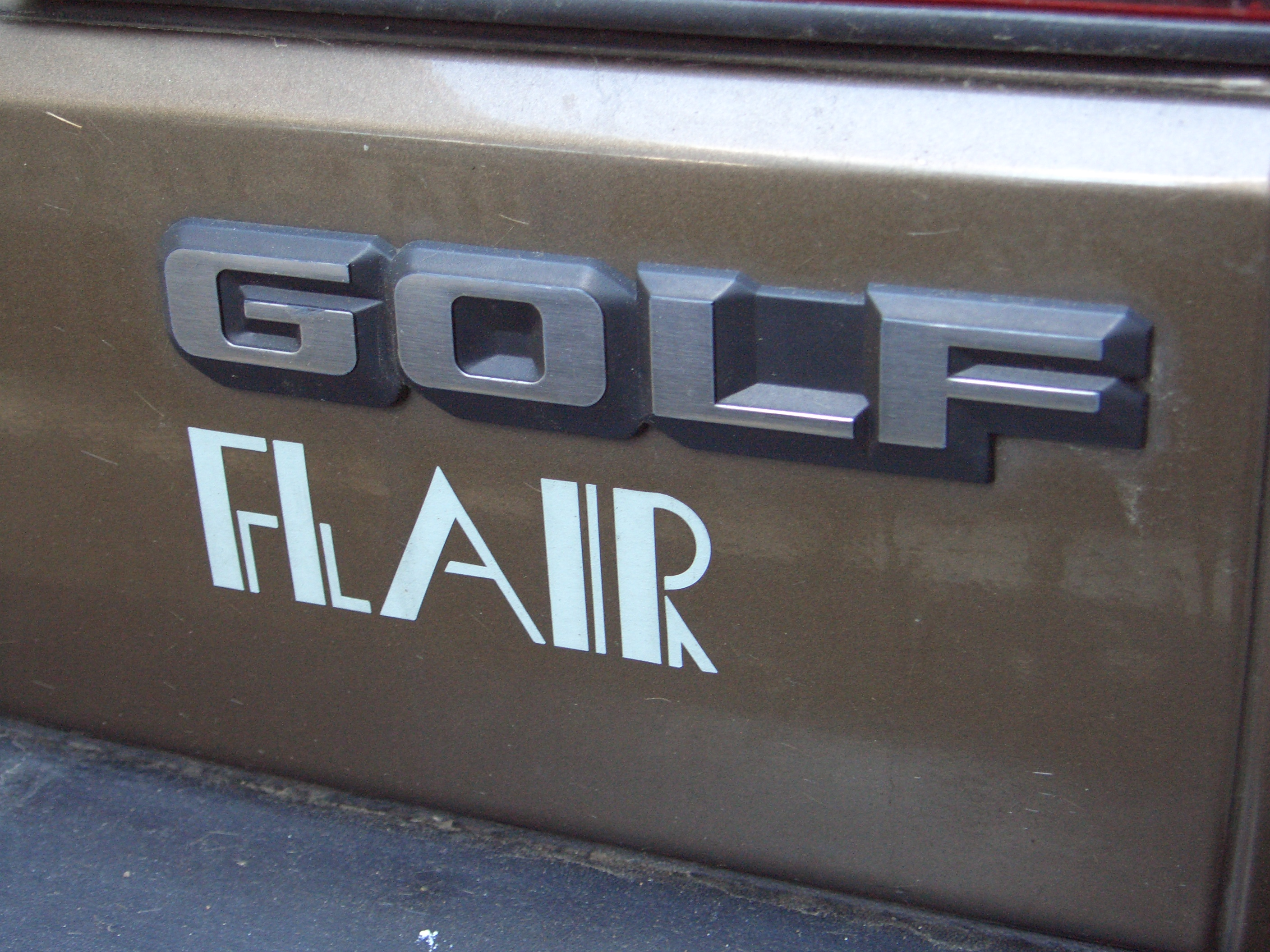
VW Golf II Flair
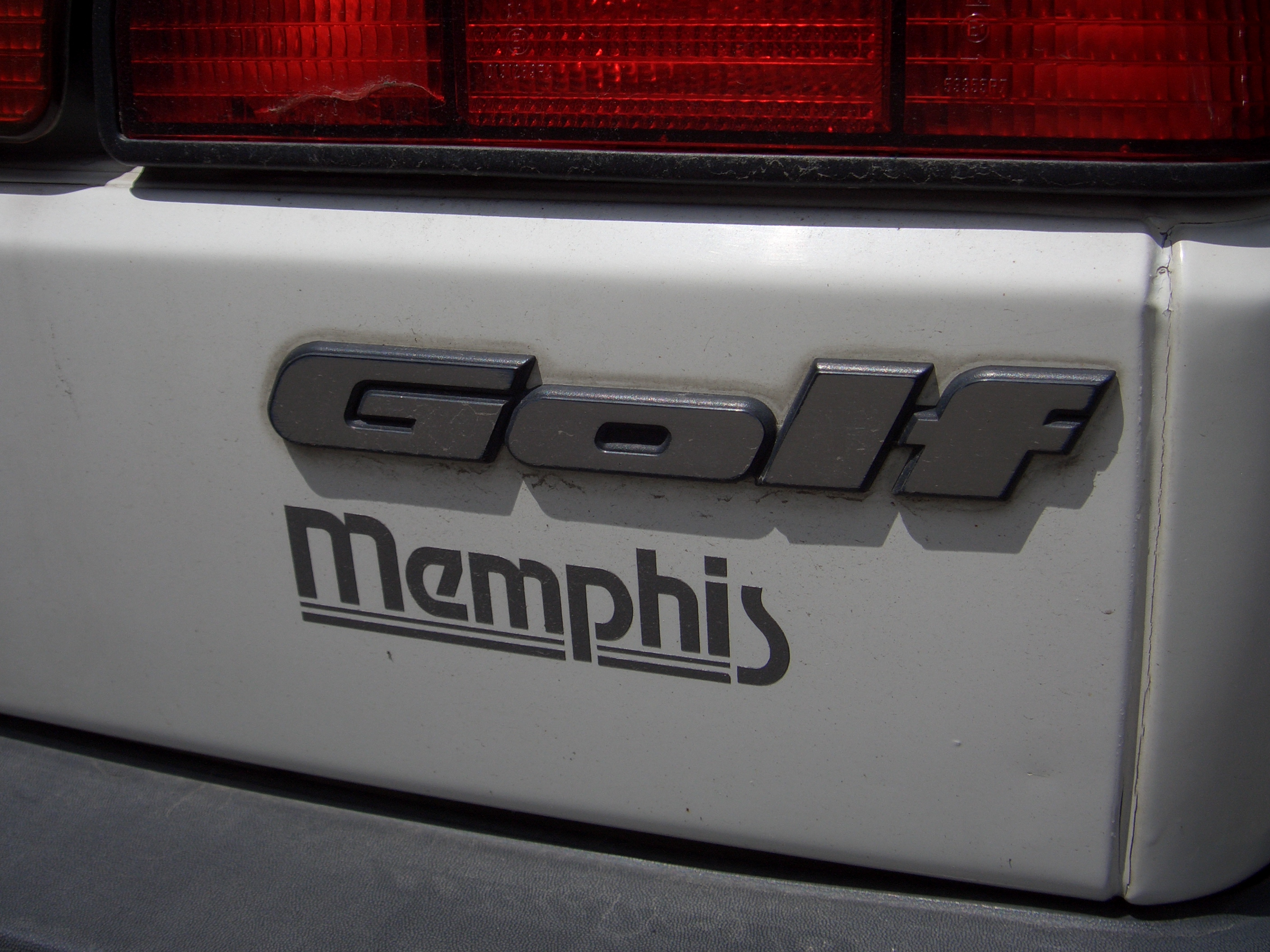
VW Golf II Memphis
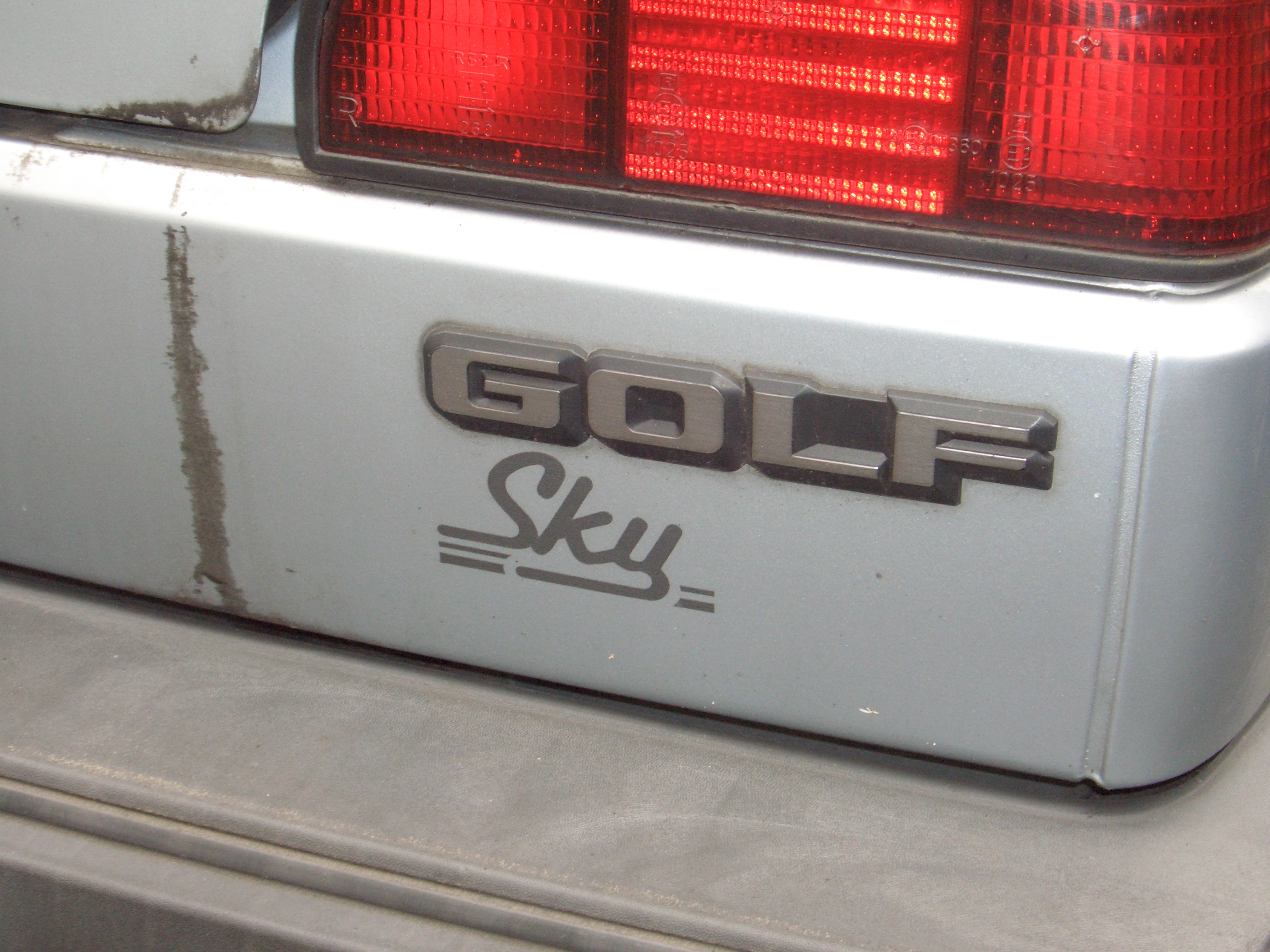
VW Golf II Sky
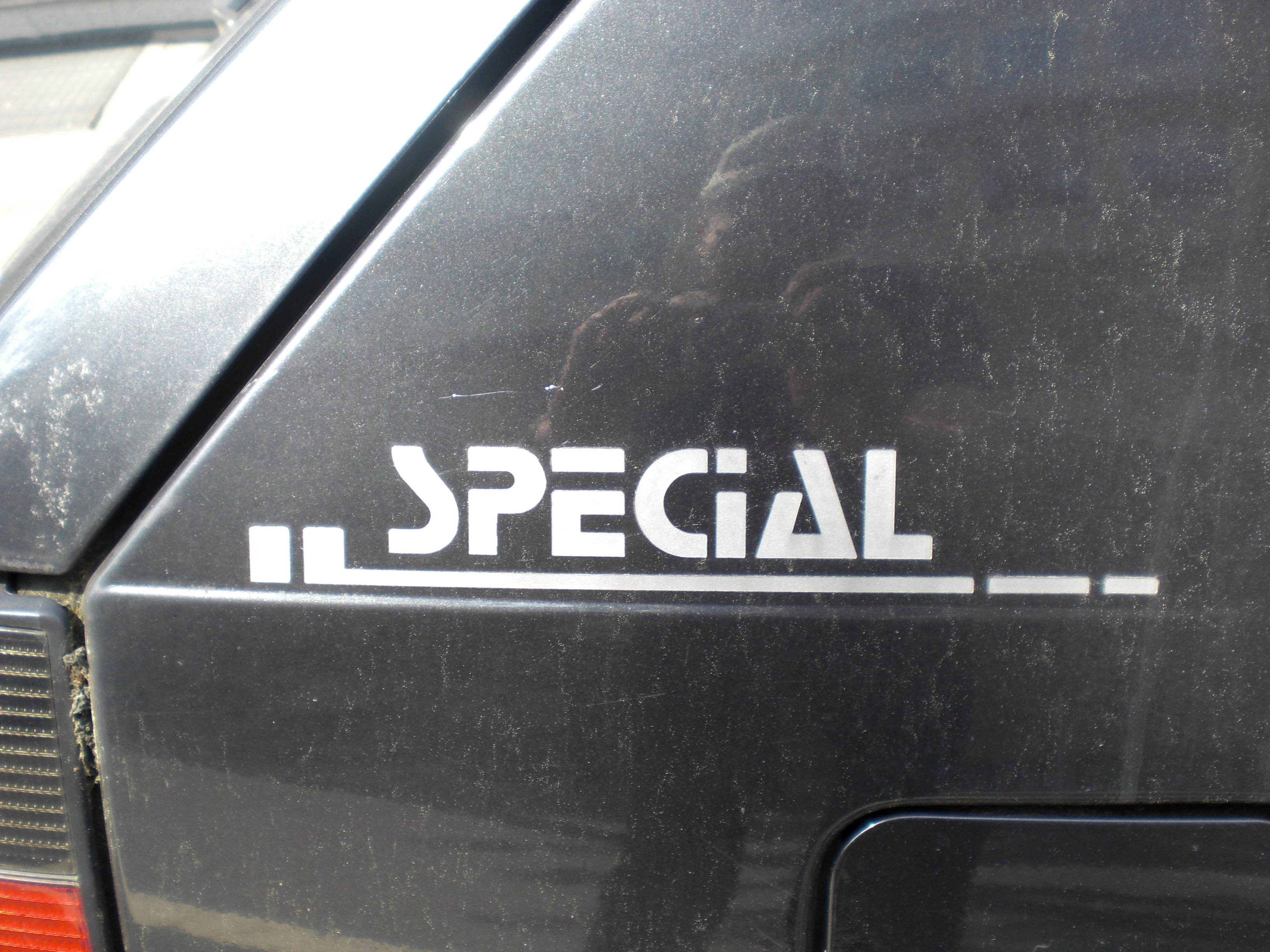
VW Golf II GT Special
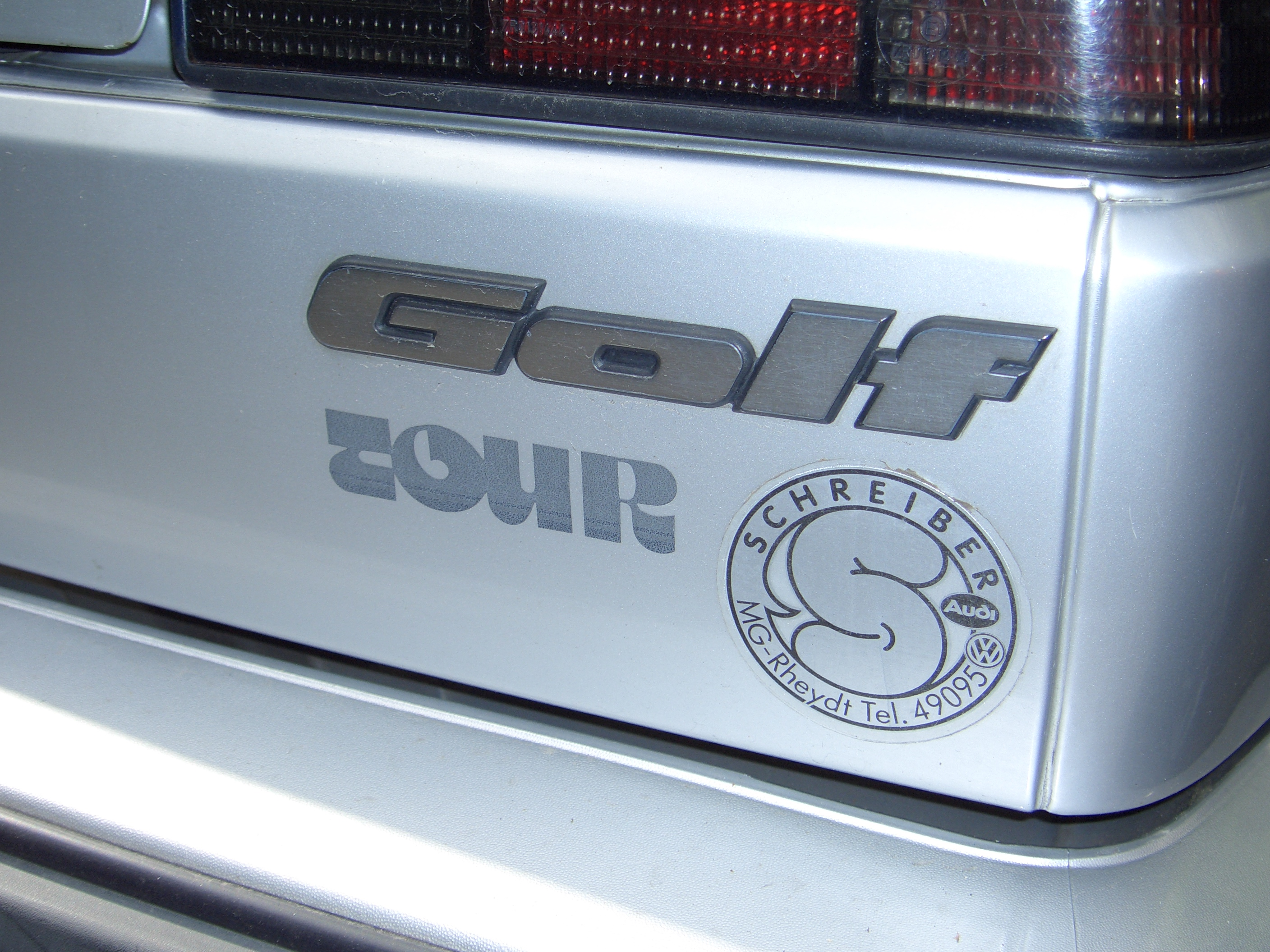
VW Golf II Tour
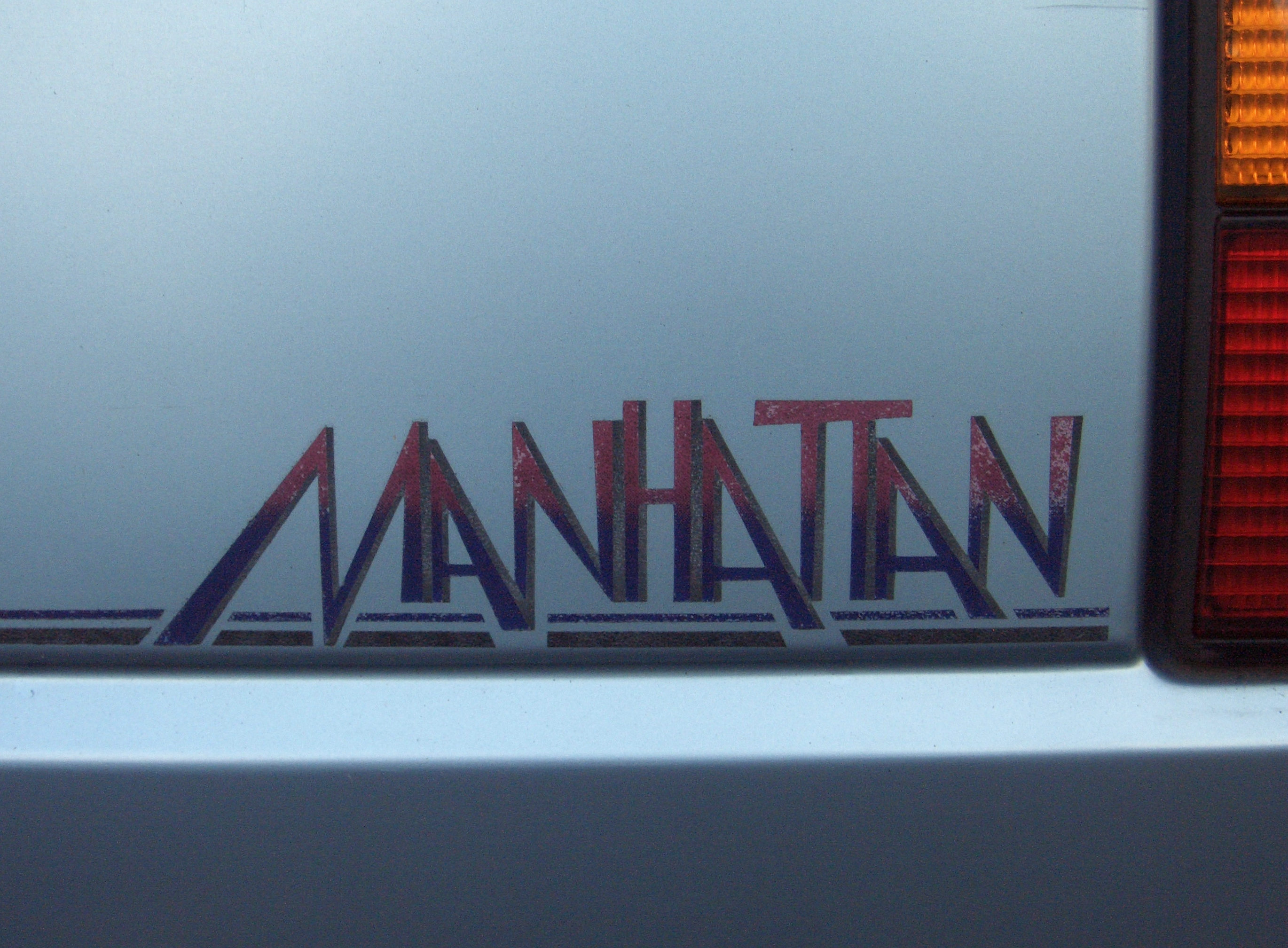
VW Golf II Manhattan
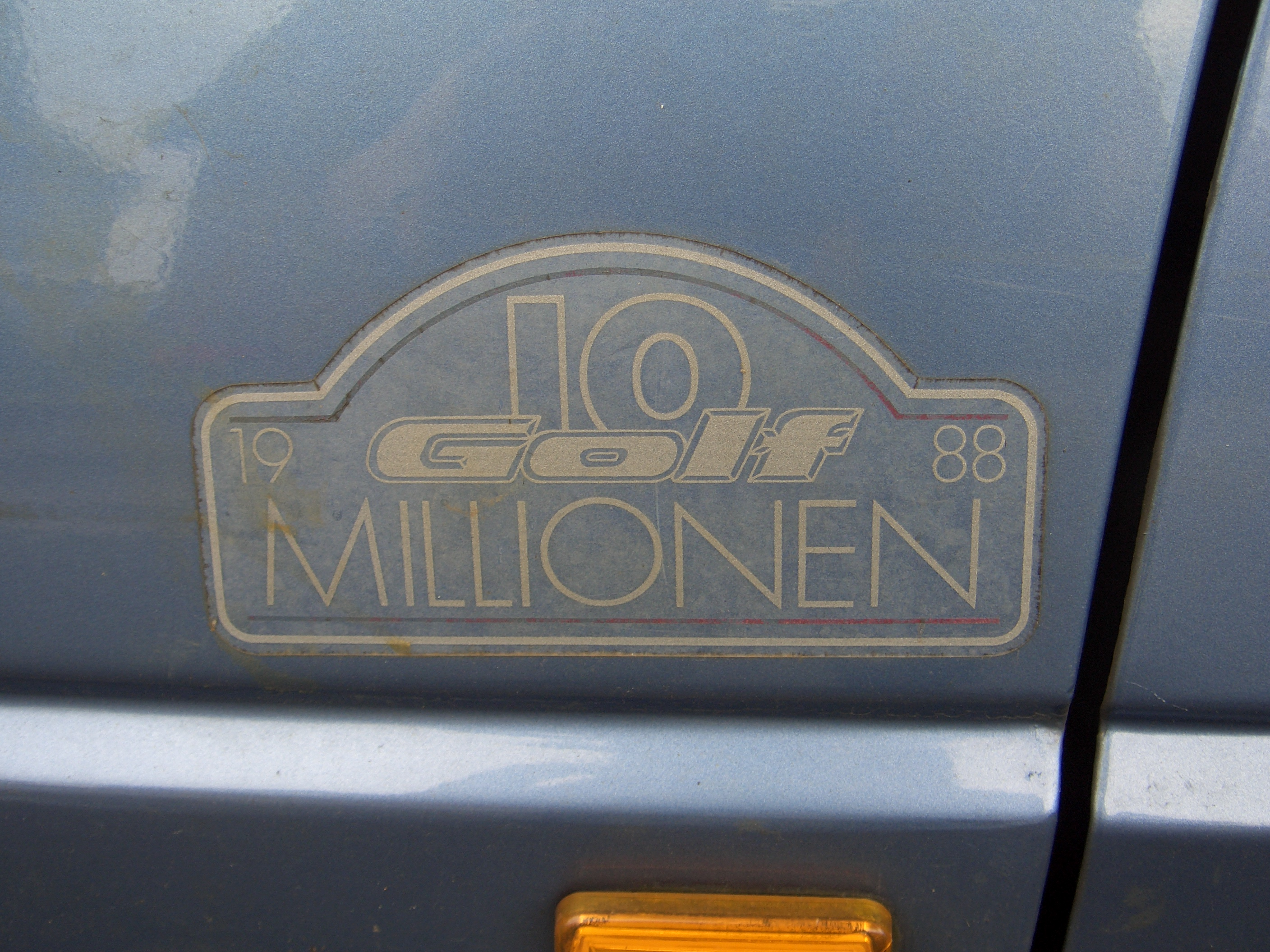
VW Golf II 10 Millionen
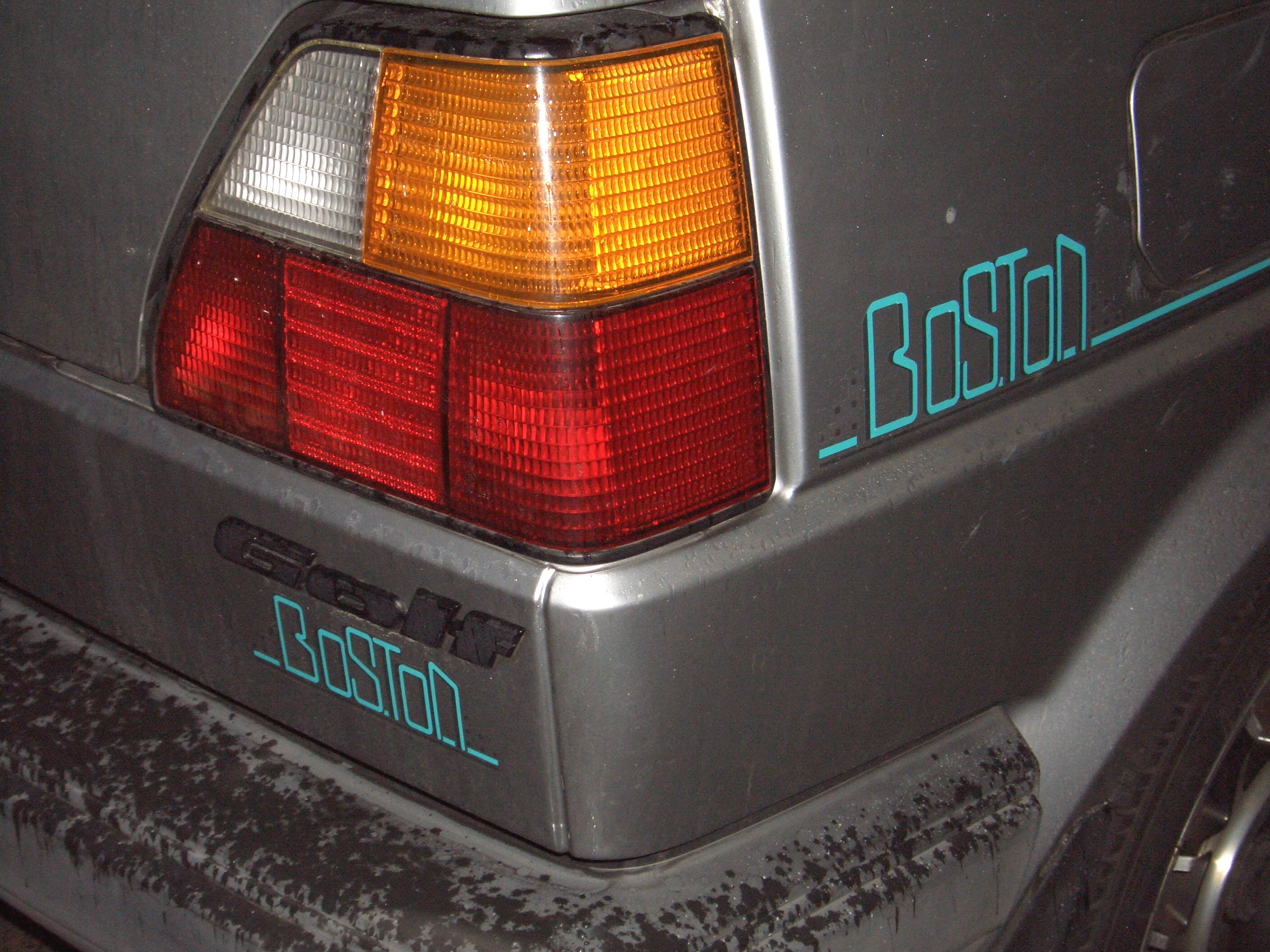
VW Golf II Boston
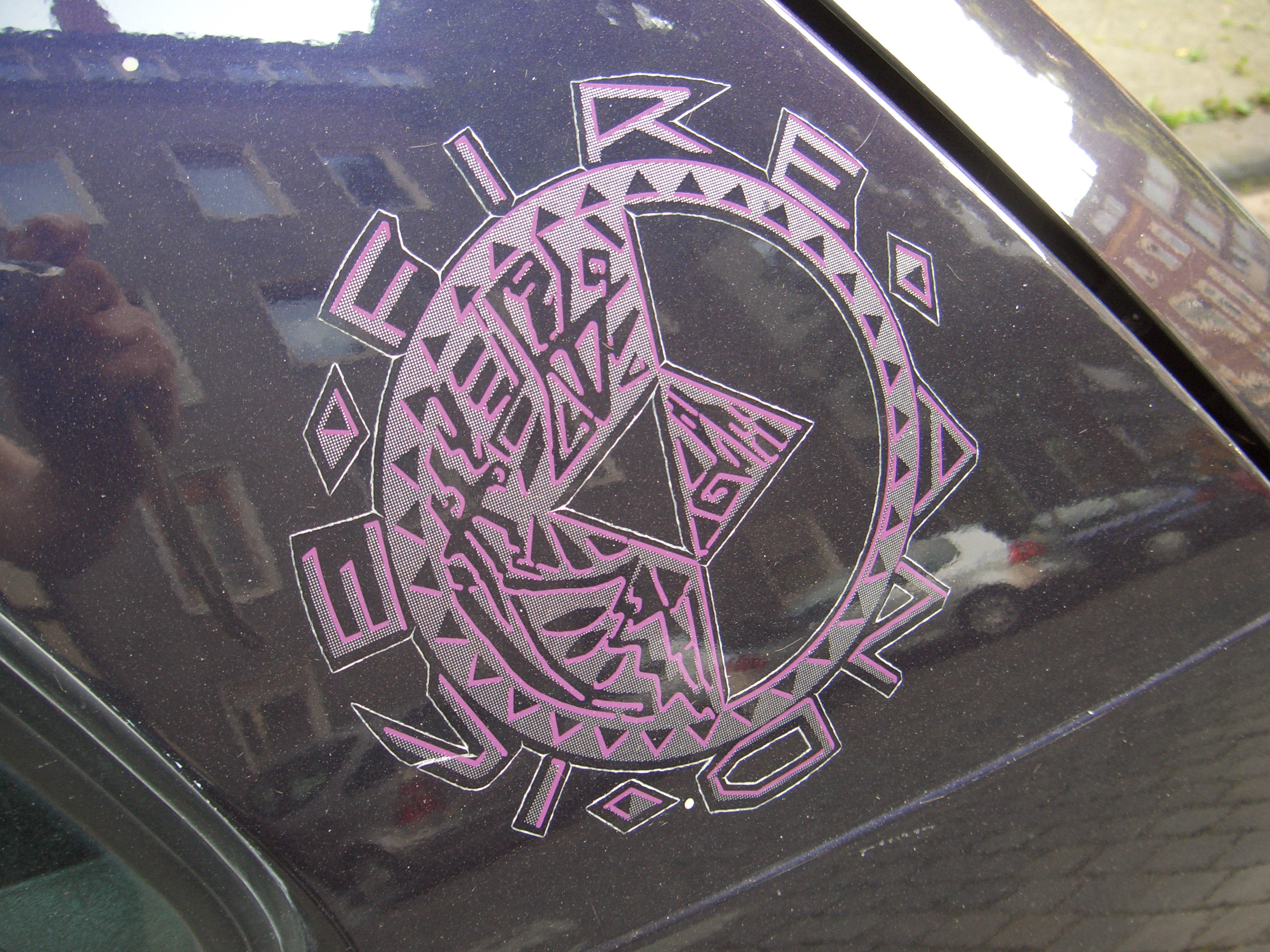
VW Golf II Fire and Ice
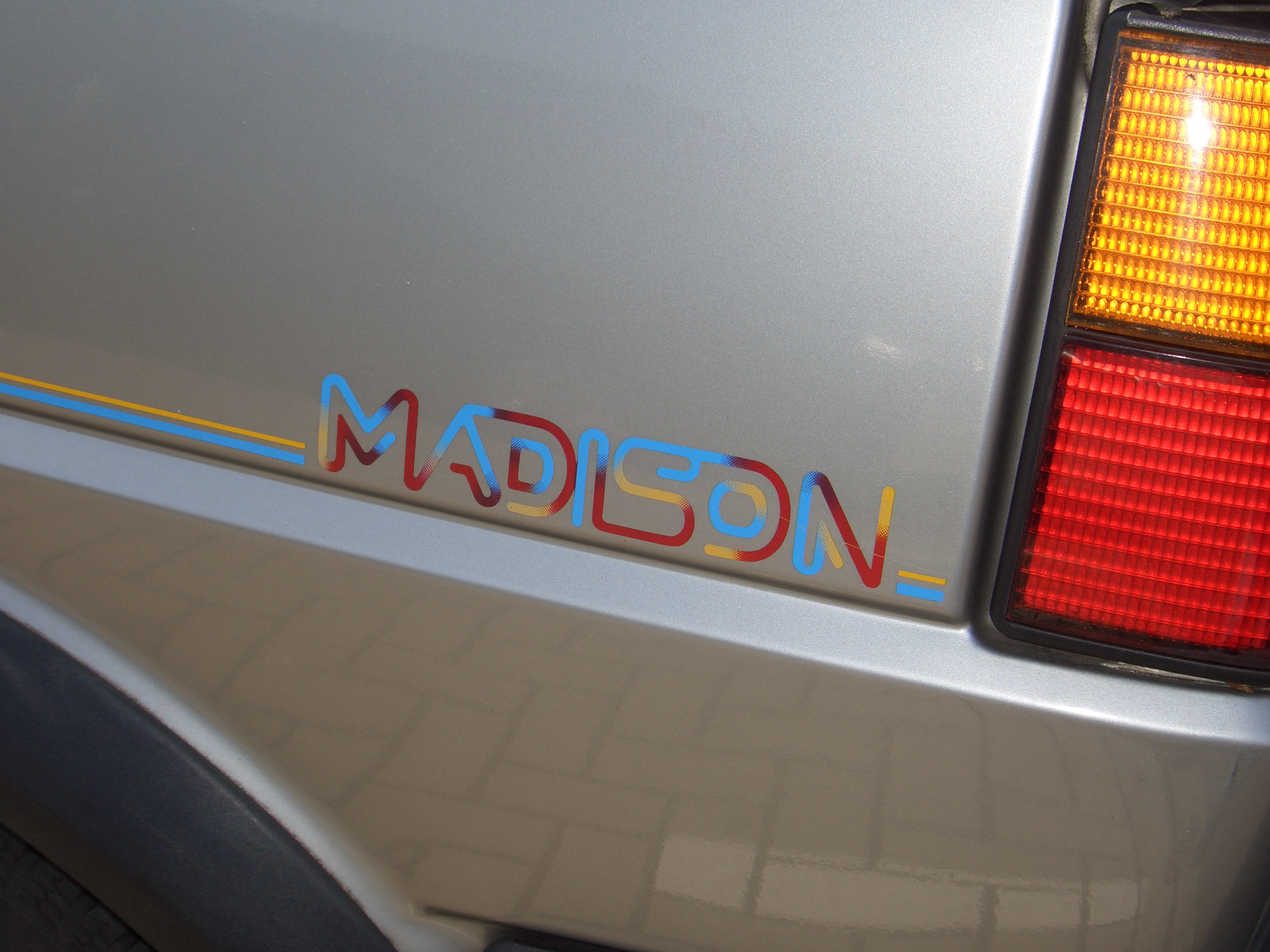
VW Golf II Madison
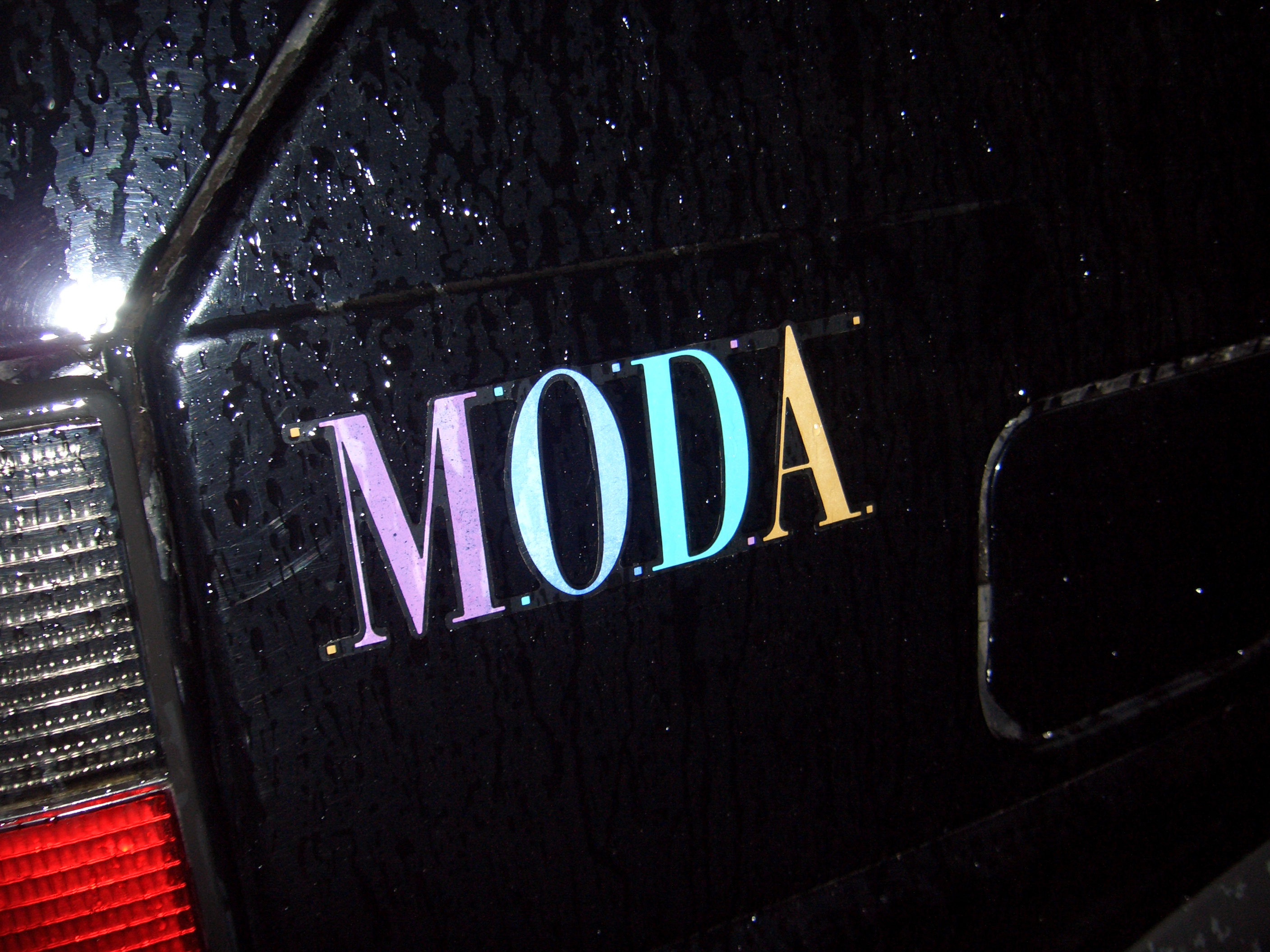
VW Golf II Moda
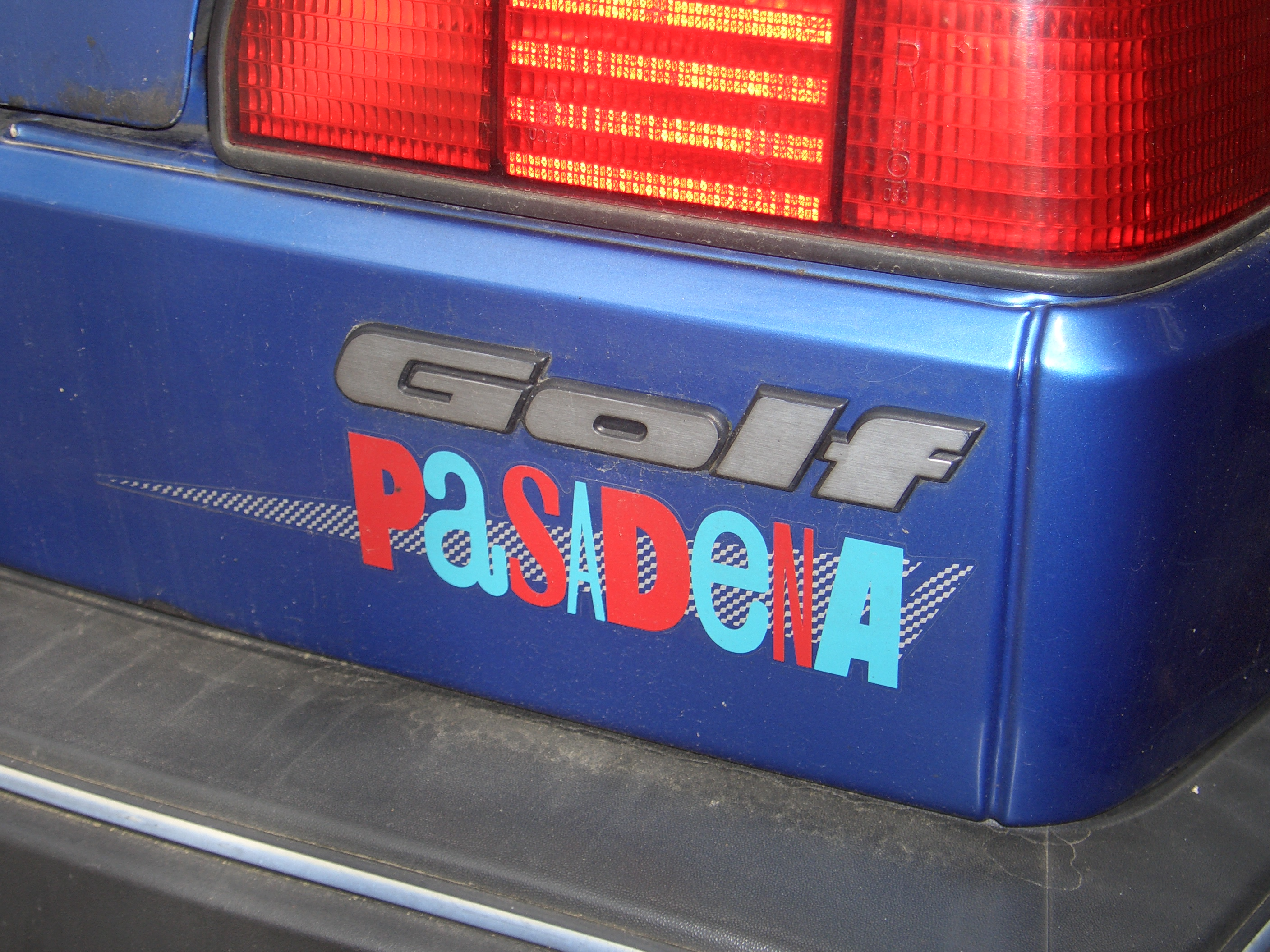
VW Golf II Pasadena
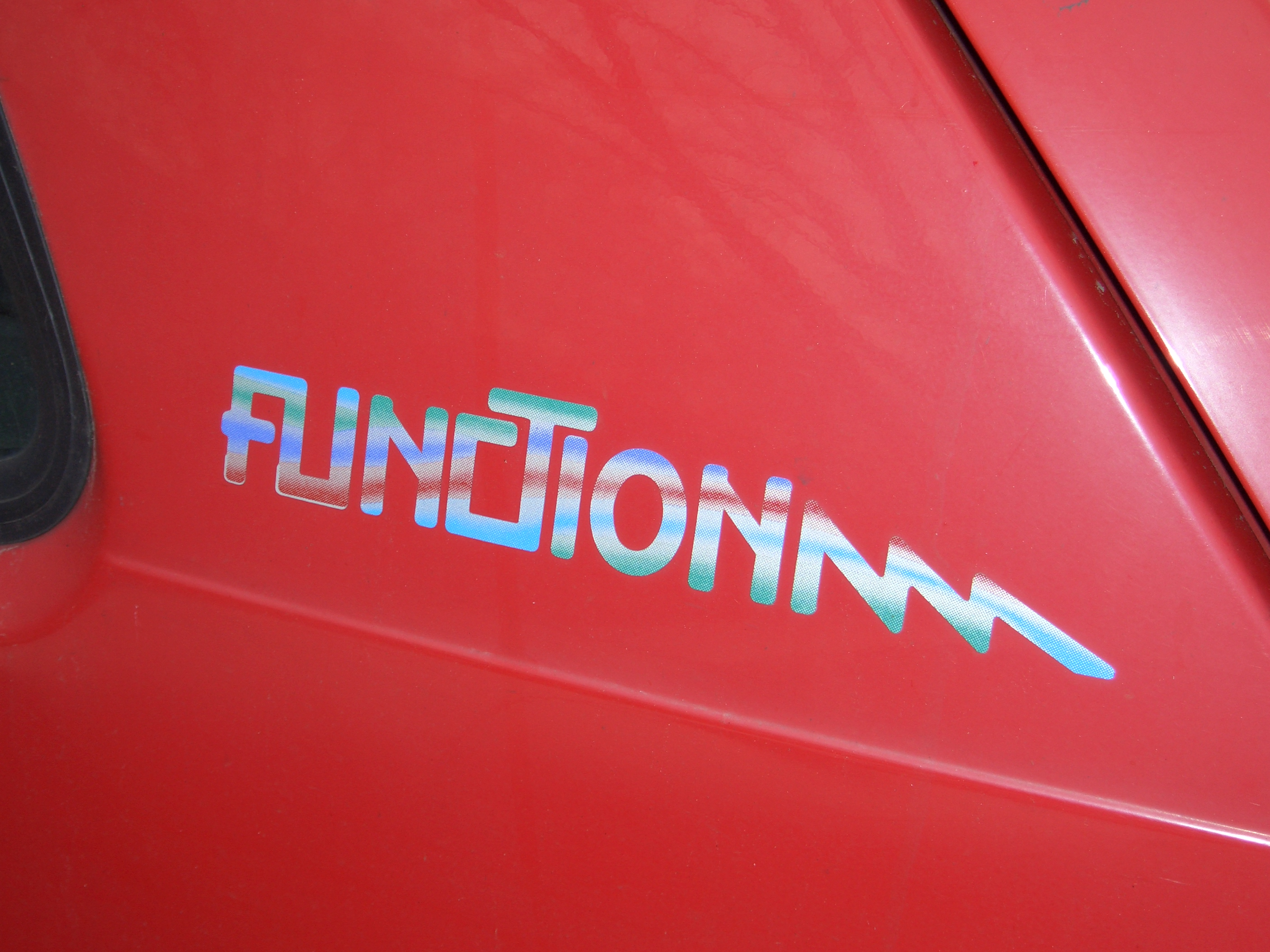
VW Golf II Function
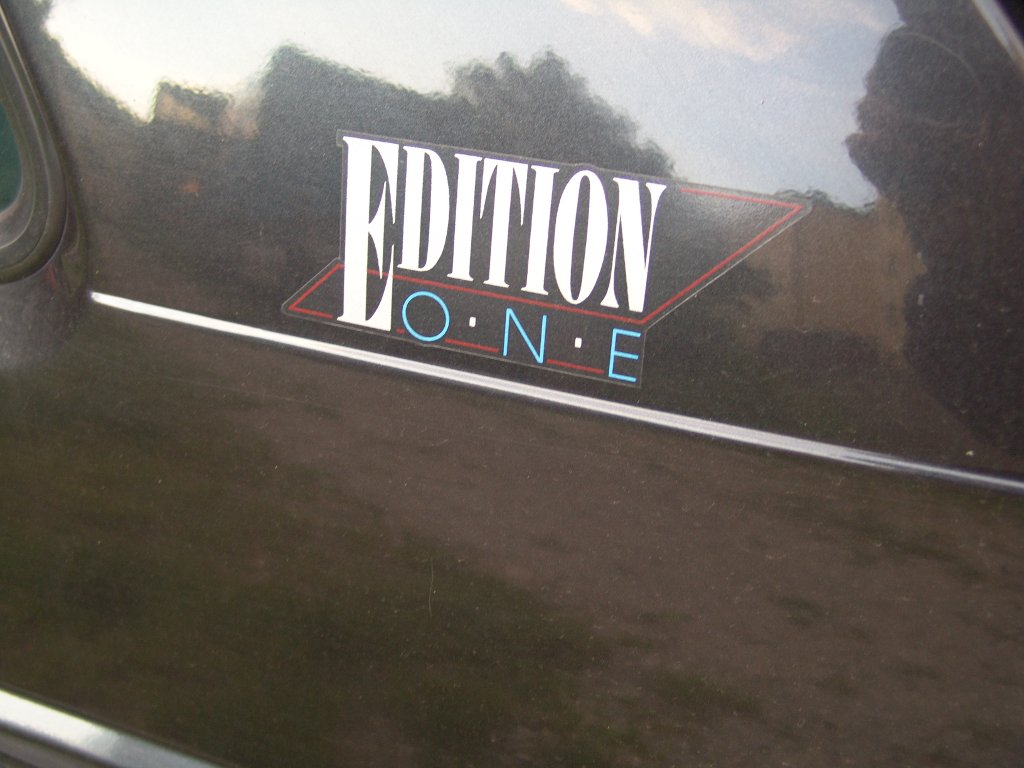
VW Golf II GTI Edition One

Basis ist bei allen Sondermodellen der Golf CL, Ausnahmen: GT/GTD/GTI Special, GTI Edition One, GTI Edition Blue sowie die GTI-Varianten des Fire and Ice.

### 10 Millionen-Golf
Zum Jubiläum des zehnmillionsten verkauften Golf brachte VW 1988 das Sondermodell 10 Millionen heraus. Dieses Modell gab es mit verschiedenen Ottomotoren zwischen 40 kW (55 PS) und 66 kW (90 PS) (1,8 l 66 kW auch mit Einspritzmotor, jedoch nie als GTI) sowie als Turbodiesel mit 51 kW (70 PS), wahlweise als 3- oder 5-Türer. Zu erkennen sind diese Modelle an der Sonderlackierung Starblue metallic (LD5T), an lackierten Außenspiegeln mit asphärischem (links) bzw. konvexem (rechts) Glas, blauer Wärmeschutzverglasung (einziger Golf II mit blau getönter Verglasung), Seitenblinkern, halb abgedunkelten Heckleuchten, blauem Streifen in den Stoßfängern, den speziellen 14"-Aluminiumrädern mit blauen Tropfen (VW-LM-Rad Silverstone) und drei Aufklebern unterhalb des Golf-Schriftzugs auf dem Heckblech sowie oberhalb der Seitenblinker. Außerdem hatte der 10-Millionen-Golf immer die schwarzen Kunststoff-Radlaufverbreiterungen. Im Inneren unterscheidet er sich von den Serienmodellen durch blauen Velours-Teppich, Sportsitze mit Höhenverstellung am Fahrersitz in speziellem blau gestreiften Velours, blaue Hutablage, zu den Sitzen passende blau gestreifte Tür- und Seitenverkleidungen und beleuchtetem Makeup-Spiegel. Die besondere Lackierung war für kein anderes Golf-II-Modell zu haben, ebenso die Innenausstattung und die Räder mit blauen Tropfen. Die Doppelscheinwerfer, wie sie auf dem Bild zu sehen sind, gehörten nicht zur Originalausstattung des 10-Millionen-Golf. Sie standen für alle Modelle mit Einfachscheinwerfern (CL, GL und Sondermodelle) ab Modelljahr 1985 als Sonderausstattung in der Preisliste und waren als Fern- oder Nebelscheinwerfer verfügbar. Beim Golf GL ab Modelljahr 1990 waren die Nebelscheinwerfer in DE-Ausführung in die großen Stoßfänger eingelassen, hier waren die optionalen Zusatzscheinwerfer im Kühlergrill dann immer Fernscheinwerfer.

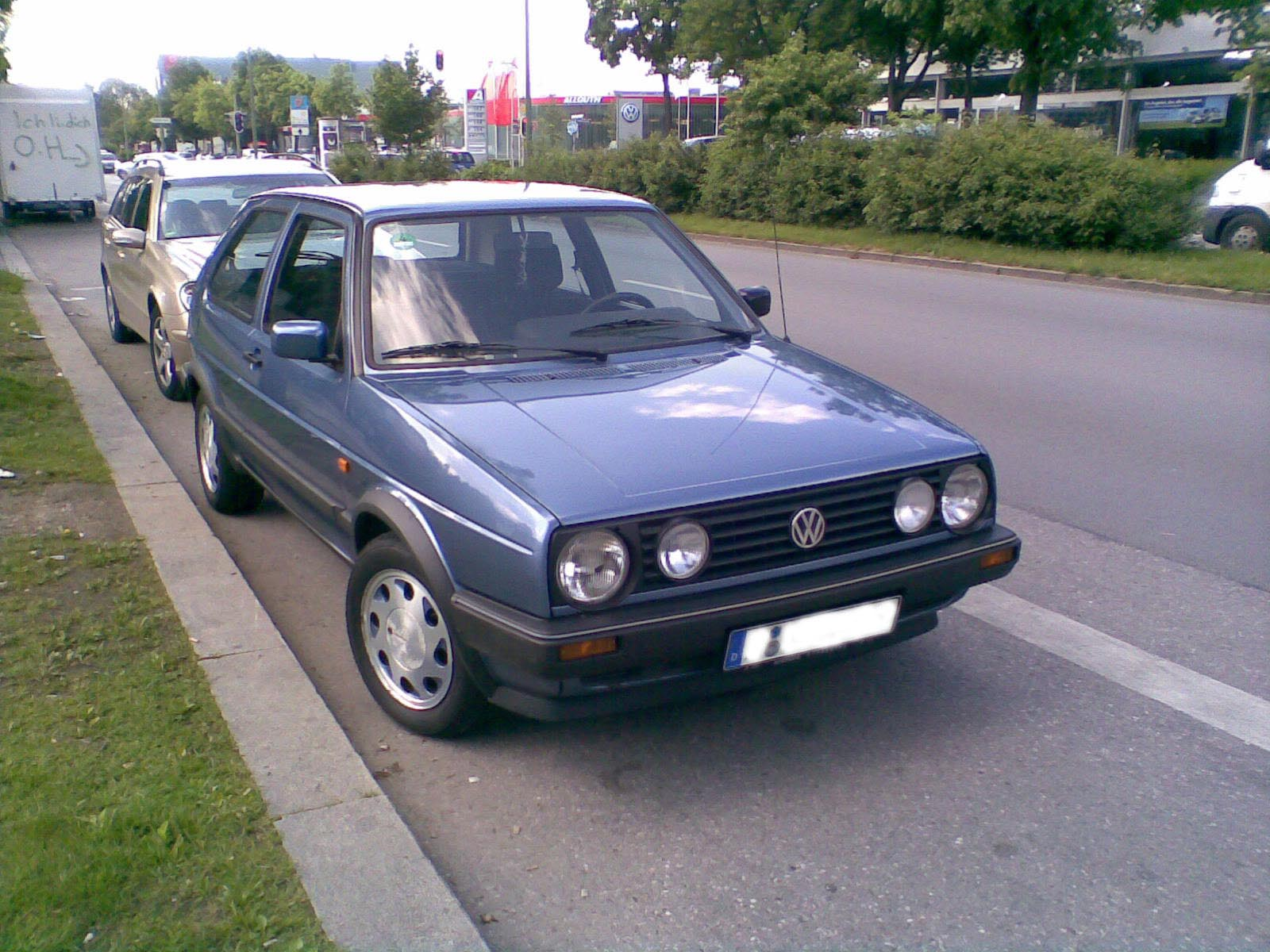
VW Golf 10 Millionen
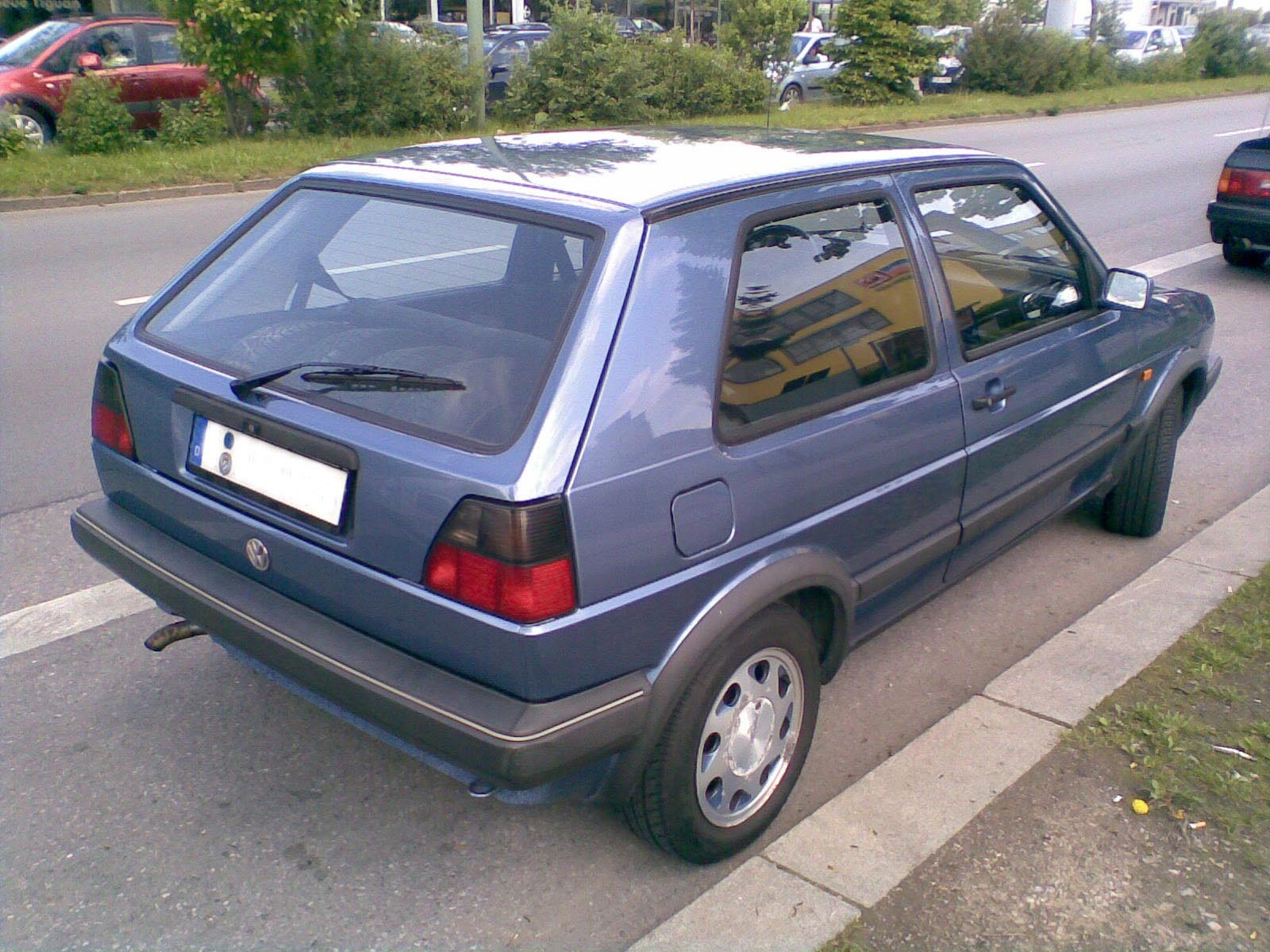
Heckansicht
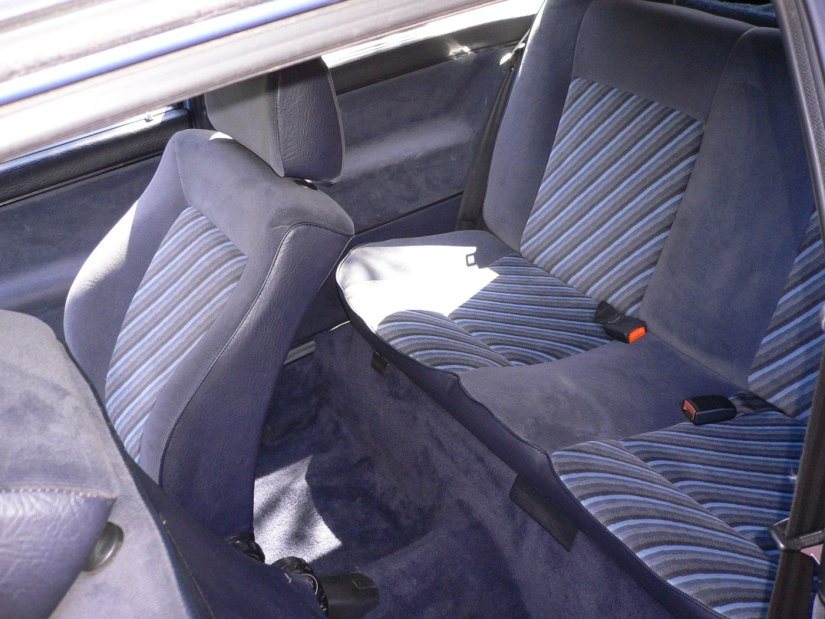
Innenausstattung

### Golf Country
Volkswagen hat diese Version als Studie „Golf Montana“ vorgestellt, zunächst ohne ernsthaft an einen Bau zu denken. Danach liefen bei den Händlern sofort Bestellungen auf, obwohl das Auto gar nicht in Serie gehen sollte. Deswegen hatte man sich bei VW entschieden, eine Serie dieses Wagens zu bauen.
Der im Mai 1990 eingeführte und bis Dezember 1991 produzierte Golf Country ist eine Ausstattungsvariante des Golf CL syncro mit vier Türen. Die Serienfertigung bei Steyr-Daimler-Puch (jetzt Magna Steyr) in Graz (Österreich) begann im April 1990. Hierzu wurde jeweils ein komplett vormontierter Golf CL syncro mit einem 72-kW-Motor nach Graz geliefert und dort zum Golf II Country umgerüstet.
Im Einzelnen wurde die Karosserie mit einem daruntergesetzten  Rohrrahmen um 120 mm höher gelegt, vorne ein Schutzrohrrahmen („Rammbügel“) mit integriertem Triebwerkunterschutz montiert und am Heck links und rechts des abklappbaren Reserveradhalters zwei Schutzrohrrahmen in den Stoßfänger eingesetzt. Um den Antriebsstrang beibehalten zu können, wurde der Motor nach unten versetzt. Daraus resultierte eine im Vergleich zum normalen Golf (Syncro) um mindestens 63 mm erhöhte Bodenfreiheit (auf 180 mm). Die Geländeeigenschaften waren – mangels Differentialsperren – jedoch nie besonders gut. Wie der Golf Syncro hat der Golf Country einen deutlich kleineren Kofferraum (der Kofferraumboden befindet sich etwa auf Höhe der Stoßfänger-Oberkante, während er bei frontgetriebenen Modellen etwa auf Höhe der Stoßfänger-Unterkante sitzt). Dies war bei den Syncro-Modellen nötig, um an der Hinterachse das Differentialgetriebe unterzubringen.
Ab Juli 1990 kam die zweite Variante, der Golf II Country Allround hinzu. Diese Variante hatte eine auf Funktionalität und weniger auf Komfort zugeschnittene Ausstattung (zum Beispiel Kunstleder innen, Standardräder in Wagenfarbe). Erhältlich war diese Variante nur in der Farbe „waldgrün“. Gebaut wurden von dieser Variante nur 160 Fahrzeuge.
Ab Anfang 1991 wurde seitens VW dann noch eine dritte Ausstattungsvariante auf den Markt gebracht – die Chrom-Edition. Deren Ausstattung mit cremefarbener Echtlederausstattung, elektrischem Faltschiebedach und verchromten Anbauteilen verursachte einen enormen Preisschub – diese Luxus-Variante kostete damals 52.200 DM und war nur in schwarz lieferbar. Gebaut wurden von dieser Sonderedition nur 558 Stück.
Es gab auch noch einige Sonderversionen und Sonderumbauten wie zum Beispiel den Golf II Country GTI mit 79 kW (107 PS), der in einer Auflage von 50 Stück exklusiv für VW-Mitarbeiter gebaut wurde (Wolfsburg-Edition), oder Sonderumbauten auf andere Otto- und Dieselmotoren.
Schon im Jahre 1989 urteilte das Geländewagen-Magazin Off Road, dass sich dieser Wagen „exakt in die Lücke einfügt, die sich dann auftut, wenn man Geländewagen nach herkömmlicher Interpretation und straßengebundene Allrad-Personenwagen etwas weiter auseinanderrückt.“
Simca brachte bereits 1977 mit dem Simca Rancho und AMC im Herbst 1979 mit dem AMC Eagle ein Fahrzeug auf den Markt, dessen Konzept dem des Golf II Country stark ähnelte. Der AMC Eagle war außer als Limousine und Kombi auch als Coupé und Shooting Brake erhältlich. Toyota kopierte 1994 mit dem RAV 4 dieses Konzept in ähnlicher Form und erreichte damit auf dem Softroader-Markt großen Erfolg.

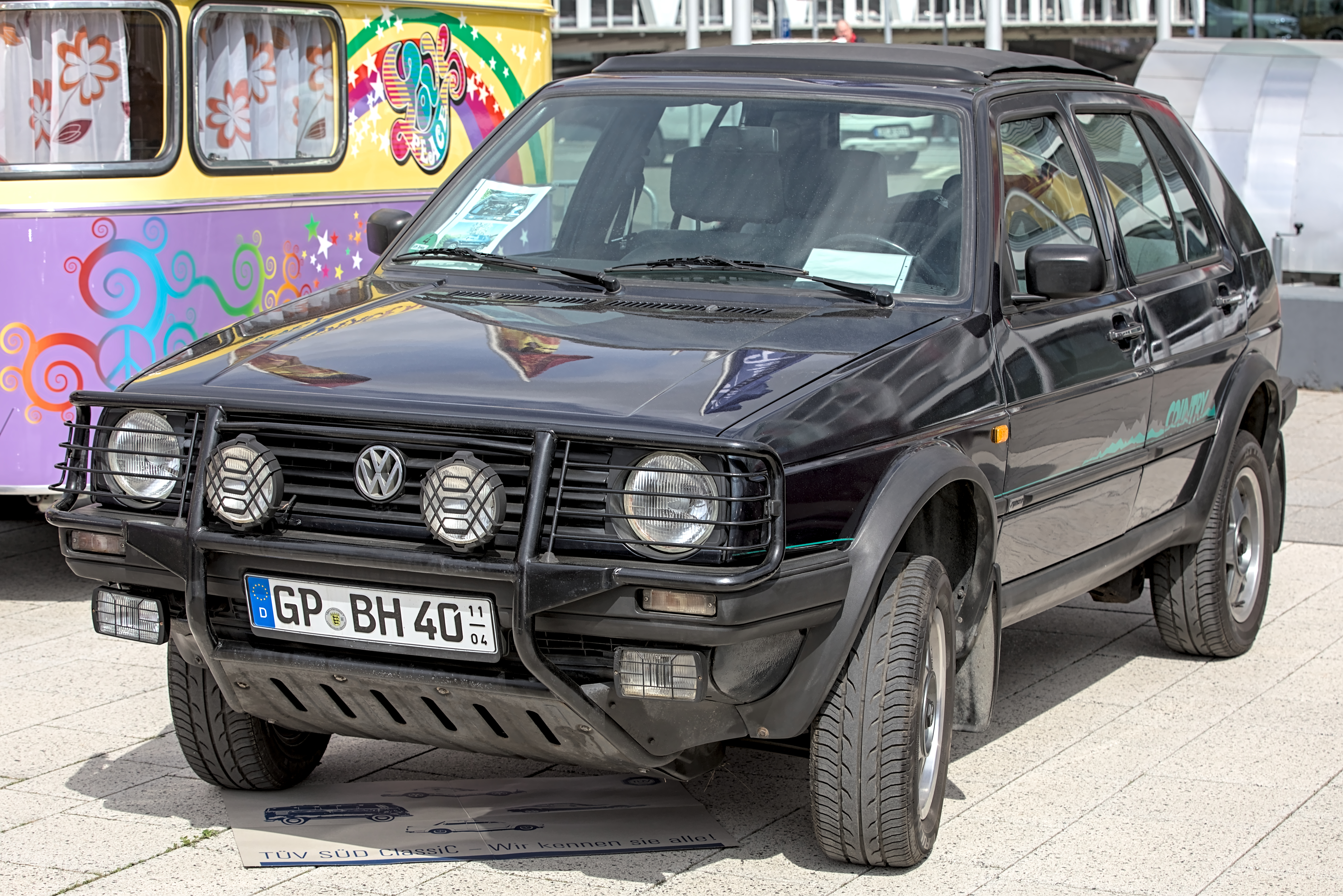
VW Golf Country
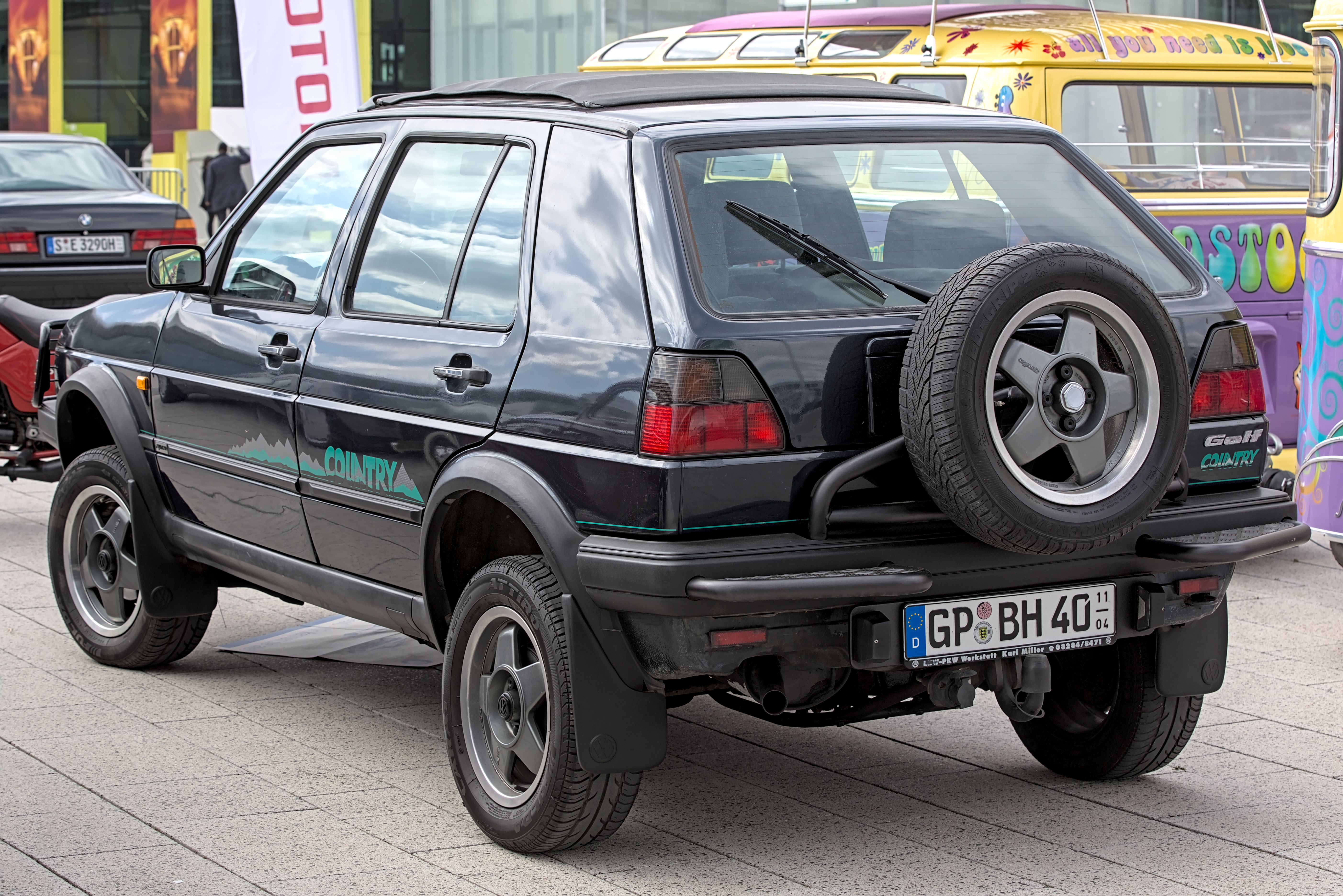
Heckansicht
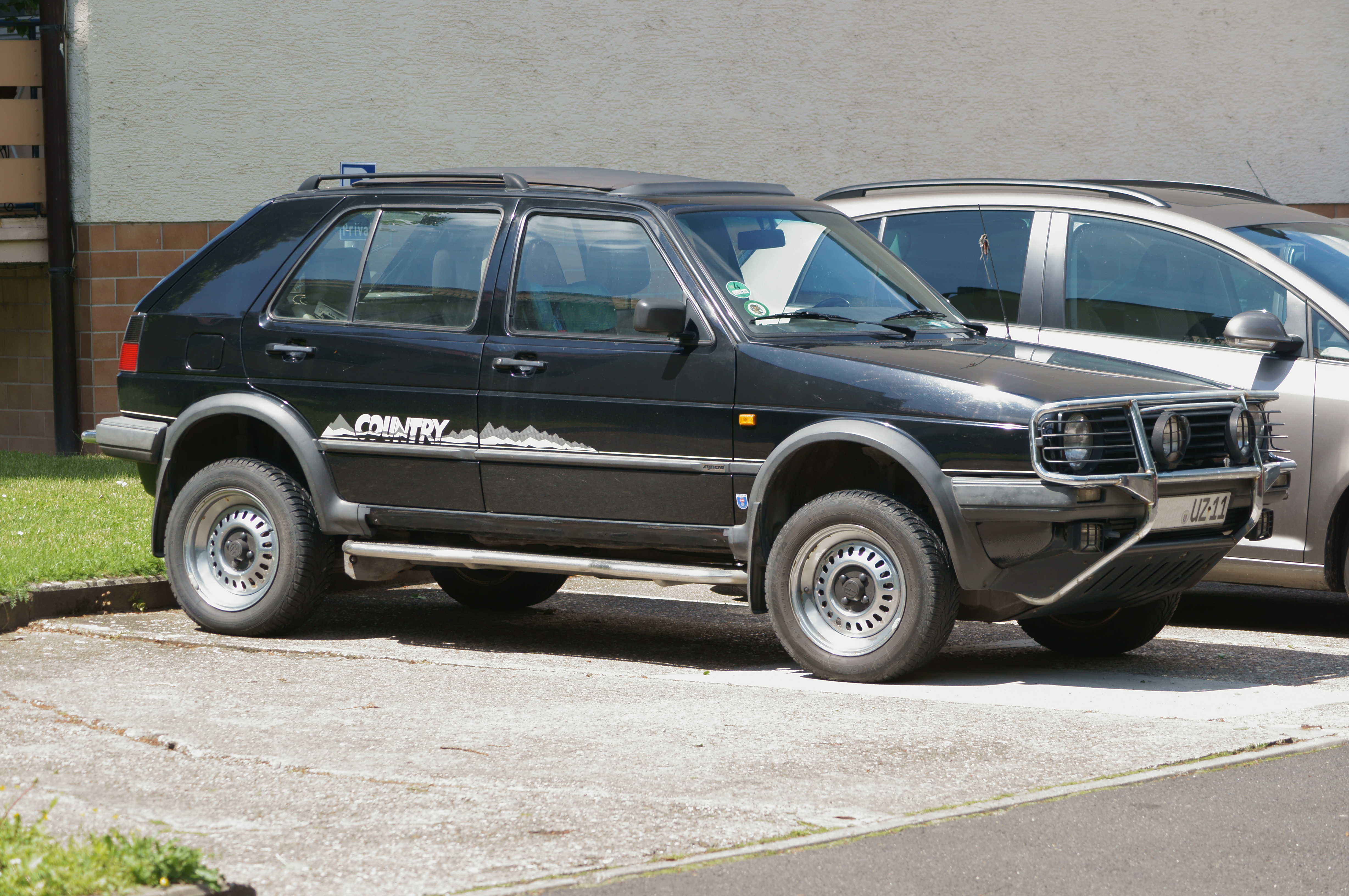
Golf Country Chrom-Edition

### Golf GT/GTD Special

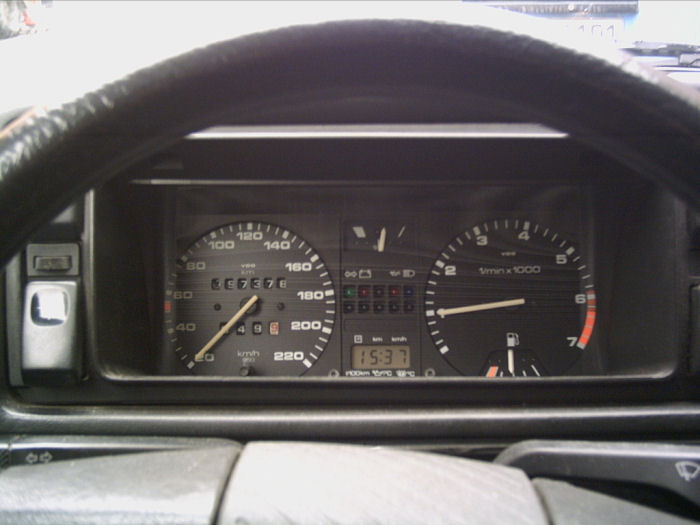
Kombiinstrument des Golf II GT mit MFA (1988)

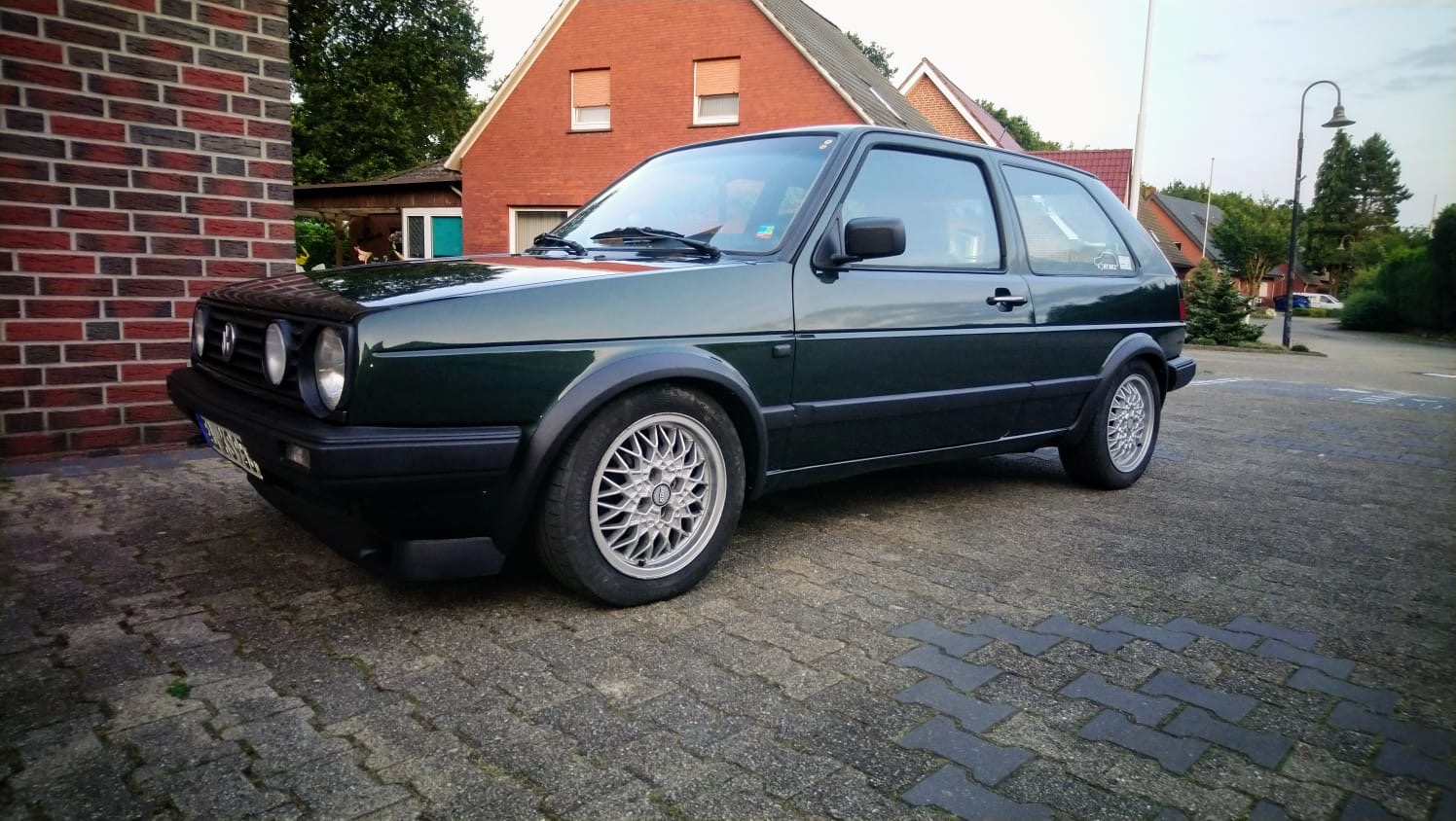
Golf II GT Special

Basierend auf dem GT bzw. GTD wurde mit dem Modelljahr 1988 der GT/GTD Special ins Verkaufsprogramm aufgenommen. Die Bezeichnung „Sondermodell“ ist vielleicht nicht ganz korrekt, denn die Special-Ausstattung war regulär neben den normalen Standardausstattungen CL, GL, GT, GTD und GTI bis zum Produktionsende des Golf II mit dem 1,8-l-Motor mit 66 kW (90 PS) und den Turbodiesel-Motoren mit 51 kW (69 PS) (bis Modelljahr 1989) oder 59 kW (80 PS) (ab Modelljahr 1990) verfügbar. In den Modelljahren 1988 und 1989 gab es das Sondermodell Special zusätzlich auch als GTI und GTI 16V mit gleicher Ausstattung.
Die Ausstattung (abweichend vom GT/GTD):
- Sonderlackierungen Schwarzblau und Oakgrün metallic sowie Standardlackierungen Brillantschwarz metallic, Schwarz, Atlasgrau metallic und Royalblau metallic
- Schriftzug „Special“ auf den C-Säulen
- Colorverglasung grün
- Rückleuchten partiell abgedunkelt
- Innenausstattung in anthrazit mit „Color-GT-Streifen“, Sitzrückseiten und Seitenwangen mit schwarzem Kunstleder bezogen, Fußboden und Heckablage mit schwarzem Tufting-Velours verkleidet
- Sportsitze vorn, Rücksitzbank mit Einzelsitzcharakter
- Tieferlegung um 10 mm (nicht beim GTD Special)
- dunkelgrauer Innenhimmel und schwarze C-Säulen-Verkleidungen, selten auch mit getönter Innenraumleuchte
- wahlweise Recaro-Sportsitze in grau mit roten Streifen, dann Anpassung der Seitenverkleidungen an die Sitzstoffe, Entfall der Color-GT-Streifen
- Multifunktionsanzeige (nicht für GTD Special)
- Radio Gamma mit zwei Aktivlautsprechern in den vorderen Türen
- Aluminiumräder mit Kreuzspeichendesign BBS RA 6J×15 mit Reifen 185/55 R 15
- innenbelüftete Bremsscheiben vorn und Bremsscheiben hinten (GTD Special: volle Bremsscheiben vorn, Trommelbremsen hinten)

Preis 1991: 28.085 DM (GT Special mit 66 kW/90 PS), 29.050 DM (GTD Special mit 59 kW/80 PS).

### Golf Fire and Ice
Das Sondermodell Fire and Ice wurde nur im Modelljahr 1991 angeboten. Namensgebend war der unter der Regie von Willy Bogner junior entstandene Film Feuer, Eis & Dynamit mit Roger Moore und Simon Shepherd.
Als Antrieb standen die 1,8-l-Ottomotoren mit 66 kW (90 PS), 79 kW (107 PS), 95 kW (129 PS), 118 kW (160 PS) sowie der 1,6-l-Turbodiesel mit Ladeluftkühlung und 59 kW (80 PS) zur Wahl.
Der Golf Fire and Ice basierte motorisierungsabhängig auf den Modellen CL und GTI, die jedoch durch entsprechende optische Anpassungen äußerlich nicht unterscheidbar waren (sieht man hier von verschieden stark tiefer gelegten Karosserien, Ausführungen der Bremsanlagen und unterschiedlichen Auspuffendrohren ab)
- Sonderlackierung „Dark Violet perleffect“ (Farbcode: LC4V) für alle Modelle
- Äußeres des GTI (breite Schwellerverkleidungen, Radhausverbreiterungen, schmale Zierleisten auf den Türen, große teillackierte Stoßfänger, lackierte Griffleiste der Heckklappe)
- in Wagenfarbe lackierte Außenspiegelgehäuse
- große runde Logos als Aufkleber auf den C-Säulen
- runde Embleme „Fire and Ice“ auf den vorderen Kotflügeln anstelle der Seitenblinker
- Heckschriftzüge in pink
- Grafikemblem neben dem Heckschriftzug „Golf“
- spezielle Innenausstattung in violett/blau mit großen gestickten Emblemen auf den Rückenlehnen der Standard-Sportsitze, Teppich und Dachhimmel schwarz und anthrazit
- „Fire and Ice“-Emblem auf dem vorderen Aschenbecher
- Aluminiumräder 6×15 „Estoril“ mit Bereifung 185/55 R 15

### Golf Pasadena
Der Golf Pasadena war ein sportliches Sondermodell des Golf II (Ausstattungscode E3K), das im Modelljahr 1991 angeboten wurde. Besonderes Kennzeichen des Sondermodells waren ein Doppelscheinwerfergrill mit Zusatz-Fernscheinwerfern, Sportsitze im sogenannten „Colibri-Design“, weiße vordere Blinkleuchten und seitliche Blinker an den Kotflügeln. Schwarze Kotflügelverbreiterungen, Stoßfänger mit farbigen Zierstreifen, gelochte 14 Zoll Stahlräder für 185er-Breitreifen und schwarze Schweller sorgten für einen sportlichen Eindruck. Im Innenraum wurde das Vierspeichen-Sportlenkrad eingebaut, die Schalthebelstulpe war in Kunstleder gehalten und der Schalthebelknauf geschäumt. Hinzu kamen die grüne Wärmeschutzverglasung, höhenverstellbare Gurte für die Vordersitze, ein höhenverstellbarer Sitz auf der Fahrerseite, Fensterbrüstung in Kunstleder, Ladekantenabdeckung und Beleuchtung für den Gepäckraum, sowie Drehzahlmesser und Digitaluhr im Instrumenteneinsatz. Der „Pasadena“-Schriftzug war an den C-Säulen sowie rechts unten am Heck angebracht.

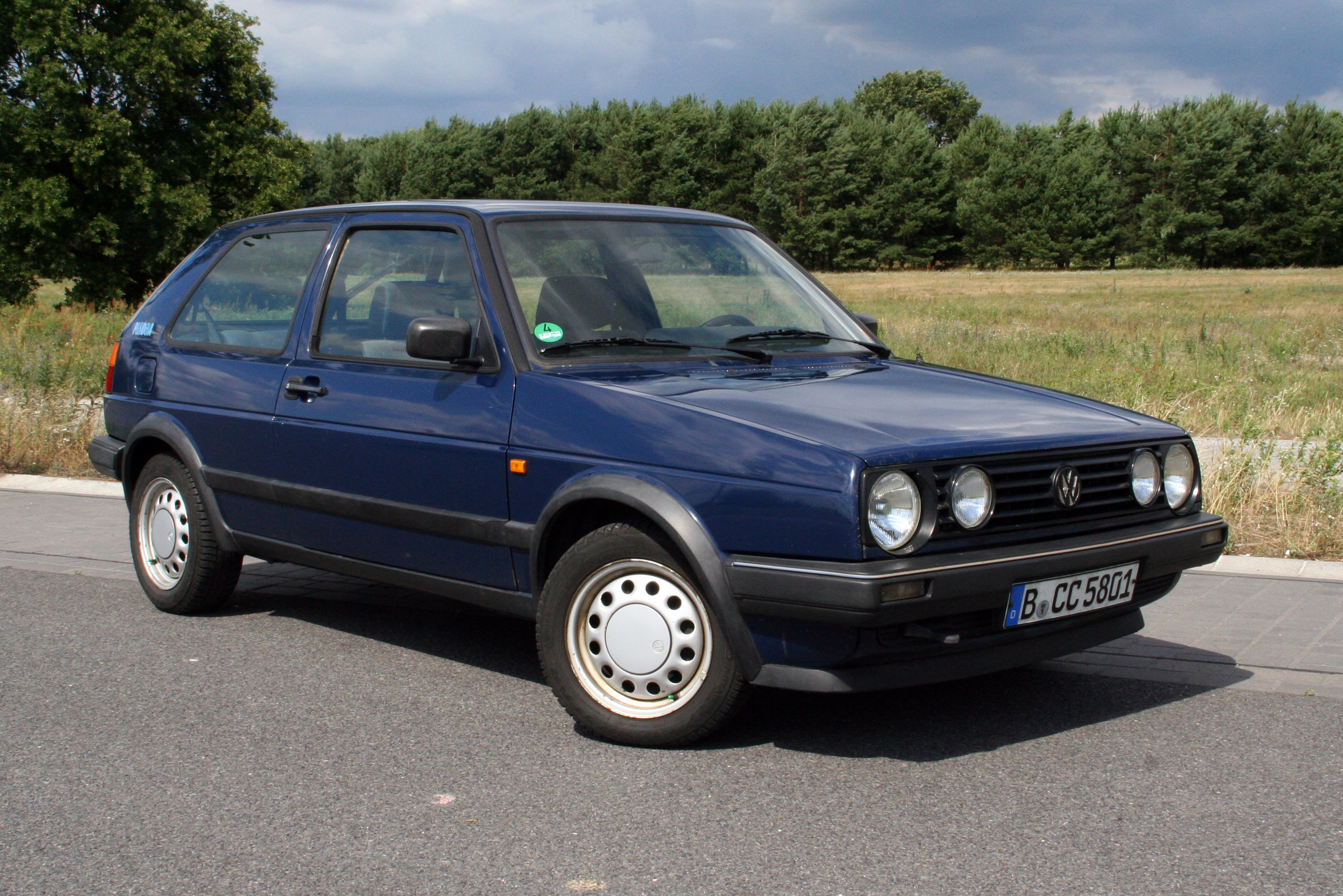
VW Golf Pasadena
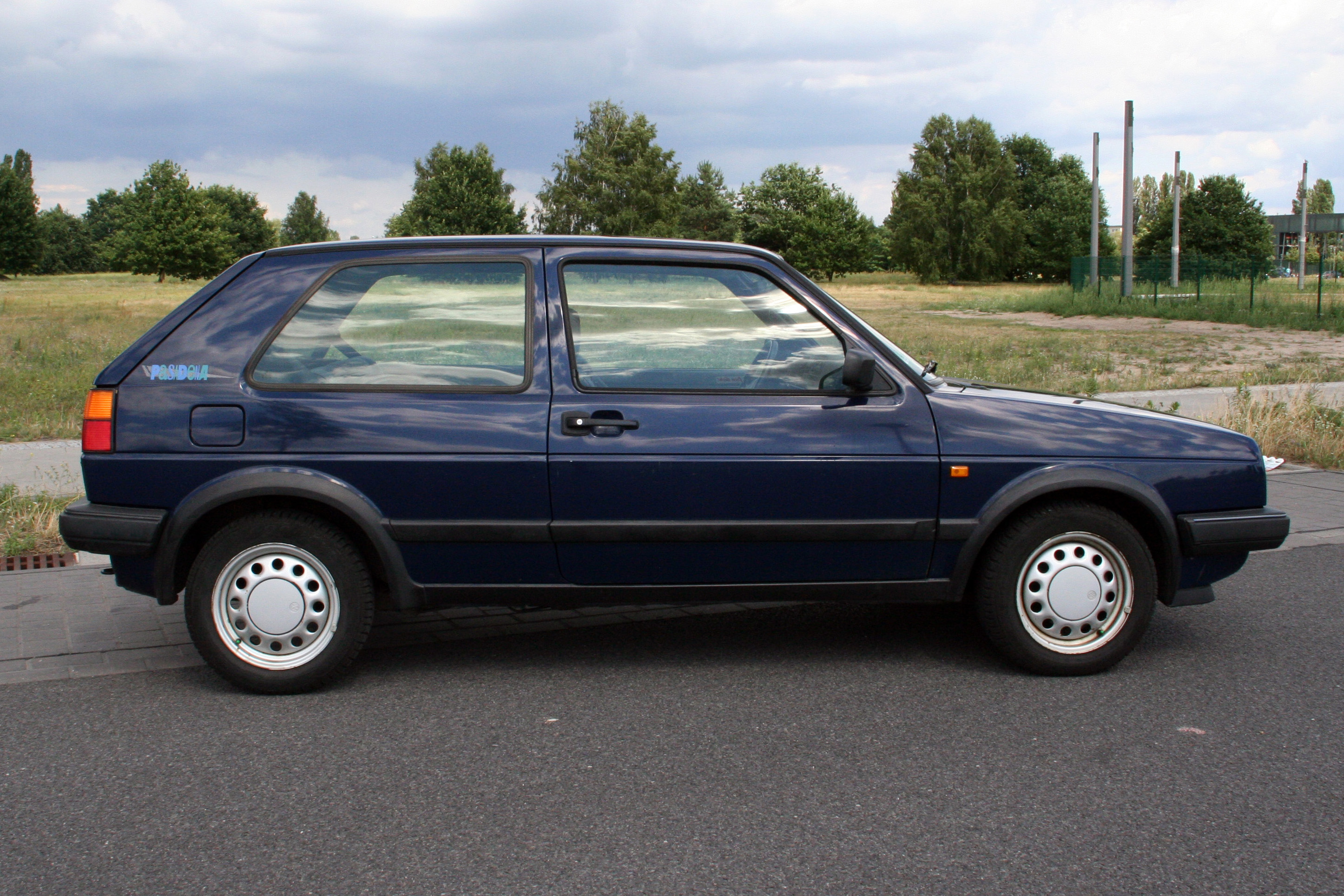
Seitenansicht
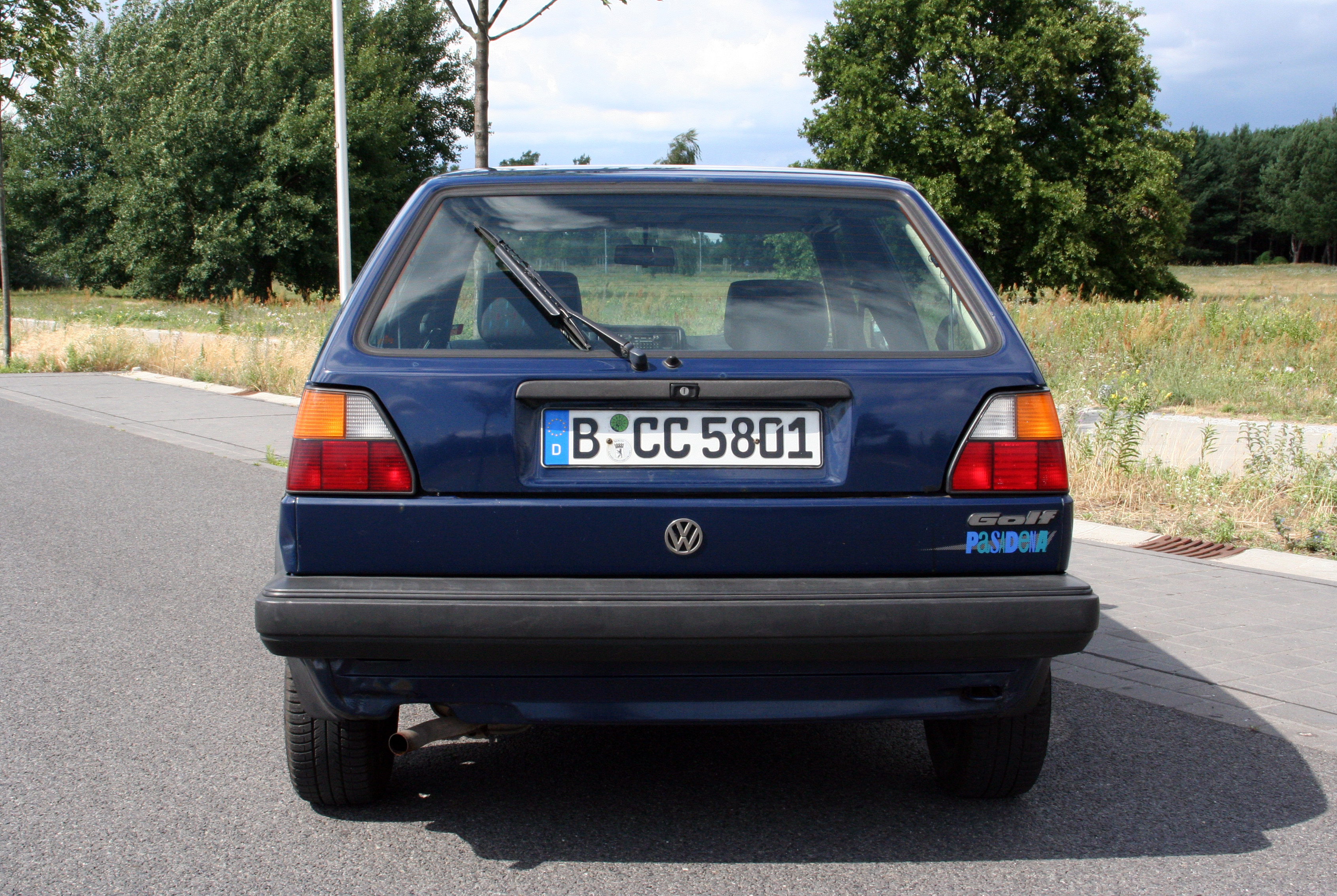
Heckansicht
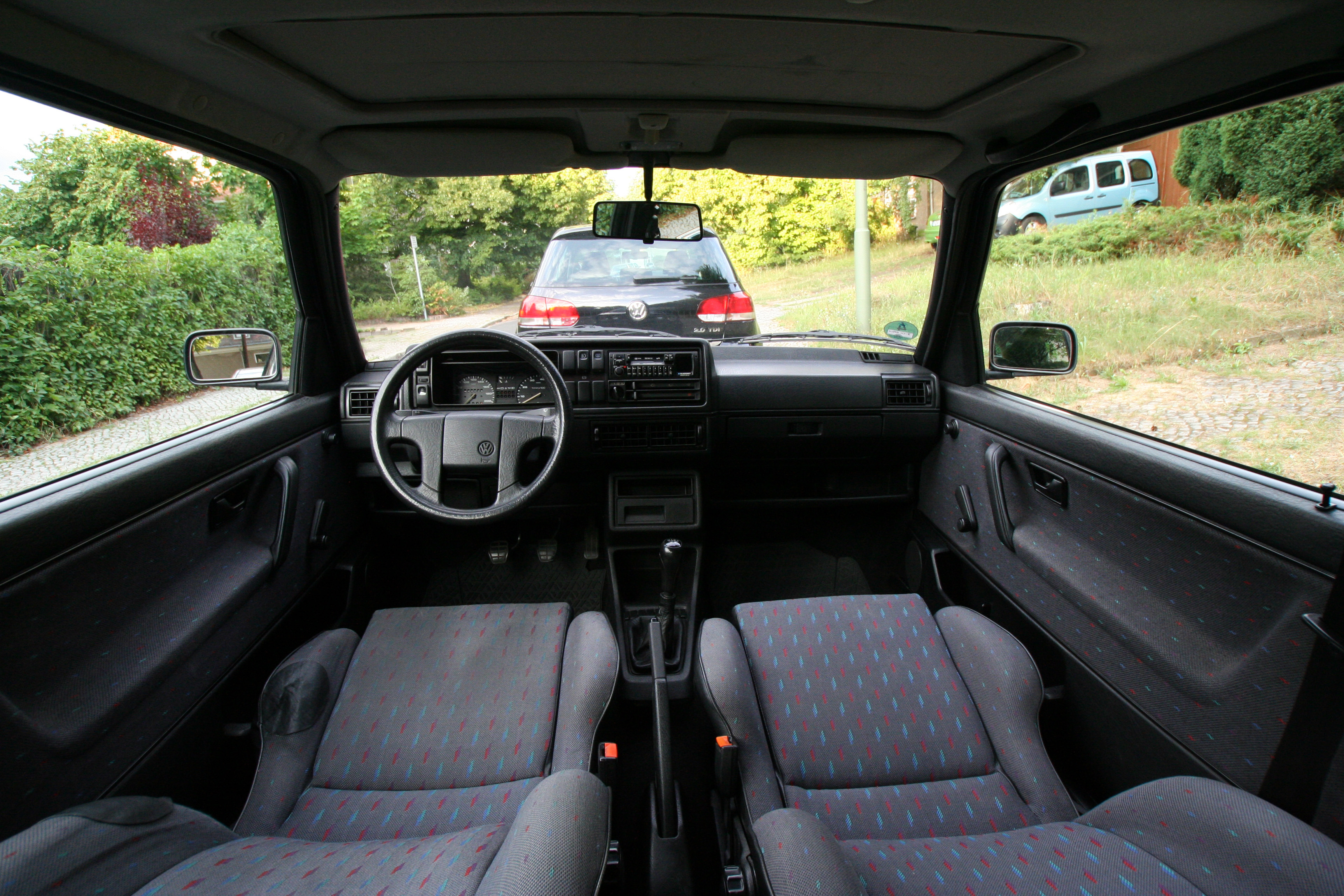
Innenausstattung

Angebotene Motorvarianten:
| Motorkennbuchstabe | Hubraum      | Leistung      | Getriebe     |
| Ottomotoren:       | Ottomotoren: | Ottomotoren:  | Ottomotoren: |
| ------------------ | ------------ | ------------- | ------------ |
| NZ                 | 1272 cm³     | 40 kW (55 PS) | 4-Gang       |
| NZ                 | 1272 cm³     | 40 kW (55 PS) | 5-Gang       |
| PN                 | 1595 cm³     | 51 kW (70 PS) | 5-Gang       |
| PN                 | 1595 cm³     | 51 kW (70 PS) | Automatik    |
| RP                 | 1781 cm³     | 66 kW (90 PS) | 5-Gang       |
| RP                 | 1781 cm³     | 66 kW (90 PS) | Automatik    |
| Dieselmotoren:     |              |               |              |
| JP                 | 1588 cm³     | 40 kW (54 PS) | 4-Gang       |
| JP                 | 1588 cm³     | 40 kW (54 PS) | 5-Gang       |
| 1V                 | 1588 cm³     | 40 kW (54 PS) | Automatik    |
| 1V                 | 1588 cm³     | 44 kW (60 PS) | 5-Gang       |
| MF                 | 1588 cm³     | 51 kW (70 PS) | 5-Gang       |
| RA                 | 1588 cm³     | 59 kW (80 PS) | 5-Gang       |

### Golf Function
Kurz vor Einführung des Golf III brachte Volkswagen dieses Sondermodell heraus. Produktionsorte waren Wolfsburg, Mosel/Zwickau und in Sarajevo bei TAS (Tvornica Automobila Sarajevo). Modelle aus Sarajevo erkennt man an der entsprechenden Fahrzeug-Identifikationsnummer (FIN), welche mit einem "T" gekennzeichnet sind.
Beispiel: WVWZZZ1GZNTXXXXXX. (T = Sarajewo / "Jugoslawien" bis 1994)
In Sarajevo endete die Produktion jedoch 1992 aufgrund des Bosnienkrieges. Der Golf II Function wurde von 1991 bis 1992 gebaut, am Ende parallel zum Golf III. Käufer erwarteten aus diesem neuen Werk im „Osten“ besonders gute Qualität. Äußerlich ist der Golf II Function gut zu erkennen an dem silber-bunten „Function“-Schriftzug an der C-Säule, den verbreiterten Radläufen und dem fehlenden C- oder CL-Schriftzug am Heck. Lieferbar war er in sechs Farben (Tornadorot, Maritimblau, Alpinweiß, Caprigrün, Royalblau und Perlgrau) und mit vier verschiedenen Ottomotoren (40 bis 66 kW/54 bis 90 PS) sowie vier Dieselmotoren (40 bis 59 kW/54 bis 80 PS). Kombiniert werden konnten diese mit Vier- oder Fünfgangschaltgetriebe oder einer Automatik. Zur weiteren Serienausstattung gehörten grüne Wärmeschutzverglasung, höhenverstellbarer Fahrersitz, von innen einstellbare Rückspiegel und Luftausströmer für den hinteren Fußraum. Hergestellt wurde dieses Modell mit zwei oder vier Türen. Der Preis lag für einen Zweitürer mit Serienausstattung zwischen 17.611 DM (Ottomotor mit 40 kW/54 PS, Vierganggetriebe) und 21.314 DM (Dieselmotor mit 59 kW/80 PS, Fünfganggetriebe).

### Post-Golf
Für Zustelldienste gab es ein Sondermodell mit einem eigenständig anlegenden 2-Punkt-Sicherheitsgurt aus den US Modellen (an der Tür statt an der B-Säule angeschlagen), einem Trennnetz und einen modifizierten Fahrgastraum ab B-Säule für verbesserte Raumnutzung.

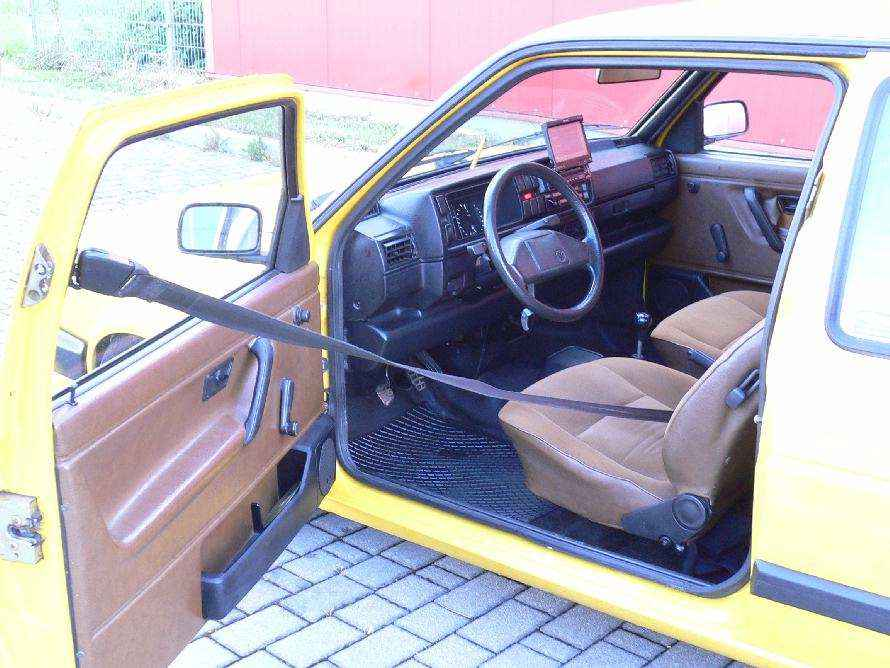
Gurtsystem am Post-Golf
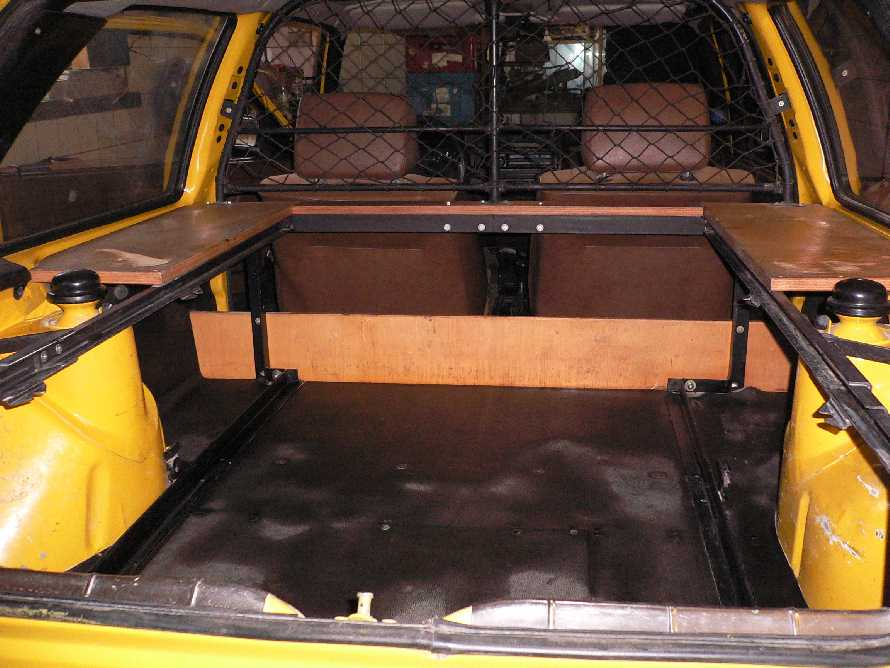
Typische Einbauten im Kofferraum der Deutschen Bundespost

## GTI-Sondermodelle

### Golf GTI Special
In den Modelljahren 1988 und 1989 waren der GTI und GTI 16V als Sondermodell GTI Special verfügbar; diese Kombination wurde allerdings nur sehr selten bestellt. Die Ausstattung ist wie beim GT Special.

### Golf Limited

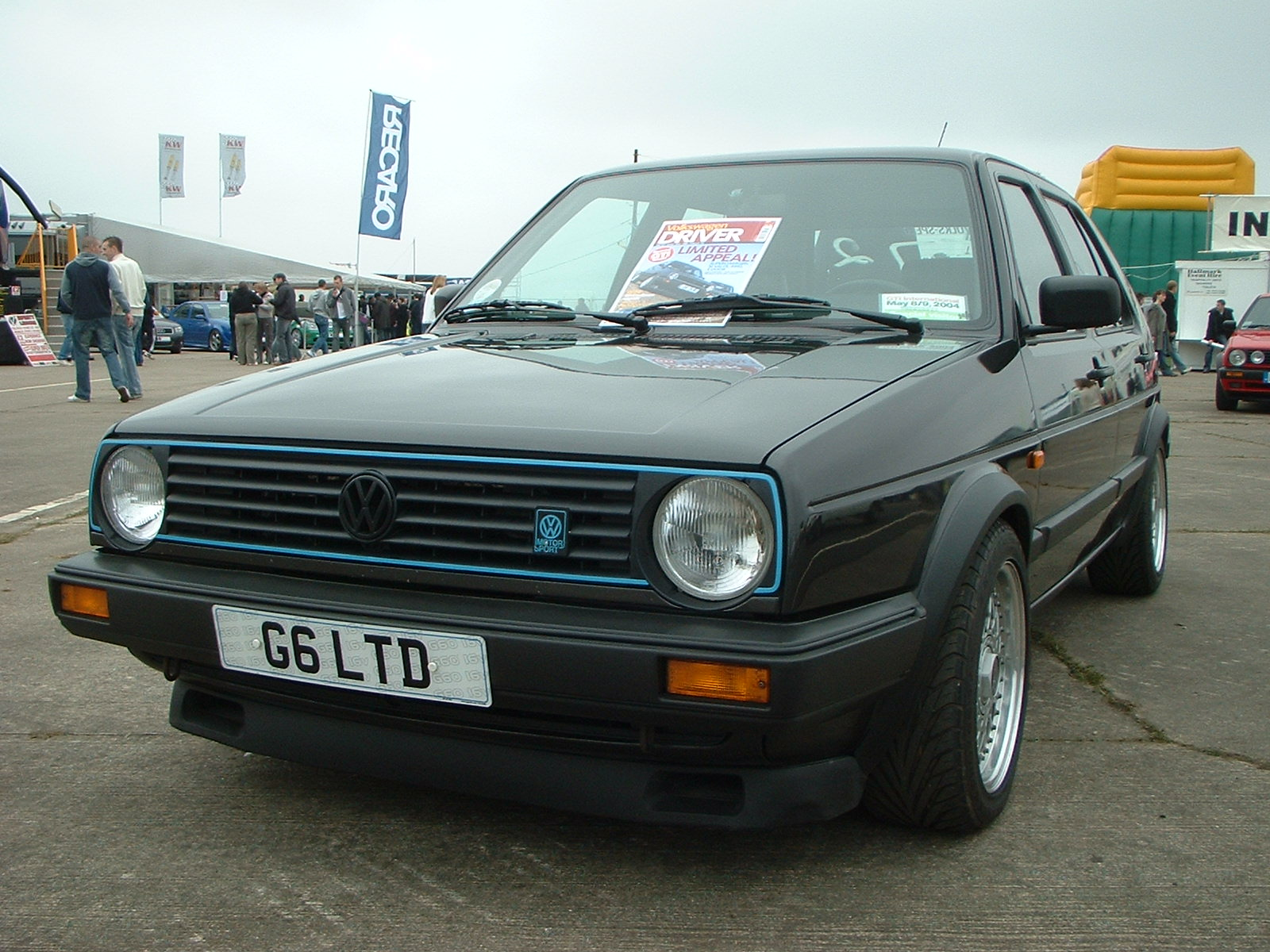
VW Golf Limited

Wenn auch offiziell nicht als GTI geführt, gehört diese spezielle Ausgabe des Golf aufgrund der Motorisierung in diese Rubrik. Der Golf Limited wurde 1989 von VW-Motorsport in 71 Exemplaren von Hand gebaut. 70 Exemplare bestimmt zur Auslieferung an Kunden, plus einem Vorserienexemplar mit der Seriennummer "000", eingeprägt auf der für den Limited typischen Schlossträgerplakette. Das Vorserienexemplar wurde seinerzeit von VW verschrottet. Die Nummer "000" ist in Heft 11/1989 der Auto Motor und Sport als Testfahrzeug genutzt worden. Sein Herzstück war der nur für dieses Modell gefertigte Motor: ein modifizierter 1,8-l-Motor mit 16 Ventilen und G60-Spirallader mit 155 kW (210 PS) bei 0,54 bar Ladedruck. Der Limited war mit dem Syncro-Allradantrieb ausgestattet. Die Torsionssteifigkeit der Karosserie wurde durch die geklebte Windschutzscheibe erhöht. Im Jahre 2018 wurde ein Exemplar – die Nummer 003 – für 110.000,- Euro angeboten.
Außen war der Limited unauffällig, lediglich der hellblaue Rahmen um den Kühlergrill mit Einzelscheinwerfern sowie die in schwarz mit hellblauer Schrift gehaltenen „VW-Motorsport“-Plaketten an Kühlergrill und Heckblech waren erkennbare Unterschiede. Die serienmäßigen zweiteiligen BBS-Aluminiumräder RM012 mit 15" waren ab 1990 auch beim GTI G60 serienmäßig sowie bei den Sondermodellen Edition One und Edition Blue. Außerdem gab es serienmäßig den Frontstoßfänger der US-Version. Den Limited gab es nur in der fünftürigen Karosserievariante, er war immer in schwarz metallic lackiert (Farbcode LP9V) mit folgender Ausstattung (aufbauend auf GTI-Basisausstattung):
- beheizbare Ledersitze vorn, manuell höhen-/neigungsverstellbar
- Ledervollausstattung (Sitze vorne/hinten, Türverkleidungen, Lenkrad, Schaltknauf, Handbremshebelmanschette)
- GTI-16V-Zündschlüssel mit VW-Motorsport-Schlüsselanhänger
- elektrisches Schiebedach
- Antiblockiersystem ABS
- Servolenkung
- elektrische Fensterheber (vorne und hinten)
- Zentralverriegelung
- Aluplakette mit laufender Nummer auf dem Schlossträger sowie gesonderte ABE-Plakette der VW-Motorsport AG Hannover
- elektrisch verstellbare Außenspiegel, beheizbar
- getönte Heckleuchten (schwarz oben, rot unten)
- Radio-/Audioanlage Gamma mit VW-Aktivlautsprechern
- US-Stoßfänger vorn
- beheizbare Düsen für Wisch-/Waschanlage

Weitere Sonderausstattungen gab es wegen der Vollausstattung nicht. Nebelscheinwerfer oder Automatik waren nicht lieferbar.

### Rallye Golf

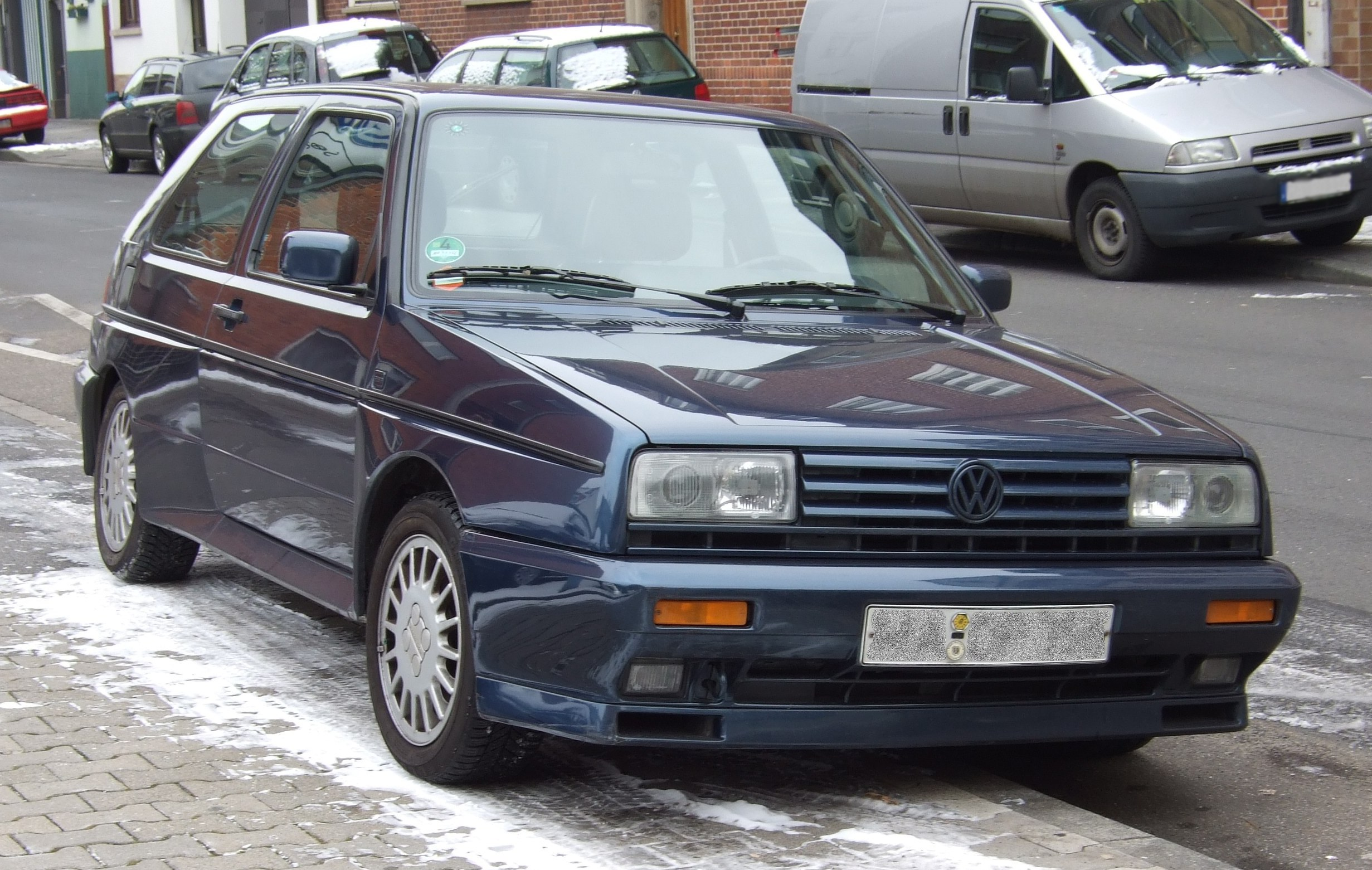
VW Rallye Golf

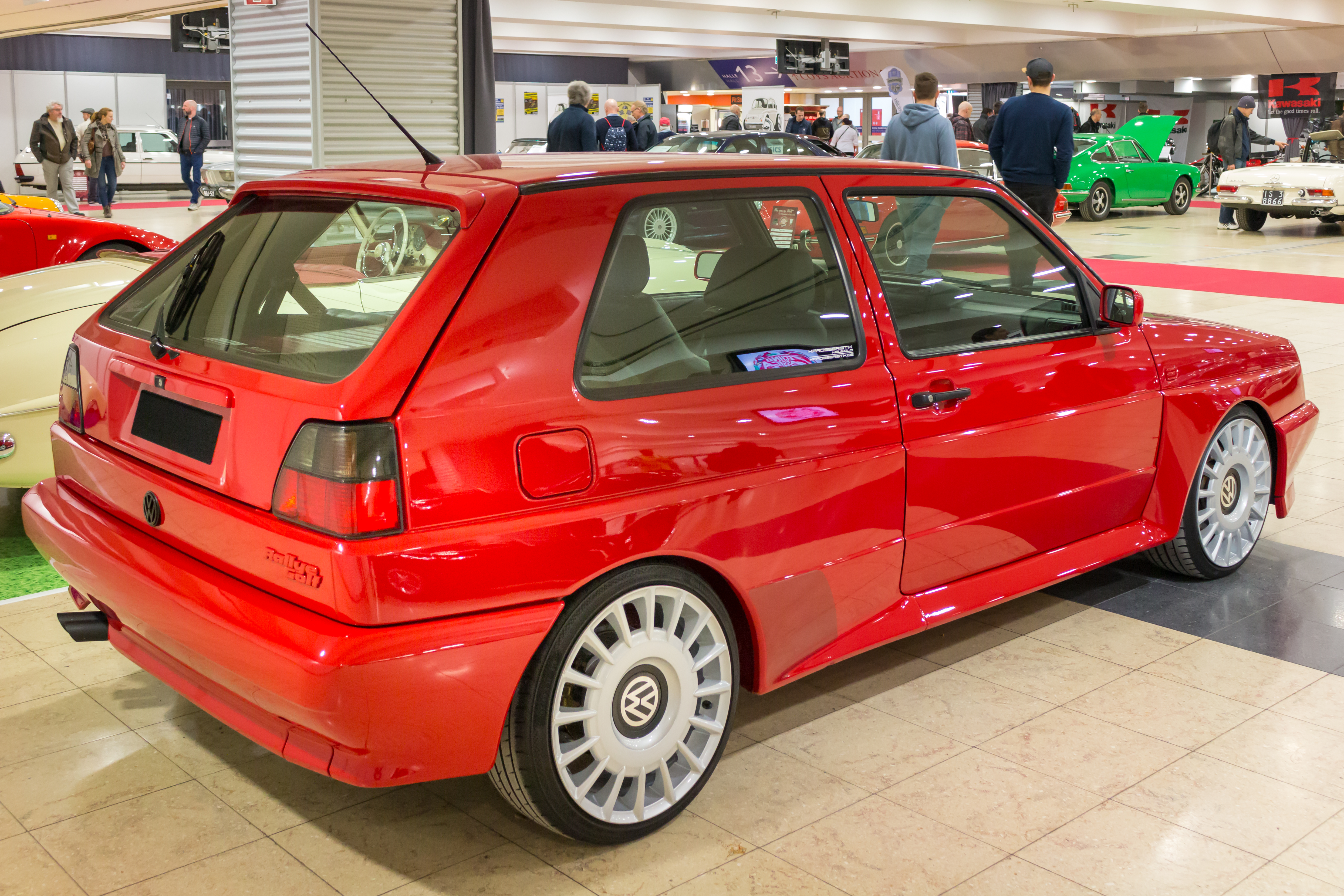
Heckansicht

Auch der Rallye Golf wurde nicht als GTI bezeichnet, mit seinem 1,8-l-Motor mit G-Spirallader und 118 kW (160 PS) gehört aber auch er in diese Abteilung. Dieses Sondermodell für den Straßenverkehr wurde als Homologationsmodell in den Jahren 1989 bis 1991 für den Rallyeeinsatz in einer Auflage von 5000 Stück im VW-Werk Brüssel gebaut. Durch eine geringe Reduzierung der Bohrung wurde der Hubraum des Serien-G60-Motors für den Rallye Golf auf 1760 cm³ abgesenkt. Nach dieser Anpassung des Hubraums und unter Berücksichtigung des Korrekturfaktors für aufgeladene Motoren (1,7) konnte der Rallye Golf in der Hubraumklasse bis 3000 cm³ nach dem Gruppe A Reglement homologiert werden. Um die leichte Leistungseinbuße durch den geringeren Hubraum zu kompensieren, wurde ein größerer Ladeluftkühler verwendet. Es gab nur 50 Exemplare ohne Schiebedach sowie mit einer Volllederausstattung, die nur in die Schweiz exportiert wurden.
Neben den 5000 Fahrzeugen für den regulären Verkauf und den Motorsport Fahrzeugen wurde auch eine niedrige einstellige Stückzahl von der Volkswagen Entwicklung und Volkswagen Motorsport auf den 16VG60 (3G) Motor, welcher auch im Golf Limited zum Einsatz kam, umgerüstet.
Neben der bulligen Karosserie mit deutlich verbreiterten Kotflügeln und Seitenteilen (aber Standard-Türen) sowie breiten Schwellerverstärkungen fiel der in Wagenfarbe lackierte Kühlergrill mit den eckigen DE-Doppelscheinwerfern auf.
Die weitere Ausstattung:
- nur als Dreitürer lieferbar
- Allradantrieb – Syncro
- Antiblockiersystem ABS
- Servolenkung und Sportlenkrad
- Aluminiumräder 6J×15 mit Reifen der Größe 205/50 R 15
- Außenspiegel elektrisch verstellbar
- Sportfahrwerk
- in Wagenfarbe lackierte spezielle Stoßfänger mit Frontspoiler und Kühlluftführung für die vorderen Bremsen
- ebenfalls in Wagenfarbe lackierter Heckspoiler
- Sportsitze (auf Wunsch: Recaro-Sportsitze, elektrisch verstellbar), Sitz- und Lehnenflächen mit Karostoff, Seitenwangen mit Leder bezogen
- Tür- und hintere Seitenverkleidungen mit Leder bezogen
- Schiebedach

Als Sonderausstattungen waren neben den Recaro-Sportsitzen eine Zentralverriegelung, elektrische Fensterheber, elektrische Spiegel und verschiedene Radios verfügbar.

### Golf GTI Edition One

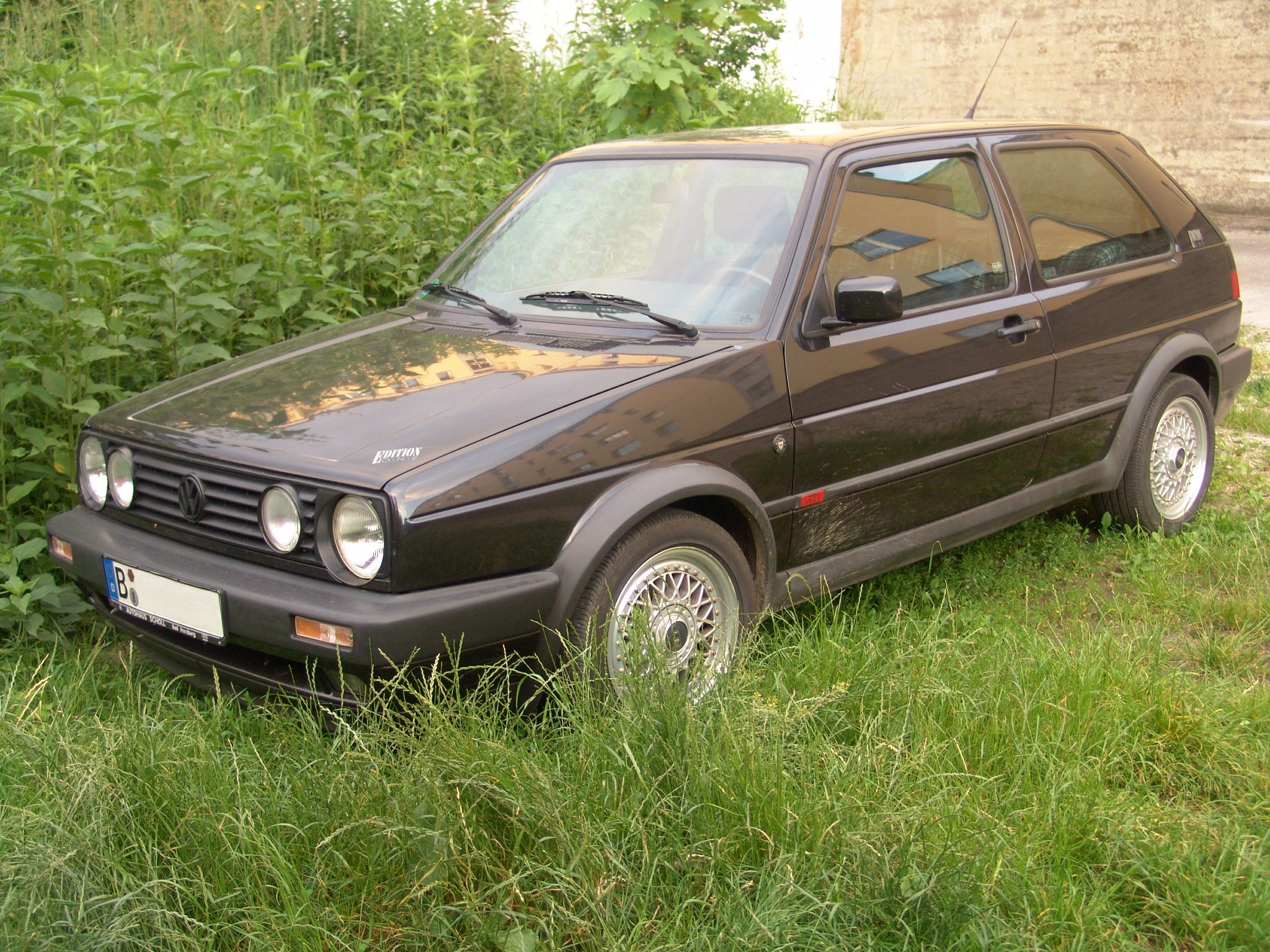
VW Golf GTI Edition One

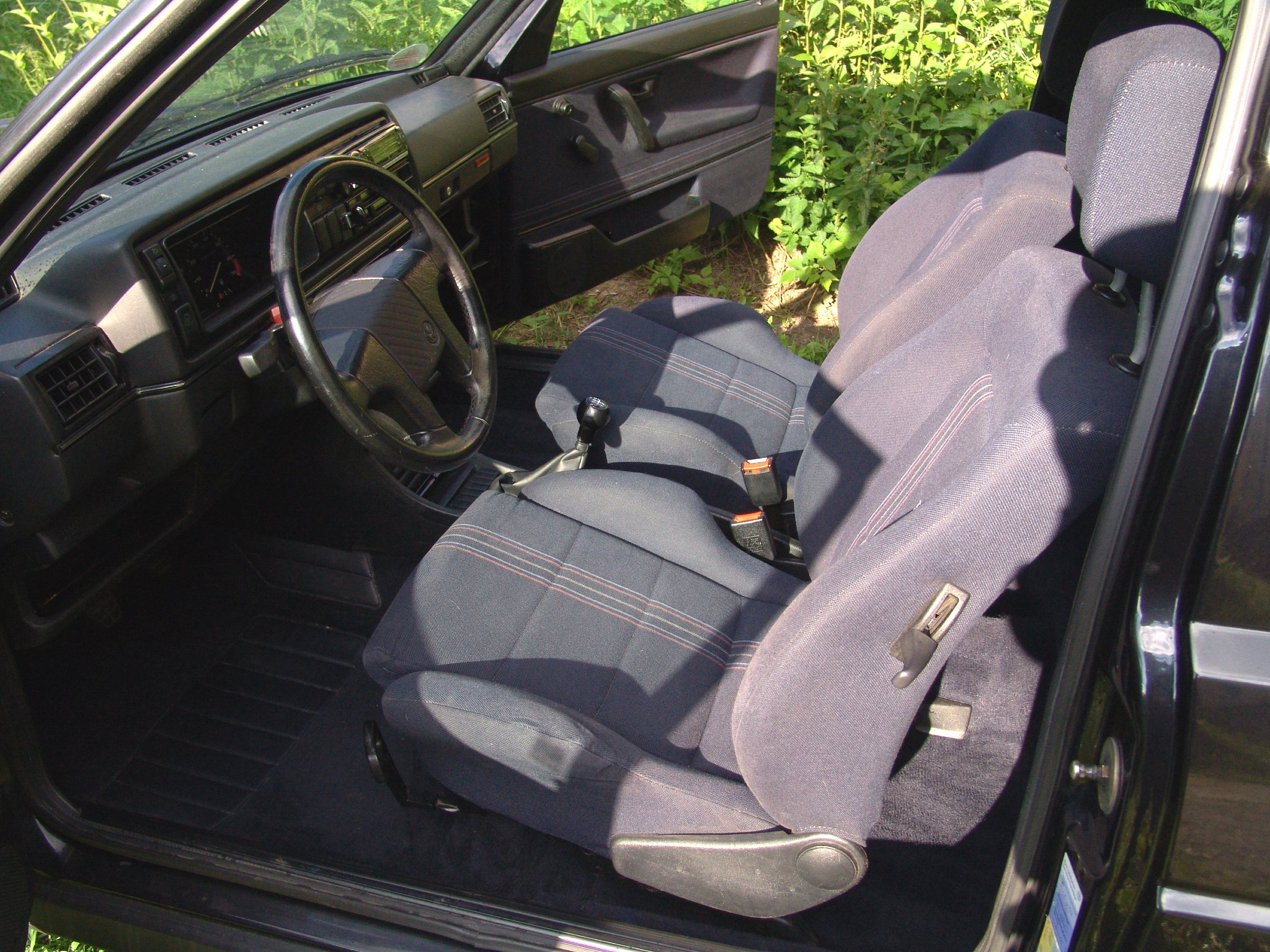
Innenraum

Mit dem Modelljahr 1989 wurde dieses Sondermodell in den regulären GTI-Verkaufsprospekt aufgenommen. Es war lieferbar als GTI mit 79 kW (107 PS), als GTI 16V mit 95 kW (129 PS) und als GTI G60 mit 118 kW (160 PS). Bis zum Produktionsende 1991 wurden etwa 12.000 Einheiten produziert.
Die Ausstattung umfasste zusätzlich zum serienmäßigen GTI/GTI 16V/GTI G60:
- Sonderlackierung Quarzit metallic und Dark-Burgundy-Perleffekt oder Standard-Lackierung Brillantschwarz metallic und Perlgrau-metallic
- Aufkleber Edition One vorn links auf der Motorhaube
- Entfall des roten Zierrahmens am Kühlergrill
- runde Embleme („Wolfsburg Edition“) an den Kotflügeln anstelle der Seitenblinker
- Außenspiegel in Wagenfarbe lackiert
- G60-Kotflügelverbreiterungen rundum (ab Januar 1990)
- 16V-Auspuffanlage (55 mm, nur bis Juni 1990) auch für 79 kW (107 PS)
- Aluminiumräder BBS RM012, zweiteilig, 6,5J×15 ET33 mit Reifen 195/50 R 15
- Rückleuchten partiell abgedunkelt
- weiße Blinkleuchten vorn
- Servolenkung mit Vierspeichenlenkrad (370 mm) mit Lederkranz
- Schaltknauf und Handbremshebelgriff mit Leder bezogen
- Innenausstattung in blau: Seitenverkleidungen und Standard-Sportsitze rundum mit Stoff mauritiusblau bezogen und mit Schriftzug Edition auf der Rückenlehne (beim 79-kW-(107-PS)-Motor manuelle Höhenverstellung Fahrerseite), elektrisch einstellbare Recaro-Sportsitze mit demselben Stoff mit Recaro-Schriftzug bei Ausführungen mit 95-kW- (16V-Logo in den Kopfstützen bis 08/89) und 118-kW-(160-PS)-Motor (nicht in Verbindung mit Lederpolsterung). Rücksitzbank mit Einzelsitzcharakter (auch mit Kopfstützen erhältlich). Fußboden und Heckablage mit mauritiusblauem Tufting-Velours verkleidet.
- Gepäckraumabdeckung und seitliche Konsolen mit Teppich mauritiusblau
- Tür- und Seitenverkleidungen in Stoff Avantage-Streifen mauritiusblau-blaurotsilber mit zwei schwarzen Zierleisten
- Die Dreitürer waren hinten seitlich und in der Heckklappe mit Siglachrome-Fensterscheiben ausgestattet, die, chrombedampft, deutlich stärker abgedunkelt waren als die normale grüne Wärmeschutzverglasung

Die normalen Sonderausstattungen wie zum Beispiel wahlweise drei- und fünftürig, Komplettleder, Schiebedach, elektrische Fensterheber, diverse Radios, Klimaanlage und ABS waren möglich.

### Golf GTI Edition Blue
Die Edition Blue war ein auf 2100 Fahrzeuge limitiertes Sondermodell im letzten Produktionsjahr 1991 anlässlich des Produktionsendes des Golf II. Es kam nur in Deutschland, Österreich und der Schweiz zum Verkauf und wurde ausschließlich in Wolfsburg produziert. 1749 Stück waren für den deutschen Markt bestimmt.
Ausstattungsmerkmale des Edition Blue:
- ausschließlich als Dreitürer lieferbar
- Lackierung LC5M (moonlightblue-perleffekt)
- Motor: 1,8 l mit 79 kW/107 PS (MKB: PF) für Deutschland; 1,8 l mit 118 kW/160 PS (MKB: PG) (G60) für Österreich und Schweiz
- 3 Edition-Blue-Embleme anstelle der GTI-Embleme an den Seitenleisten und am Heck
- G60-Kotflügelverbreiterungen rundum
- Aluminiumräder BBS RM012, zweiteilig, 6,5J×15 ET33 mit Reifen 195/50 R 15
- Stahlschiebedach mit manueller Betätigung
- Blinkleuchten seitlich
- Schlussleuchten partiell abgedunkelt
- Außenspiegel elektrisch und beheizbar in Wagenfarbe lackiert (rechts konvex, links asphärisch-Weitwinkel)
- Innenausstattung ausschließlich in Leder mauritiusblau mit Sitzheizung vorn
- Teppich in Tuftingvelours mauritiusblau
- 3-Speichen-Sportlenkrad 360 mm Leder schwarz
- Schalthebelknauf Leder schwarz
- Handbremsgriff Leder schwarz

Die G60-Modelle für Österreich und die Schweiz hatten serienmäßig eine Klimaanlage und ABS. In der Schweiz konnte der Edition Blue ausschließlich als G60 geordert werden, nur dort war er mit Zusatzausstattungen konfigurierbar. ABS war (wie bei allen G60 in der Schweiz) nicht serienmäßig, sondern nur gegen Aufpreis erhältlich. In Österreich und Deutschland konnten für dieses Sondermodell keine zusätzlichen Sonderausstattungen geordert werden.

## Technische Daten

### Golf II bis 66kW (90PS) und Diesel
| Motorvariante                    | 1,0                                    | 1,3 | 1,3 Kat | 1,6 | 1,6 | 1,6 Kat | 1,8 | 1,8 Kat | 1,6 D | 1,6 TD Kat | 1,6 TD | 1,6 TD (LLK) |
| -------------------------------- | -------------------------------------- | --- | --- | --- | --- | --- | --- | --- | --- | --- | --- | --- |
| Bauzeitraum                      | 1983–1985                              | 1983–1992 | 1985–1992 | 1986–1991 | 1983–1991 | 1985–1992 | 1983–1987 | 1984–1991 | 1983–1991 | 1989–1992 | 1983–1991 | 1989–1991 |
| Motor                            | 4-Zylinder-Ottomotor (Viertakt)        | 4-Zylinder-Ottomotor (Viertakt) | 4-Zylinder-Ottomotor (Viertakt) | 4-Zylinder-Ottomotor (Viertakt) | 4-Zylinder-Ottomotor (Viertakt) | 4-Zylinder-Ottomotor (Viertakt) | 4-Zylinder-Ottomotor (Viertakt) | 4-Zylinder-Ottomotor (Viertakt) | 4-Zylinder-Dieselmotor (Viertakt) | 4-Zylinder-Dieselmotor (Viertakt) mit Turboaufladung | 4-Zylinder-Dieselmotor (Viertakt) mit Turboaufladung | 4-Zylinder-Dieselmotor (Viertakt) mit Turboaufladung und Ladeluftkühlung |
| Motorkennbuchstabe               | GN                                     | HK (1983–1985), MH (1985–1992) (1) | NZ (1987–1992) | RF | EZ | PN | GU | GX (1984–1988) RP (1987–1992) | JP | 1V | JR (1983–1991) MF (nur 1988) | RA / SB (1989–1991) |
| Hubraum                          | 1043 cm³                               | 1272 cm³ | 1272 cm³ | 1595 cm³ | 1595 cm³ | 1595 cm³ | 1781 cm³ | 1781 cm³ | 1588 cm³ | 1588 cm³ | 1588 cm³ | 1588 cm³ |
| Bohrung × Hub                    |                                        | 75 × 72 mm | 75 × 72 mm | 81 × 77,4 mm | 81 × 77,4 mm | 81 × 77,4 mm | 81 × 86,4 mm | 81 × 86,4 mm | 76,5 × 86,4 mm | 76,5 × 86,4 mm | 76,5 × 86,4 mm | 76,5 × 86,4 mm |
| Max. Leistung bei 1/min          | 33 kW (45 PS) 5500                     | 40 kW (55 PS) 5400 | 40 kW (55 PS) 5200 | 53 kW (72 PS) 5200 | 55 kW (75 PS) 5000 | 51 kW (69 PS) 5200 | 66 kW (90 PS) 5200 | 66 kW (90 PS) 5250 | 40 kW (54 PS) 4800 | 44 kW (60 PS) 4500 | 51 kW (70 PS) 4500 | 59 kW (80 PS) 4500 |
| Max. Drehmoment bei 1/min        | 70 Nm 3200                             | 96 Nm 3800 | 97 Nm 3000 | 120 Nm 2700 | 125 Nm 2500 | 118 Nm 2700 | 145 Nm 3300 | 137–142 Nm 3000 | 100 Nm 2300–2900 | 110 Nm 2400–2600 | 133 Nm 2500–2900 | 155 Nm 2600–3000 |
| Gemischaufbereitung              | 1 Register-Fallstrom-Vergaser Pierburg | 1 Register-Fallstrom-Vergaser Pierburg | Elektr. Einspritzung (VW Digijet) | 1 Register-Fallstrom-Vergaser Pierburg | 1 Register-Fallstrom-Vergaser Pierburg | Elektronisch geregelter Vergaser Ecotronic Pierburg 2-E-E | 1 Register-Fallstrom-Vergaser Pierburg | Elektr. Einspritzung (Bosch KE-Jetronic/KA-Jetronic bzw. Mono-Jetronic) | Verteiler-Einspritzpumpe | Verteiler-Einspritzpumpe + Turbolader (Garrett oder KKK) | Verteiler-Einspritzpumpe + Turbolader (Garrett oder KKK) | Verteiler-Einspritzpumpe + Turbolader (Garrett oder KKK) |
| Ventilsteuerung                  |                                        | OHC, Zahnriemen, ab 08/85 Hydrostößel | OHC, Zahnriemen, ab 08/85 Hydrostößel | OHC, Zahnriemen, ab 08/85 Hydrostößel | OHC, Zahnriemen, ab 08/85 Hydrostößel | OHC, Zahnriemen, ab 08/85 Hydrostößel | OHC, Zahnriemen, ab 08/85 Hydrostößel | OHC, Zahnriemen, ab 08/85 Hydrostößel | OHC, Zahnriemen, ab 08/85 Hydrostößel | OHC, Zahnriemen, ab 08/85 Hydrostößel | OHC, Zahnriemen, ab 08/85 Hydrostößel | OHC, Zahnriemen, ab 08/85 Hydrostößel |
| Kühlung                          |                                        | Wasserkühlung | Wasserkühlung | Wasserkühlung | Wasserkühlung | Wasserkühlung | Wasserkühlung | Wasserkühlung | Wasserkühlung | Wasserkühlung | Wasserkühlung | Wasserkühlung |
| Getriebe                         |                                        | 4- oder 5-Gang-Getriebe (Serie bei 70/90 PS, D Kat und TD), a.W. (für 70/72/75/90 PS und Saugdiesel) Dreistufen-Automatik | 4- oder 5-Gang-Getriebe (Serie bei 70/90 PS, D Kat und TD), a.W. (für 70/72/75/90 PS und Saugdiesel) Dreistufen-Automatik | 4- oder 5-Gang-Getriebe (Serie bei 70/90 PS, D Kat und TD), a.W. (für 70/72/75/90 PS und Saugdiesel) Dreistufen-Automatik | 4- oder 5-Gang-Getriebe (Serie bei 70/90 PS, D Kat und TD), a.W. (für 70/72/75/90 PS und Saugdiesel) Dreistufen-Automatik | 4- oder 5-Gang-Getriebe (Serie bei 70/90 PS, D Kat und TD), a.W. (für 70/72/75/90 PS und Saugdiesel) Dreistufen-Automatik | 4- oder 5-Gang-Getriebe (Serie bei 70/90 PS, D Kat und TD), a.W. (für 70/72/75/90 PS und Saugdiesel) Dreistufen-Automatik | 4- oder 5-Gang-Getriebe (Serie bei 70/90 PS, D Kat und TD), a.W. (für 70/72/75/90 PS und Saugdiesel) Dreistufen-Automatik | 4- oder 5-Gang-Getriebe (Serie bei 70/90 PS, D Kat und TD), a.W. (für 70/72/75/90 PS und Saugdiesel) Dreistufen-Automatik | 4- oder 5-Gang-Getriebe (Serie bei 70/90 PS, D Kat und TD), a.W. (für 70/72/75/90 PS und Saugdiesel) Dreistufen-Automatik | 4- oder 5-Gang-Getriebe (Serie bei 70/90 PS, D Kat und TD), a.W. (für 70/72/75/90 PS und Saugdiesel) Dreistufen-Automatik | 4- oder 5-Gang-Getriebe (Serie bei 70/90 PS, D Kat und TD), a.W. (für 70/72/75/90 PS und Saugdiesel) Dreistufen-Automatik |
| Antrieb                          |                                        | Frontantrieb | Frontantrieb | Frontantrieb | Frontantrieb | Frontantrieb | Frontantrieb | Frontantrieb | Frontantrieb | Frontantrieb | Frontantrieb | Frontantrieb |
| Radaufhängung vorn               |                                        | Einzelradaufhängung mit MacPherson-Federbeinen, unteren Dreiecksquerlenkern und Stabilisator (nur GT und GTD) | Einzelradaufhängung mit MacPherson-Federbeinen, unteren Dreiecksquerlenkern und Stabilisator (nur GT und GTD) | Einzelradaufhängung mit MacPherson-Federbeinen, unteren Dreiecksquerlenkern und Stabilisator (nur GT und GTD) | Einzelradaufhängung mit MacPherson-Federbeinen, unteren Dreiecksquerlenkern und Stabilisator (nur GT und GTD) | Einzelradaufhängung mit MacPherson-Federbeinen, unteren Dreiecksquerlenkern und Stabilisator (nur GT und GTD) | Einzelradaufhängung mit MacPherson-Federbeinen, unteren Dreiecksquerlenkern und Stabilisator (nur GT und GTD) | Einzelradaufhängung mit MacPherson-Federbeinen, unteren Dreiecksquerlenkern und Stabilisator (nur GT und GTD) | Einzelradaufhängung mit MacPherson-Federbeinen, unteren Dreiecksquerlenkern und Stabilisator (nur GT und GTD) | Einzelradaufhängung mit MacPherson-Federbeinen, unteren Dreiecksquerlenkern und Stabilisator (nur GT und GTD) | Einzelradaufhängung mit MacPherson-Federbeinen, unteren Dreiecksquerlenkern und Stabilisator (nur GT und GTD) | Einzelradaufhängung mit MacPherson-Federbeinen, unteren Dreiecksquerlenkern und Stabilisator (nur GT und GTD) |
| Radaufhängung hinten             |                                        | Verbundlenkerachse mit spurkorrigierenden Gummilagern und Federbeinen | Verbundlenkerachse mit spurkorrigierenden Gummilagern und Federbeinen | Verbundlenkerachse mit spurkorrigierenden Gummilagern und Federbeinen | Verbundlenkerachse mit spurkorrigierenden Gummilagern und Federbeinen | Verbundlenkerachse mit spurkorrigierenden Gummilagern und Federbeinen | Verbundlenkerachse mit spurkorrigierenden Gummilagern und Federbeinen | Verbundlenkerachse mit spurkorrigierenden Gummilagern und Federbeinen | Verbundlenkerachse mit spurkorrigierenden Gummilagern und Federbeinen | Verbundlenkerachse mit spurkorrigierenden Gummilagern und Federbeinen | Verbundlenkerachse mit spurkorrigierenden Gummilagern und Federbeinen | Verbundlenkerachse mit spurkorrigierenden Gummilagern und Federbeinen |
| Bremsen                          |                                        | Scheibenbremsen (Ø 239 mm) vorn, Trommelbremsen hinten (GT: Scheibenbremsen hinten und vorn innenbelüftet) Bremskraftverstärker, (Automatik, 66 kW, 51/59-kW-Diesel mit Bremskraftregler), ab 02/87 a.W. ABS mit Scheibenbremsen hinten | Scheibenbremsen (Ø 239 mm) vorn, Trommelbremsen hinten (GT: Scheibenbremsen hinten und vorn innenbelüftet) Bremskraftverstärker, (Automatik, 66 kW, 51/59-kW-Diesel mit Bremskraftregler), ab 02/87 a.W. ABS mit Scheibenbremsen hinten | Scheibenbremsen (Ø 239 mm) vorn, Trommelbremsen hinten (GT: Scheibenbremsen hinten und vorn innenbelüftet) Bremskraftverstärker, (Automatik, 66 kW, 51/59-kW-Diesel mit Bremskraftregler), ab 02/87 a.W. ABS mit Scheibenbremsen hinten | Scheibenbremsen (Ø 239 mm) vorn, Trommelbremsen hinten (GT: Scheibenbremsen hinten und vorn innenbelüftet) Bremskraftverstärker, (Automatik, 66 kW, 51/59-kW-Diesel mit Bremskraftregler), ab 02/87 a.W. ABS mit Scheibenbremsen hinten | Scheibenbremsen (Ø 239 mm) vorn, Trommelbremsen hinten (GT: Scheibenbremsen hinten und vorn innenbelüftet) Bremskraftverstärker, (Automatik, 66 kW, 51/59-kW-Diesel mit Bremskraftregler), ab 02/87 a.W. ABS mit Scheibenbremsen hinten | Scheibenbremsen (Ø 239 mm) vorn, Trommelbremsen hinten (GT: Scheibenbremsen hinten und vorn innenbelüftet) Bremskraftverstärker, (Automatik, 66 kW, 51/59-kW-Diesel mit Bremskraftregler), ab 02/87 a.W. ABS mit Scheibenbremsen hinten | Scheibenbremsen (Ø 239 mm) vorn, Trommelbremsen hinten (GT: Scheibenbremsen hinten und vorn innenbelüftet) Bremskraftverstärker, (Automatik, 66 kW, 51/59-kW-Diesel mit Bremskraftregler), ab 02/87 a.W. ABS mit Scheibenbremsen hinten | Scheibenbremsen (Ø 239 mm) vorn, Trommelbremsen hinten (GT: Scheibenbremsen hinten und vorn innenbelüftet) Bremskraftverstärker, (Automatik, 66 kW, 51/59-kW-Diesel mit Bremskraftregler), ab 02/87 a.W. ABS mit Scheibenbremsen hinten | Scheibenbremsen (Ø 239 mm) vorn, Trommelbremsen hinten (GT: Scheibenbremsen hinten und vorn innenbelüftet) Bremskraftverstärker, (Automatik, 66 kW, 51/59-kW-Diesel mit Bremskraftregler), ab 02/87 a.W. ABS mit Scheibenbremsen hinten | Scheibenbremsen (Ø 239 mm) vorn, Trommelbremsen hinten (GT: Scheibenbremsen hinten und vorn innenbelüftet) Bremskraftverstärker, (Automatik, 66 kW, 51/59-kW-Diesel mit Bremskraftregler), ab 02/87 a.W. ABS mit Scheibenbremsen hinten | Scheibenbremsen (Ø 239 mm) vorn, Trommelbremsen hinten (GT: Scheibenbremsen hinten und vorn innenbelüftet) Bremskraftverstärker, (Automatik, 66 kW, 51/59-kW-Diesel mit Bremskraftregler), ab 02/87 a.W. ABS mit Scheibenbremsen hinten |
| Lenkung                          |                                        | mechanische Zahnstangenlenkung, auf Wunsch mit Servounterstützung | mechanische Zahnstangenlenkung, auf Wunsch mit Servounterstützung | mechanische Zahnstangenlenkung, auf Wunsch mit Servounterstützung | mechanische Zahnstangenlenkung, auf Wunsch mit Servounterstützung | mechanische Zahnstangenlenkung, auf Wunsch mit Servounterstützung | mechanische Zahnstangenlenkung, auf Wunsch mit Servounterstützung | mechanische Zahnstangenlenkung, auf Wunsch mit Servounterstützung | mechanische Zahnstangenlenkung, auf Wunsch mit Servounterstützung | mechanische Zahnstangenlenkung, auf Wunsch mit Servounterstützung | mechanische Zahnstangenlenkung, auf Wunsch mit Servounterstützung | mechanische Zahnstangenlenkung, auf Wunsch mit Servounterstützung |
| Karosserie                       |                                        | Stahlblech, selbsttragend, Tankinhalt 55 Liter | Stahlblech, selbsttragend, Tankinhalt 55 Liter | Stahlblech, selbsttragend, Tankinhalt 55 Liter | Stahlblech, selbsttragend, Tankinhalt 55 Liter | Stahlblech, selbsttragend, Tankinhalt 55 Liter | Stahlblech, selbsttragend, Tankinhalt 55 Liter | Stahlblech, selbsttragend, Tankinhalt 55 Liter | Stahlblech, selbsttragend, Tankinhalt 55 Liter | Stahlblech, selbsttragend, Tankinhalt 55 Liter | Stahlblech, selbsttragend, Tankinhalt 55 Liter | Stahlblech, selbsttragend, Tankinhalt 55 Liter |
| Spurweite vorn/hinten            |                                        | 1413/1408 mm, mit Breitreifen 1427/1422 mm | 1413/1408 mm, mit Breitreifen 1427/1422 mm | 1413/1408 mm, mit Breitreifen 1427/1422 mm | 1413/1408 mm, mit Breitreifen 1427/1422 mm | 1413/1408 mm, mit Breitreifen 1427/1422 mm | 1413/1408 mm, mit Breitreifen 1427/1422 mm | 1413/1408 mm, mit Breitreifen 1427/1422 mm | 1413/1408 mm, mit Breitreifen 1427/1422 mm | 1413/1408 mm, mit Breitreifen 1427/1422 mm | 1413/1408 mm, mit Breitreifen 1427/1422 mm | 1413/1408 mm, mit Breitreifen 1427/1422 mm |
| Radstand                         |                                        | 2475 mm | 2475 mm | 2475 mm | 2475 mm | 2475 mm | 2475 mm | 2475 mm | 2475 mm | 2475 mm | 2475 mm | 2475 mm |
| Länge                            |                                        | 3985 mm, GL ab Modelljahr 1989 4040 mm | 3985 mm, GL ab Modelljahr 1989 4040 mm | 3985 mm, GL ab Modelljahr 1989 4040 mm | 3985 mm, GL ab Modelljahr 1989 4040 mm | 3985 mm, GL ab Modelljahr 1989 4040 mm | 3985 mm, GL ab Modelljahr 1989 4040 mm | 3985 mm, GL ab Modelljahr 1989 4040 mm | 3985 mm, GL ab Modelljahr 1989 4040 mm | 3985 mm, GL ab Modelljahr 1989 4040 mm | 3985 mm, GL ab Modelljahr 1989 4040 mm | 3985 mm, GL ab Modelljahr 1989 4040 mm |
| Leergewicht                      |                                        | 845–1020 kg | 845–1020 kg | 845–1020 kg | 845–1020 kg | 845–1020 kg | 845–1020 kg | 845–1020 kg | 845–1020 kg | 845–1020 kg | 845–1020 kg | 845–1020 kg |
| Höchstgeschwindigkeit            |                                        | 155 km/h | 152 km/h | 162–167 km/h | 167 km/h | 162–167 km/h | 173–178 km/h | 170–176 km/h | 150 km/h | 153 km/h | 160 km/h | 169 km/h |
| Beschleunigung von 0–100 km/h    |                                        | 16 s | 17 s | 13–15 s | 13,2 s | 13–15 s | 11,5–13,5 s | 12–14 s | 19,5–23 s | 18 s | 15 s | 14,5 s |
| Verbrauch in Liter/100 Kilometer |                                        | 7,0–7,5 N | 5,5–7,0 N | 9,5–10,0 N | 10,0–10,5 N | 9,5–10,0 N | 9,5–10,0 S | 9,5–10,0 N | 6,5–7,0 D | 7,0 D | 7,0 D | 7,5 D |

### Golf II syncro, GTI und G60
| Modellbezeichnung                | GTI | GTI Kat | GTI Kat | GTI Kat | GTI 16V | GTI 16V Kat | syncro | syncro | Country | GTI G60 | G60 Limited | Rallye Golf |                                                         |
| -------------------------------- | --- | --- | --- | --- | --- | --- | --- | --- | --- | --- | --- | --- | ------------------------------------------------------- |
| Bauzeitraum                      | 1984–1987 (UK: 1984–1992)                                                                                          | 1985–1988 | 1986–1987 | 1987–1991 | 1986–1987 (UK: 1986–1992)                                                                                          | 1987–1991 | 1986–1987 | 1987–1991 | 1990–1991 | 1990–1991 | 1989 71 Stück | 1989–1991 5000 Stück                                                                                               |                                                         |
| Motor                            | 4-Zylinder-Reihenmotor (Viertakt)                                                                                  | 4-Zylinder-Reihenmotor (Viertakt)                                                                                  | 4-Zylinder-Reihenmotor (Viertakt)                                                                                  | 4-Zylinder-Reihenmotor (Viertakt)                                                                                  | 4-Zylinder-Reihenmotor (Viertakt)                                                                                  | 4-Zylinder-Reihenmotor (Viertakt)                                                                                  | 4-Zylinder-Reihenmotor (Viertakt)                                                                                  | 4-Zylinder-Reihenmotor (Viertakt)                                                                                  | 4-Zylinder-Reihenmotor (Viertakt)                                                                                  | 4-Zylinder-Reihenmotor (Viertakt) mit mechanisch angetriebenem G-Spiralverdichter                                  | 4-Zylinder-Reihenmotor (Viertakt) mit mechanisch angetriebenem G-Spiralverdichter                                  | 4-Zylinder-Reihenmotor (Viertakt) mit mechanisch angetriebenem G-Spiralverdichter                                  |                                                         |
| Motorkennbuchstabe               | EV (1984–87), PB (1987–92)                                                                                         | RD | RG | PF | KR | PL | GU/GX | 1P (1988–1991) | 1P (1988–1991) | PG | 3G | 1H |                                                         |
| Hubraum                          | 1781 cm³ | 1781 cm³ | 1781 cm³ | 1781 cm³ | 1781 cm³ | 1781 cm³ | 1781 cm³ | 1781 cm³ | 1781 cm³ | 1781 cm³ | 1781 cm³ | 1763 cm³ |                                                         |
| Bohrung × Hub                    | 81 × 86,4 mm | 81 × 86,4 mm | 81 × 86,4 mm | 81 × 86,4 mm | 81 × 86,4 mm | 81 × 86,4 mm | 81 × 86,4 mm | 81 × 86,4 mm | 81 × 86,4 mm | 81 × 86,4 mm | 81 × 86,4 mm | 80,6 × 86,4 mm |                                                         |
| Leistung bei 1/min               | 82 kW (112 PS) 5500 82 kW (112 PS) 5400                                                                            | 79 kW (107 PS) 5250                                                                                                | 79 kW (107 PS) 5500                                                                                                | 79 kW (107 PS) 5400                                                                                                | 102 kW (139 PS) 6100                                                                                               | 95 kW (129 PS) 5800                                                                                                | 66 kW (90 PS) 5200                                                                                                 | 72 kW (98 PS) 5400                                                                                                 | 72 kW (98 PS) 5400                                                                                                 | 118 kW (160 PS) 5800                                                                                               | 155 kW (210 PS) 6500                                                                                               | 118 kW (160 PS) 5800                                                                                               |                                                         |
| Max. Drehmoment bei 1/min        | 155 Nm 3100 159 Nm 4000                                                                                            | 154 Nm 3250 | 154 Nm 3500 | 157 Nm 3800 | 169 Nm 4600 | 168 Nm 4250 | 145 Nm 3300 | 143 Nm 3000 | 143 Nm 3000 | 225 Nm 3800 | 252 Nm 5000 | 225 Nm 3800 |                                                         |
| Gemischaufbereitung              | Mech. Einspritzung (Bosch K-Jetronic) bzw. elektr. Einspritzung (Digifant)                                         | Mech. (Bosch K-Jetronic)                                                                                           | elektr. Einspritzung (Bosch KE-Jetronic)                                                                           | elektr. Einspritzung (Digifant)                                                                                    | Mech. Einspritzung (Bosch K-Jetronic)                                                                              | Elektr. Einspritzung (Bosch KE-Jetronic)                                                                           | 1 Register-Fallstrom-Verg./Bosch KE-Jetronic                                                                       | Elektr. Einspritzung (Digifant)                                                                                    | Elektr. Einspritzung (Digifant)                                                                                    | Elektr. Einspritzung (Digifant) + Spirallader, Ladeluftkühler                                                      | Elektr. Einspritzung (Digifant) + Spirallader, Ladeluftkühler                                                      | Elektr. Einspritzung (Digifant) + Spirallader, Ladeluftkühler                                                      |                                                         |
| Ventilsteuerung                  | OHC mit 8 Ventilen, Zahnriemen, ab 8/85 Hydrostößel                                                                | OHC mit 8 Ventilen, Zahnriemen, ab 8/85 Hydrostößel                                                                | OHC mit 8 Ventilen, Zahnriemen, ab 8/85 Hydrostößel                                                                | OHC mit 8 Ventilen, Zahnriemen, ab 8/85 Hydrostößel                                                                | DOHC mit 16 Ventilen, Hydrostößel, Zahnriemen                                                                      | DOHC mit 16 Ventilen, Hydrostößel, Zahnriemen                                                                      | OHC mit 8 Ventilen, Hydrostößel, Zahnriemen                                                                        | OHC mit 8 Ventilen, Hydrostößel, Zahnriemen                                                                        | OHC mit 8 Ventilen, Hydrostößel, Zahnriemen                                                                        | OHC mit 8 Ventilen, Hydrostößel, Zahnriemen                                                                        | DOHC mit 16 Ventilen, Hydrostößel, Zahnriemen                                                                      | OHC mit 8 Ventilen, Hydrostößel, Zahnriemen                                                                        |                                                         |
| Kühlung                          | Wasserkühlung | Wasserkühlung | Wasserkühlung | Wasserkühlung | Wasserkühlung | Wasserkühlung | Wasserkühlung | Wasserkühlung | Wasserkühlung | Wasserkühlung | Wasserkühlung | Wasserkühlung |                                                         |
| Antrieb                          | Front | Front | Front | Front | Front | Front | Allrad | Allrad | Allrad | Front | Allrad | Allrad |                                                         |
| Getriebe                         | 5-Gang-Getriebe | 5-Gang-Getriebe | 5-Gang-Getriebe | 5-Gang-Getriebe | 5-Gang-Getriebe | 5-Gang-Getriebe | 5-Gang-Getriebe | 5-Gang-Getriebe | 5-Gang-Getriebe | 5-Gang-Getriebe | 5-Gang-Getriebe | 5-Gang-Getriebe |                                                         |
| Radaufhängung vorn               | Einzelradaufhängung mit MacPherson-Federbeinen, unteren Dreiecksquerlenkern und Stabilisator                       | Einzelradaufhängung mit MacPherson-Federbeinen, unteren Dreiecksquerlenkern und Stabilisator                       | Einzelradaufhängung mit MacPherson-Federbeinen, unteren Dreiecksquerlenkern und Stabilisator                       | Einzelradaufhängung mit MacPherson-Federbeinen, unteren Dreiecksquerlenkern und Stabilisator                       | Einzelradaufhängung mit MacPherson-Federbeinen, unteren Dreiecksquerlenkern und Stabilisator                       | Einzelradaufhängung mit MacPherson-Federbeinen, unteren Dreiecksquerlenkern und Stabilisator                       | Einzelradaufhängung mit MacPherson-Federbeinen, unteren Dreiecksquerlenkern und Stabilisator                       | Einzelradaufhängung mit MacPherson-Federbeinen, unteren Dreiecksquerlenkern und Stabilisator                       | Einzelradaufhängung mit MacPherson-Federbeinen, unteren Dreiecksquerlenkern und Stabilisator                       | Einzelradaufhängung mit MacPherson-Federbeinen, unteren Dreiecksquerlenkern und Stabilisator                       | Einzelradaufhängung mit MacPherson-Federbeinen, unteren Dreiecksquerlenkern und Stabilisator                       | Einzelradaufhängung mit MacPherson-Federbeinen, unteren Dreiecksquerlenkern und Stabilisator                       |                                                         |
| Radaufhängung hinten             | Verbundlenkerachse mit spurkorrigierenden Gummilagern, Federbeinen und Stabilisator (syncro: Schräglenkerachse)    | Verbundlenkerachse mit spurkorrigierenden Gummilagern, Federbeinen und Stabilisator (syncro: Schräglenkerachse)    | Verbundlenkerachse mit spurkorrigierenden Gummilagern, Federbeinen und Stabilisator (syncro: Schräglenkerachse)    | Verbundlenkerachse mit spurkorrigierenden Gummilagern, Federbeinen und Stabilisator (syncro: Schräglenkerachse)    | Verbundlenkerachse mit spurkorrigierenden Gummilagern, Federbeinen und Stabilisator (syncro: Schräglenkerachse)    | Verbundlenkerachse mit spurkorrigierenden Gummilagern, Federbeinen und Stabilisator (syncro: Schräglenkerachse)    | Verbundlenkerachse mit spurkorrigierenden Gummilagern, Federbeinen und Stabilisator (syncro: Schräglenkerachse)    | Verbundlenkerachse mit spurkorrigierenden Gummilagern, Federbeinen und Stabilisator (syncro: Schräglenkerachse)    | Verbundlenkerachse mit spurkorrigierenden Gummilagern, Federbeinen und Stabilisator (syncro: Schräglenkerachse)    | Verbundlenkerachse mit spurkorrigierenden Gummilagern, Federbeinen und Stabilisator (syncro: Schräglenkerachse)    | Verbundlenkerachse mit spurkorrigierenden Gummilagern, Federbeinen und Stabilisator (syncro: Schräglenkerachse)    | Verbundlenkerachse mit spurkorrigierenden Gummilagern, Federbeinen und Stabilisator (syncro: Schräglenkerachse)    |                                                         |
| Bremsen                          | Scheibenbremsen rundum (Ø vorn 239, hinten 226 mm), a.W. ab 02/87 ABS                                              | Scheibenbremsen rundum (Ø vorn 239, hinten 226 mm), a.W. ab 02/87 ABS                                              | Scheibenbremsen rundum (Ø vorn 239, hinten 226 mm), a.W. ab 02/87 ABS                                              | Scheibenbremsen rundum (Ø vorn 239, hinten 226 mm), a.W. ab 02/87 ABS                                              | Scheibenbremsen rundum (Ø vorn 239 mm, ab 1990 256 mm, hinten 226 mm), a.W. ab 02/87 ABS                           | Scheibenbremsen rundum (Ø vorn 239 mm, ab 1990 256 mm, hinten 226 mm), a.W. ab 02/87 ABS                           | Scheibenbremsen vorn (Ø vorne 239 mm), Trommelbremsen hinten, a.W. ab 08/87 ABS (außer Country)                    | Scheibenbremsen vorn (Ø vorne 239 mm), Trommelbremsen hinten, a.W. ab 08/87 ABS (außer Country)                    | Scheibenbremsen vorn (Ø vorne 239 mm), Trommelbremsen hinten, a.W. ab 08/87 ABS (außer Country)                    | Scheibenbremsen rundum (Ø vorn 280, hinten 226 mm), ABS                                                            | Scheibenbremsen rundum (Ø vorn 280, hinten 226 mm), ABS                                                            | Scheibenbremsen rundum (Ø vorn 280, hinten 226 mm), ABS                                                            | Scheibenbremsen rundum (Ø vorn 280, hinten 226 mm), ABS |
| Lenkung                          | Zahnstangenlenkung, auf Wunsch oder teilweise (alle G60 und div. Sondermodelle) serienmäßig mit Servounterstützung | Zahnstangenlenkung, auf Wunsch oder teilweise (alle G60 und div. Sondermodelle) serienmäßig mit Servounterstützung | Zahnstangenlenkung, auf Wunsch oder teilweise (alle G60 und div. Sondermodelle) serienmäßig mit Servounterstützung | Zahnstangenlenkung, auf Wunsch oder teilweise (alle G60 und div. Sondermodelle) serienmäßig mit Servounterstützung | Zahnstangenlenkung, auf Wunsch oder teilweise (alle G60 und div. Sondermodelle) serienmäßig mit Servounterstützung | Zahnstangenlenkung, auf Wunsch oder teilweise (alle G60 und div. Sondermodelle) serienmäßig mit Servounterstützung | Zahnstangenlenkung, auf Wunsch oder teilweise (alle G60 und div. Sondermodelle) serienmäßig mit Servounterstützung | Zahnstangenlenkung, auf Wunsch oder teilweise (alle G60 und div. Sondermodelle) serienmäßig mit Servounterstützung | Zahnstangenlenkung, auf Wunsch oder teilweise (alle G60 und div. Sondermodelle) serienmäßig mit Servounterstützung | Zahnstangenlenkung, auf Wunsch oder teilweise (alle G60 und div. Sondermodelle) serienmäßig mit Servounterstützung | Zahnstangenlenkung, auf Wunsch oder teilweise (alle G60 und div. Sondermodelle) serienmäßig mit Servounterstützung | Zahnstangenlenkung, auf Wunsch oder teilweise (alle G60 und div. Sondermodelle) serienmäßig mit Servounterstützung |                                                         |
| Karosserie                       | Stahlblech, selbsttragend, Tankinhalt 55 Liter (incl. syncro und Country)                                          | Stahlblech, selbsttragend, Tankinhalt 55 Liter (incl. syncro und Country)                                          | Stahlblech, selbsttragend, Tankinhalt 55 Liter (incl. syncro und Country)                                          | Stahlblech, selbsttragend, Tankinhalt 55 Liter (incl. syncro und Country)                                          | Stahlblech, selbsttragend, Tankinhalt 55 Liter (incl. syncro und Country)                                          | Stahlblech, selbsttragend, Tankinhalt 55 Liter (incl. syncro und Country)                                          | Stahlblech, selbsttragend, Tankinhalt 55 Liter (incl. syncro und Country)                                          | Stahlblech, selbsttragend, Tankinhalt 55 Liter (incl. syncro und Country)                                          | Stahlblech, selbsttragend, Tankinhalt 55 Liter (incl. syncro und Country)                                          | Stahlblech, selbsttragend, Tankinhalt 55 Liter (incl. syncro und Country)                                          | Stahlblech, selbsttragend, Tankinhalt 55 Liter (incl. syncro und Country)                                          | Stahlblech, selbsttragend, Tankinhalt 55 Liter (incl. syncro und Country)                                          |                                                         |
| Spurweite vorn/hinten            | 1427/1422 mm | 1427/1422 mm | 1427/1422 mm | 1427/1422 mm | 1427/1422 mm | 1427/1422 mm | 1427/1432 mm | 1427/1432 mm | 1435/1442 mm | 1433/1428 mm | 1427/1432 mm | 1435/1437 mm |                                                         |
| Radstand                         | 2475 mm | 2475 mm | 2475 mm | 2475 mm | 2475 mm | 2475 mm | 2475 mm | 2475 mm | 2475 mm | 2475 mm | 2475 mm | 2479 mm |                                                         |
| Länge                            | 3985 mm (1984–1988), 4040 mm (ab 1989), Country: 4255 mm                                                           | 3985 mm (1984–1988), 4040 mm (ab 1989), Country: 4255 mm                                                           | 3985 mm (1984–1988), 4040 mm (ab 1989), Country: 4255 mm                                                           | 3985 mm (1984–1988), 4040 mm (ab 1989), Country: 4255 mm                                                           | 3985 mm (1984–1988), 4040 mm (ab 1989), Country: 4255 mm                                                           | 3985 mm (1984–1988), 4040 mm (ab 1989), Country: 4255 mm                                                           | 3985 mm (1984–1988), 4040 mm (ab 1989), Country: 4255 mm                                                           | 3985 mm (1984–1988), 4040 mm (ab 1989), Country: 4255 mm                                                           | 3985 mm (1984–1988), 4040 mm (ab 1989), Country: 4255 mm                                                           | 3985 mm (1984–1988), 4040 mm (ab 1989), Country: 4255 mm                                                           | 3985 mm (1984–1988), 4040 mm (ab 1989), Country: 4255 mm                                                           | 3985 mm (1984–1988), 4040 mm (ab 1989), Country: 4255 mm                                                           |                                                         |
| Leergewicht                      | 920–1095 kg | 920–1095 kg | 920–1095 kg | 920–1095 kg | 920–1095 kg | 920–1095 kg | 1090–1145 kg | 1090–1145 kg | 1220 kg | 1120–1140 kg | 1255–1275 kg | 1250 kg |                                                         |
| Höchstgeschwindigkeit            | 191 km/h | 186 km/h | 186 km/h | 186 km/h | 208 km/h | 200 km/h | 175 km/h | 180 km/h | 163 km/h | 216 km/h | 230 km/h | 210 km/h |                                                         |
| Beschleunigung von 0–100 km/h    | 9,7 s | 10,3 s | 10,3 s | 10,3 s | 8,5 s | 9,0 s | 12–13 s | 12 s | 13,5 s | 8,3 s | 7,4 s | 9,5 s |                                                         |
| Verbrauch in Liter/100 Kilometer | 5,7/7,5/10,9 S | 6,1/8,1/11,3 N | 6,1/8,1/11,3 N | 9,8 S | 6,1/7,5/10,9 Super Plus                                                                                            | 6,4/8,0/11,3 S | 11,0 N | 11,0 N | 12,0 N | 12,0 S | 14,5 S | 13,0 S |                                                         |

## Fertigung

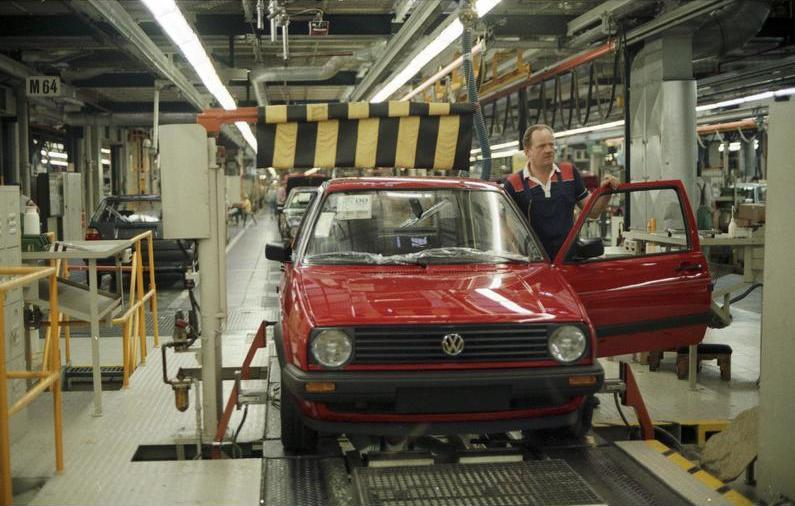
Fertigung des Golf II im Stammwerk Wolfsburg

Der Golf II wurde in Wolfsburg, Zwickau, Graz, Brüssel, Sarajevo, Uitenhage/Südafrika, Lagos/Nigeria, Westmoreland County/USA und in Puebla/Mexiko produziert. In der Fertigung wurde der Automatisierungsgrad verstärkt – viele Montagevorgänge wurden in der neuen „Halle 54“ des Stammwerks Wolfsburg von Industrierobotern ausgeführt. Dazu war die Vorderachse an einem Fahrschemel montiert und der Bug des Wagens verschraubt und nicht verschweißt wie beim Golf I. Der Tank wurde aus Kunststoff geblasen.

## Passive Sicherheit
Ein Crashtest durch den ADAC offenbarte im Jahr 2003, zum 30. Jubiläum der Golf Baureihe, dass die Weiterentwicklung der Passiven Sicherheit für Insassen beim leichteren Golf II unzureichend war. Im Vergleich zum VW Käfer, einer mehr als 40 Jahre älteren Konstruktion mit einer tragenden Bodenplatte, schnitt er beim Frontalaufprall noch gering schlechter ab.